# Antiperuanismo

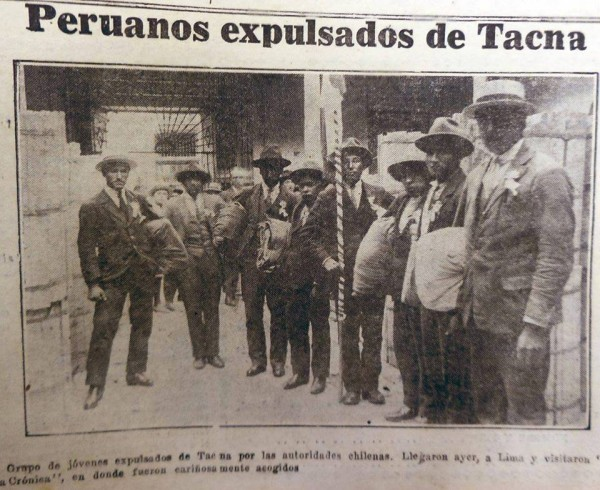
Refugiados peruanos de Tacna, expulsados por el gobierno chileno durante la chilenización de Tacna, Arica y Tarapacá en el siglo XX.

El sentimiento antiperuano o antiperuanismo hace referencia al resentimiento y hostilidad hacia los peruanos basado en una combinación de prejuicios de tipo histórico, cultural y político. 
Surgió desde el siglo XIX en algunas sociedades como una consecuencia de su expansión territorial y que germinó como una tendencia en los nacionalismos de países vecinos principalmente Chile en menor medida por el origen discutido de distintas manifestaciones culturales, como recetas y elaboraciones gastronómicas (como el pisco) o danzas folklóricas (como la diablada o la morenada) cuyo origen se disputa o se comparte con Chile y Bolivia. Además por distintas diferencias políticas e ideológicas con los líderes bolivarianistas y sus simpatizantes chavistas en Venezuela.
Puede manifestarse de muchas formas, como odio o envidia individual, medios amarillistas, ataques de grupos nucleados e incluso ataques fantasmas en redes sociales.
Por ejemplo, según el algoritmo de sugerencias de búsqueda de Google, pueden aparecer estereotipos cuando se escribe la nacionalidad 'peruano’, resultando marcados prejuicios contra el Perú como «Los peruanos son estúpidos, creídos y racistas».

## Antiperuanismo por país

### Argentina
En Argentina ha habido un marcado racismo a lo largo de su historia, con sus particularidades en los modos en que se presenta, relacionadas con la historia, la cultura y los grupos étnicos que interaccionan, habiendo una tendencia despectiva contra los que poseen marcados rasgos indígenas (como gran parte de la población peruana), además de una preferencia en imitar lo europeo y menospreciar lo latinoamericano (expresado en figuras ilustres como Julio Argentino Roca, Juan Bautista Alberdi o Domingo Faustino Sarmiento, así como en la promoción de la inmigración blanca en el artículo 25 de varias Constituciones en el pasado). A causa de todo esto, hay argentinos que tienen una actitud antiperuana por motivos raciales o ultranacionalistas. Desde la década de 1970, Paraguay, Perú y Bolivia se han alternado como los mayores emisora de inmigrantes a Argentina; en la gran mayoría de los casos, estos inmigrantes son étnicamente indígenas o mestizos y a menudo hablan español como segunda lengua. Dada la historia Argentina de inmigración y asimilación masiva de europeos desde mediados del siglo XIX, esto ha afectado sustancialmente los debates sobre inmigración, lo que ha llevado a un racismo antiindígena y antiinmigrante, expresado abiertamente por políticos y líderes sociales, particularmente en tiempos de dificultades económicas.

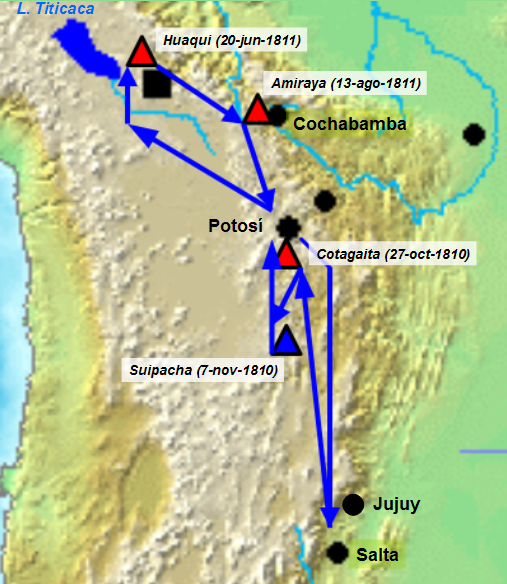
Enfrentamientos entre el Ejército del Norte y el Ejército Real del Perú en el Alto Perú, que desencadenó algunas tendencias antiperuanas en la Junta de Buenos Aires ante un Perú contrarrevolucionario.

En medio de la Guerra de la Independencia Argentina y las Expediciones Auxiliadoras al Alto Perú, hubo un clima de tensión entre El Perú leal a la Corona Española y la Junta de Buenos Aires buscando la independencia del Río de la Plata y esparcir la Revolución de Mayo a toda Sudamérica, lo que generó enfrentamientos bélicos entre peruanos partidarios de la contrarrevolución y argentinos partidarios de la revolución; en medio de esos eventos, hubo algunas muestras de antiperuanismo en las etapas más conflictivas de esos sucesos, pues estas tropas arrasaron la región y causaron el rechazo local a toda unión con los porteños, al grado que hubo peruanos que no deseaban fronteras directas con los llamados «agresivos» porteños (por sus invasiones a Charcas). Muestras de esta agresividad antiperuana se dieron cuando el gobierno argentino ordenó el fusilamiento de los cabecillas de la Contrarrevolución de Córdoba, que, al tener apoyo peruano, sirvió también para darle una "lección a los jefes del Perú", pues en un inicio se pretendía reunir a los prisioneros para que puedan ser enviados, sin hacer rodeos, ya sea a Buenos Aires o a la ciudad de Córdoba “según lo más conveniente”, sin embargo la orden de fusilamiento a los líderes contrarrevolucionarios en el momento de ser capturados, decisión promovida por Mariano Moreno y que había sido tomada por la Primera Junta en pleno, exceptuando a Manuel Alberti (que se excusó por su carácter eclesiástico), servía como una advertencia de hostilidad de la junta hacia los pueblos opuestos a la revolución, con énfasis a cordobeses y peruanos.
Reservada. Los sagrados derechos del Rey y de la Patria, han armado el brazo de la justicia y esta Junta, ha fulminado sentencia contra los conspiradores de Córdoba acusados por la notoriedad de sus delitos y condenados por el voto general de todos los buenos. La Junta manda que sean arcabuceados Dn. Santiago Liniers, Don Juan Gutiérrez de la Concha, el Obispo de Córdoba, Dn. Victorino Rodríguez, el Coronel Allende y el Oficial Real Dn. Joaquín Moreno. En el momento que todos ó cada uno de ellos sean pillados, sean cuales fuesen las circunstancias, se ejecutará esta resolución, sin dar lugar á minutos que proporcionaren ruegos y relaciones capaces de comprometer el cumplimiento de esta orden y el honor de V. E. Este escarmiento debe ser la base de la estabilidad del nuevo sistema y una lección para los jefes del Perú, que se avanzan á mil excesos por la esperanza de la impunidad y es al mismo tiempo la prueba de la utilidad y energía con que llena esa Espedicion los importantes objetos á que se destina.
También se mostraron signos de peruanofobia por parte de los argentinos de la Junta cuando Manuel Belgrano expuso el 6 de julio de 1816, ante los diputados del Congreso de Tucumán, en dos reuniones, una propuesta de instaurar una monarquía casi nominal que ofrecía el trono, discutiéndose primero sobre elegir a algún príncipe europeo y luego a algún soberano peruano de los descendientes de los Incas, muy probablemente se proyectó que el título correspondiera a Juan Bautista Túpac Amaru, único hermano sobreviviente conocido del inca Túpac Amaru II, aunque también se consideraron a Dionisio Inca Yupanqui, jurista y militar mestizo que se había educado en Europa y que fue representante del Perú ante las Cortes de Cádiz, o a Juan Andrés Jiménez de León Manco Cápac, clérigo y militar mestizo que se ganó su fama por oponerse a los cobros excesivos del tributo y que que participó como comandante militar en el levantamiento de Juan José Castelli. Sólo cuatro días después de hacer esta proclama, tuvo lugar el gran anuncio de la Independencia de Argentina, con una gran mayoría de los asambleístas optando por la forma monárquica sugerida que, además, debía tener sede en la ciudad del Cuzco, la capital del proyectado Nuevo Reino. Sólo Godoy Cruz y parte de sus colaboradores exigieron que dicha capital estuviese en Buenos Aires. Según este Plan del Inca, sería un gobierno efectivo y constitucional de estilo parlamentario, similar a la británica, con el objeto de lograr el pronto reconocimiento a nivel internacional de la independencia argentina. Su propuesta de implantar una monarquía inca parlamentaria fue ridiculizada por sus contemporáneos que apoyaban la formación de una república, el proyecto original fue rechazado principalmente por razones de racismo antiperuano. Los delegados porteños manifestaron su rechazo total a la delirante idea, casi sin ser escuchados. Se cuenta que uno de ellos llegó a gritar allí: "¡Prefiero estar muerto que servir a un rey con ojotas!"; y que los periodistas de Buenos Aires se mofaban de la decisión asegurando que ahora tendría que ir a buscarse "un rey patas sucias en alguna pulpería o taberna" en el Altiplano. El Congreso de Tucumán finalmente decidió rechazar el plan del Inca, creando en su lugar un estado republicano y centralista con capital en Buenos Aires.

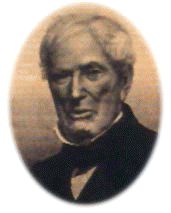
Guillermo Brown, militar irlandés, naturalizado argentino, que realizó ataques corsarios a las costas del Perú.

Otra muestra de antiperuanismo, así como de antichilenismo e hispanofobia, fue la Expedición corsaria de Brown al Pacífico, patrocinada por el gobierno de Buenos Aires, en donde se enviaron barcos en una expedición corsaria a las costas del Pacífico contra civiles, sin empeñarlos en una guerra naval regular contra militares, de los cuales sus objetivos principales fueron los puertos de Chile y Perú, con el fin de debilitar el comercio español, así como el peruano. Aunque los aprestos se realizaban en secreto, algunos realistas de Buenos Aires intentaron pasar comunicaciones a Chile para preparar acciones de defensa, pero el gobernador de Cuyo, José de San Martín, logró interceptar esos intentos. Uno de los objetivos principales de los corsarios argentinos fue el Puerto del Callao, el cual fue atacado en enero de 1816

El 22 de enero amaneció el perverso Brown fondeado cerca de la embocadura del rio Rimac con la mayor insolencia que es imaginable, como que sabia que en el puerto no había ninguna lancha cañonera ni buque armado. Sus fuerzas eran compuestas de cuatro buques y un pailebot. Tres de ellos se adelantaron hasta fondear en la misma bahia, dispararon algunos cañonazos como por burla, se les contestó de los castillos, volvieron a levar anclas y anduvieron voltejeando hasta la media noche, hora en que volvieron a entrar a tirotear al puerto, y consiguieron hacer el daño de echar a pique uno de los buques que permanecian fondeados, la fragata Fuente-Hermosa.
Recuento realista de los hechos

Fue tal la hostilidad de los corsarios argentinos ante la población peruana, que se ha registrado que varios viajeros del Perú a Europa (sobre todo frailes de la Iglesia Católica), en el momento de emprender el regreso desde la costa brasileña hasta Perú, llegaron a preferir la ruta terrestre, de Goiás y Mato Grosso, para llegar al Perú por vía amazónica, "antes que correr el riesgo de caer en manos de los corsarios del Plata en el mar".
Por otro lado, algunos historiadores, de orientaciones indigenistas, hispanistas o revisionistas de la corriente nacionalista, han querido afirmar que el propio Libertador argentino, Don Jose de San Martin, pudiera haber sido una figura antiperuana, cuestionandose que llegara un extranjero (San Martín) para proclamar la independencia. Una independencia, considerada impuesta (favoreciendo la tesis histioriografica de independencia concedida, y no conseguida o concebida) y muy probablemente en contra de la voluntad de los peruanos (del cual ya habrían surgido declaraciones de independencia previas, como la Rebelión del Cuzco, posteriormente reprimidas por los propios peruanos leales al Virreinato, y sin necesidad de la intervención de un ejército invasor), en base a algunas frases como:

"Yo creo que todo el poder del ser supremo no es suficiente para libertar a ese desgraciado país (el Perú): Sólo Bolívar, apoyado en la fuerza, puede realizarlo."
Don José de San Martín

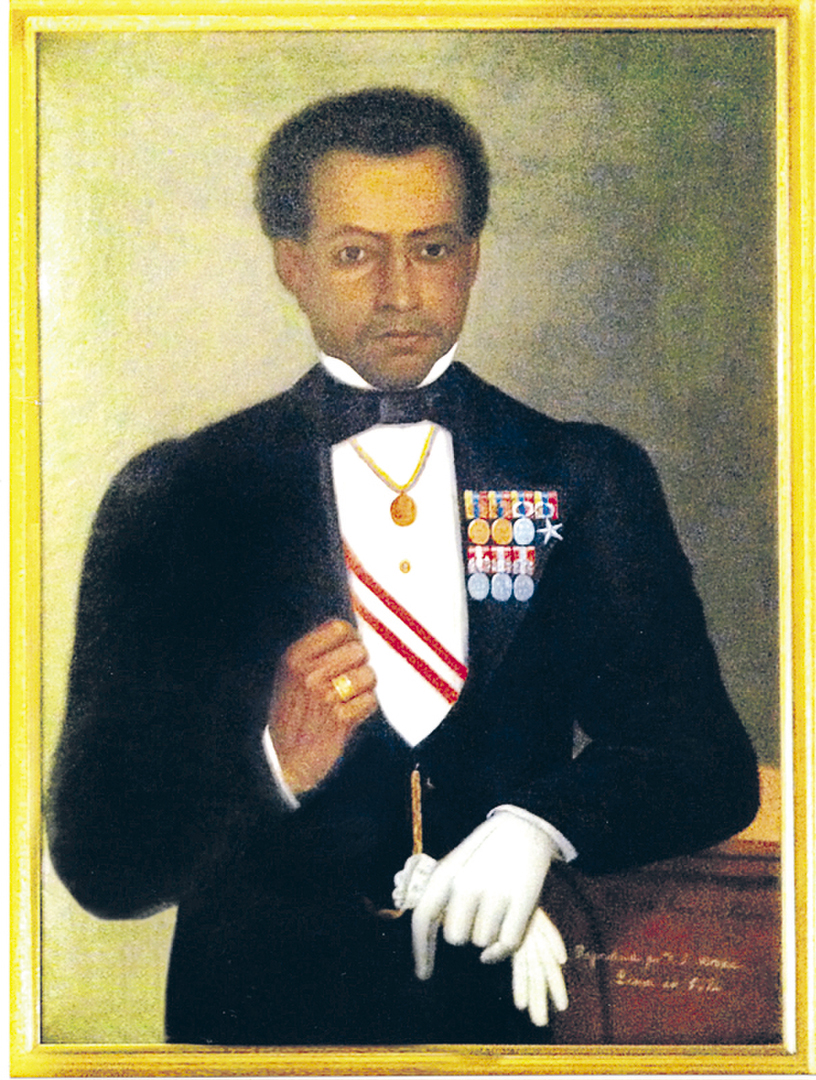
Bernardo de Monteagudo, ministro de confianza del Protector del Perú, José de San Martín, al cual se le acusa de ser una figura oscura de fanatismo liberal y con tintes chovinistas argentinos y antiperuanos.

También se sabe que San Martín buscaba que el territorio en disputa del Alto Perú, administrado desde 1810 por el Virreinato del Perú, fuese entregado a las Provincias Unidas del Río de la Plata, lo cual, aunque sería algo predecible de su parte (por ser un argentino) en el ejercicio de una realpolitik, por otro lado sería una muestra de antiperuanismo de su parte ante vagas promesas que hacia a caudillos como Andrés de Santa Cruz sobre el territorio. Ante ello, se le habría acusado de ser deshonesto con sus promesas ambiguas que le daba a los políticos peruanos que apoyasen su gobierno, puesto que el Protectorado de San Martín controlaba de facto el Partido de Atacama y estaba reclamando también parte de los territorios de los actuales La Paz y Pando. Aquello terminó generando un clima de desconfianza, donde las alabanzas y elogios de los peruanos al Libertador habrían sido aparentes, en medio de hostilidades hacia el caudillo argentino. En la sesión secreta, del Congreso Peruano, al día del 27 de setiembre de 1822, se expresó sospecha y temor con respecto a que San Martín intentara apoderarse de las provincias del Alto Perú, de Arequipa y Cuzco.
Además, San Martín llegó a ser acusado de caer en una grave hipocresía antiperuana con el proyecto monárquico del Protectorado de San Martín, al preferir la venida de príncipes europeos (traicionando a varios peruanos nacionalistas), dejando de lado a las ya existentes y milenarias instituciones monárquicas nacionales en el Perú para imitar al constitucionalismo parlamentario de los ingleses y franceses en la restauración (siendo acusado de anglofilo y afrancesado por el hispanismo peruano), así como de tener poca o nula consideración a propuestas monárquicas que representaran los intereses de la nobleza indígena (siendo acusado de elitista criollo por el indigenismo peruano). Por ejemplo, el caso de la nobleza indígena de la región de Cajamarca, la cual, tras obtener conocimiento de la independencia jurada el 8 de enero de 1821 por Torre Tagle (pese a la exclusión de representantes indígenas del Cabildo de Naturales y de curacas famosos en las poblaciones rurales, como Manuel Anselmo Carhuaguatay), trato de presentarse y proponer que la forma de gobierno del nuevo estado peruano debía corresponderle a un descendiente de Atahualpa que vivía en la localidad, siendo el más sonado Don Manuel Soto Astopilco (cacique principal de las Siete Huarangas de la provincia), además de sugerir el renacimiento del Estado del Tahuantinsuyo y su derecho a la corona. No se registraron noticias de que tratase de invocar a posibles vínculos con los lejanos y extenuados incas del Cusco (en su mayoría más favorables al Ejército Real del Perú). Y aunque se oyó y notificó la propuesta a Torre Tagle, nadie en el gobierno de San Martín dio respuesta a esta solicitud. Lo que evidencia que para la oligarquía criolla en la Intendencia de Trujillo había una falta de interés hacia la Sociedad política indígena, por el cual los sucesores de los Incas no eran considerados para ninguna alternativa de gobierno. Dejando entrever de manera tácita que el movimiento liberal sanmartiniano podía concluir en un gobierno monárquico, o quizá republicano, pero en cualquiera de los casos, sería dirigido por la elite de criollos y no por indígenas, por más señoriales y de regias prosapias que pudiesen hacer ostentación. Las intenciones de San Martín se habían visto frustradas no sólo por la irrupción de Simón Bolívar en el destino de la Independencia, sino por la fuerte oposición que encontró entre algunos de los propios peruanos, y en el desprestigio que le arrastraron los errores y dislates de Bernardo de Monteagudo (personaje oscuro que, además de ser uno de principales responsables de los asesinatos de Manuel Rodríguez y los hermanos Carrera, era un convencido monarquista), perpetuado como uno de los personajes más nefastos para la historia de la emancipación de América por sus tendencias radicales Jacobinas. Entre diciembre de 1821 y febrero de 1822, Monteagudo dictó una serie de resoluciones destinadas a desterrar, confiscar parte de sus bienes y prohibir el ejercicio del comercio a los españoles peninsulares que no se hubiesen bautizado. Si bien no existen investigaciones acerca de cuántos partidarios del rey salieron del Perú a causa de los graves episodios de su independencia, así como del cambio político en sí que no quisieron reconocer; algunos cálculos apuntan entre diez y doce mil. Ricardo Palma, en su estudio histórico sobre Monteagudo, estima en 4.000 la cantidad de españoles expulsados del Perú por decisión suya (a pesar que muchas de esas familias ya estuvieran integradas a la nación peruana durante el proceso de mestizaje, entre ellos estaría la expulsión del arzobispo de Lima). Según el historiador canadiense, Timothy E. Anna, estas acciones fueron “un acto de violencia sin paralelo y abuso a los derechos humanos sin precedentes”. Es muy seguro que este malestar popular haya sido una de las causas para los motines que rodearon la destitución de Monteagudo el 25 de julio de 1822, puesto que se percibió, en el el sentir de la población limeña de todas las clases sociales, como un acto muy injusto por tratarse de un abuso contra españoles que habían vivido en el Perú por décadas y que tenían un importante rol social y económico. Según Scarlett O'Phelan, las medidas de Monteagudo estuvieron a punto de generar la aniquilación del grupo social de comerciantes que eran activos en áreas muy importantes para la economía peruana (siendo estos la agricultura y, sobre todo, la minería). Esto se debía a que los grandes, pequeños y medianos propietarios (todos expropiados sin mayor diferencia) eran responsables de manejar los aspectos más vitales de la economía virreinal. También se sabe que batallones de origen argentino generaron quejas en la población civil por los "estragos y exhortaciones" que realizaban en las chacras, devastando las siembras y llegando a atacar (a veces hiriendo de gravedad) a gran parte de los integrantes del Campesinado, quienes trabajaban la tierra. Todas esas medidas, según la perspectiva revisionista, habrían sido permitidas por San Martín, a sabiendas que la perdida de un gran capital peruano beneficiaría a los intereses de las Provincias Unidas del Río de la Plata para que pueda proyectarse como el líder industrial del continente sudamericano, en detrimento de los peruanos, pues semejante movimiento compulsivo contra los grupos sociales hispanos (quienes eran dirigentes que organizaban, mantenían y dinamizaban las bases productivas que hacían funcionar las bases de la economía nacional) no se produjo en Chile y Argentina; evidenciándose así que primo mayormente las rivalidades presentes en los grupos regionales de poder económico en Hispanoamérica, por el cual, tanto chilenos y argentinos (cuyos estados financiaron la expedición libertadora con los aportes de sus burguesías) tenían sentimientos e intereses contrarios a sus equivalentes regionales en el Perú (incluido la nobleza inca por sus tendencias realistas), antes que emanar una idealizada fraternidad hispanoamericana contra el imperialismo. 

“En el periodo 1821-1822, el libertador José de San Martín y Bernardo Monteagudo, su ministro de confianza, expropiaron y dilapidaron a la élite mercantil y económica de Lima, sin conseguir la independencia definitiva del Perú. Monteagudo tenía en poca estima el nivel de civilización y las posibilidades democráticas de los peruanos. Su objetivo principal consistía en erradicar la amenaza española en La Plata y Chile independientes a cualquier costo, incluso la ruina económica del Perú. Confiscó caudales y otros recursos para organizar redes locales de espionaje y operaciones encubiertas, dañinas a todas luces para lograr la confianza de la población local y su apoyo a la causa de a independencia.

(…) La política de secuestros inaugurada por Monteagudo minó aún más una débil tradición del derecho a la propiedad y sentó las bases para las expropiaciones motivadas por razones políticas. Las propiedades agrícolas y urbanas confiscadas a españoles y criollos realistas, fundamentalmente en la región de la costa central, fueron valorizadas en aproximadamente dos millones de pesos. Esta política provocó mayores problemas económicas y una caída de la inversión.
(…) Eventualmente, la mayor parte de los bienes expropiados se otorgó a oficiales militares que pedían compensación y recompensa por sus hazañas patrióticas. Entre los oficiales de alto rango que recibieron estas recompensas tenemos a Antonio José de Sucre, Bernardo O’Higgins, José Rufino Echenique. Juan Francisco Ryes, Blas Cerdeña y José María Plaza, entre otros. En provincias, los oficiales locales repetían los abusos de poder y las expoliaciones cometidas a nombre de la causa patriota.

(…) Para empeorar las cosas el almirante Thomas Cochrane (británico), cuyos servicios navales y gastos habían quedado impagos, se apropió de las reservas de plata en barras que habían sido penosa y prepotentemente acumuladas durante el gobierno de San Martín. Cochrane fue el comandante de la flota “libertadora” chilena y también se vio beneficiado con la captura y secuestro de naves mercantes peruanas. Un diplomático francés informó a sus jefes en París que la falta de apoyo popular a la libertad y a la independencia se explicaba por la corrupción de las nuevas autoridades separatistas y sus luchas internas. Otro enviado diplomático atribuyó la debilidad de estos nacientes gobiernos al reparto de cargos oficiales por medio de protección y la intriga en lugar del reconocimiento al mérito. Estas débiles bases organizativas brindaron fértiles condiciones para la corruptela y el abuso de poder.”
HISTORIA DE LA CORRUPCIÓN EN EL PERÚ (p 104-106), Alfonso W. Quiroz

Posteriormente, durante la fundación del Estado del Alto Perú, hubo sectores antiperuanos en Argentina que vieron a la independencia de Bolivia (y la renuncia de sus reclamos de las Provincias Unidas del Río de la Plata a la soberanía de ese territorio) como algo tolerable con tal de evitar el engrandecimiento del Perú (coincidiendo con Bolívar, Sucre y Santander de evitar restaurar el poderío que tuvo el Perú durante la era virreinal), el cual había sido un gran problema para los intereses comerciales y militares de Buenos Aires durante las guerras que hubo entre la Junta y el Virreinato peruano. También porque se esperaba obtener el apoyo de Sucre y el estado boliviano, junto al respaldo de la Gran Colombia, para la Guerra del Brasil, aún si eso era a costa de los intereses peruanos.

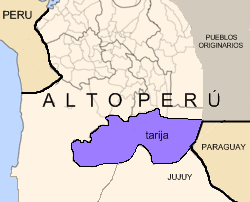
Mapa de la Cuestión de Tarija que desembocó en una guerra peruano-boliviana-argentina durante el gobierno de Andrés de Santa Cruz.

Durante la Guerra contra la Confederación Perú-Boliviana, las relaciones entre la Confederación Perú-Boliviana y la Confederación Argentina se habían deteriorado, entre otras razones por el apoyo del presidente boliviano Andrés de Santa Cruz a grupos unitarios que realizaron al menos cuatro incursiones desde el sur de Bolivia a las provincias del norte argentino en los años previos a la guerra. Lo que derivo en medidas antiperuanas por parte del Gobierno argentino, como la del 13 de febrero de 1837, donde Rosas declaró cerrada toda comunicación comercial, epistolar y de cualquier género entre los habitantes de la Confederación Argentina y los de Perú y Bolivia, declarando "traidor a la patria" a cualquiera que cruzara la frontera hacia esos países. Ambas confederaciones no tenían relaciones diplomáticas formales, por lo que la declaración tenía el objeto de exteriorizar la ruptura de relaciones entre los dos países. Si bien Juan Manuel de Rosas no era antiperuano, puesto que declararía la guerra a Santa Cruz y sus sostenedores, mas no a los estados peruanos, se puede considerar como un episodio de antiperuanismo en la historia de Argentina, puesto que se evidencia la preocupación que tendría el caudillo federal, frente al poderío que estaría obteniendo el Perú, en el Manifiesto de las razones que legitiman la Declaración de Guerra contra el gobierno del General Santa Cruz, Titulado Protector de la Confederación Perú-Boliviana.

“Si la prepotencia del Perú, si su población y recursos valiesen, como lo ha pretendido Santa Cruz, para justificar su política, el gobierno encargado de las Relaciones Exteriores de la Confederación Argentina, se apoderaría de ellas para justificar la guerra contra la Confederación Perú-Boliviana (...) si no existía equilibrio entre el Perú y Bolivia, ¿existirá entre ambos Estados unidos y la Confederación Argentina? (...) esa fusión bajo la égida de un conquistador es peligrosa y la propensión del Perú a su engrandecimiento no prometen para Bolivia ni seguridad ni reposo.”
Juan Manuel de Rosas

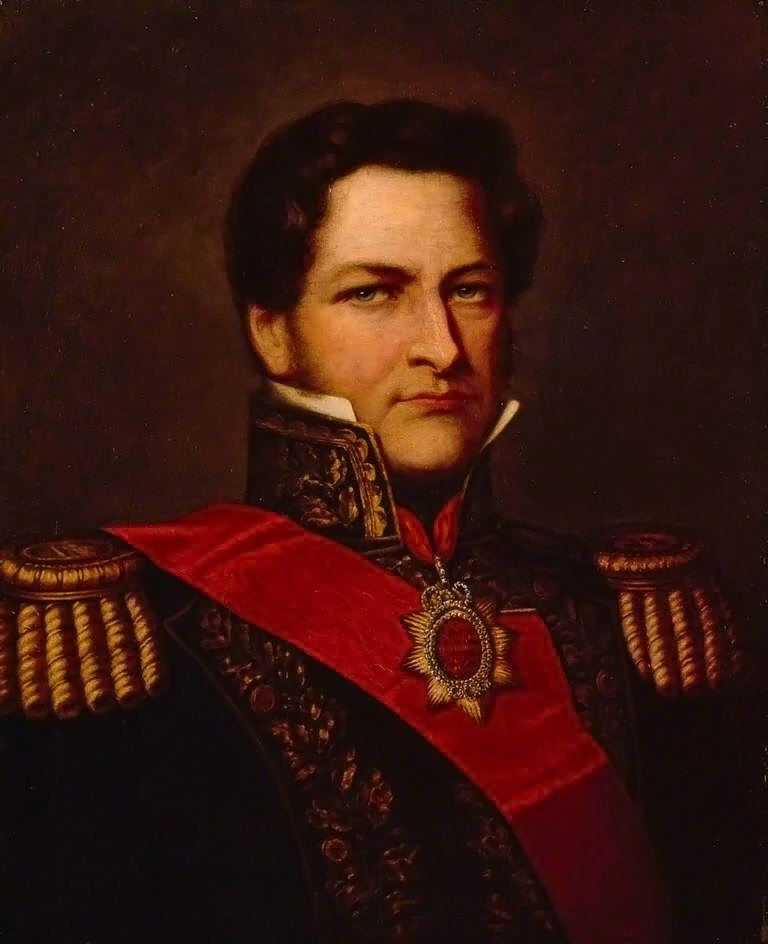
Juan Manuel de Rosas, principal caudillo de la Confederación Argentina y que entraría en guerra con el Perú.

Durante la Guerra de la Triple Alianza, Perú fue un país que protestó contra los pretendidos intentos de conquista al Paraguay por los países miembros en la Triple Alianza (de la cual Argentina hacia parte junto a Uruguay y Brasil). Para el resto del continente, esta guerra fue percibida como un intento de conquista y repartición del Paraguay entre los aliados. El que se atentara contra la independencia de uno de los países del continente era temido como un terrible precedente para potenciales desarreglos geopolíticos y posibles proyectos expansionistas en los gobiernos de la zona, siendo muy mal visto la Argentina a los ojos del Perú. El controvertido Tratado Secreto de la Triple Alianza era visto en la diplomacia peruana como una violación de la soberanía e integridad como país del Paraguay. Así, la percepción sobre esa guerra se entendía, para el ojo público, como la prepotencia de 3 países aliados que deseaban arrebatar al Paraguay su territorio e incluso destruir su soberanía, generándose analogías con la Segunda intervención francesa en México o la Guerra hispano-sudamericana que sucedían en simultáneo durante la década de los años 60s del siglo XIX, comparándolas como una forma de imperialismo nada diferente a la de los europeos. Visto de esa forma, no se daba distinción en cuanto a una conquista, sobre todo de un país latinoamericano, por parte de un gobierno americano o de un gobierno europeo, a los ojos de la sociedad, donde ambos actos eran condenables. La diplomacia peruana basaba sus principios en la solidaridad continental (producto del Panamericanismo) y la defensa de la soberanía e integridad nacional, sobre todo a las ambiciones amazónicas de los intereses brasileños y sus avances expansionistas, que ahora se relacionaban con los argentinos. Evidencia de la condena pública del Perú hacia esta política de conquista, por parte de los brasileños y argentinos contra el Paraguay, se mostró en una edición del diario El Comercio, del día 8/10/1866, por el cual se respondían acusaciones de la prensa argentina de que había una falta de imparcialidad en el país por la simpatía del Perú con el Paraguay. 
Ante ello, la Argentina reacciono con posturas antiperuanas, negándose a ser un país un país miembro de la Cuádruple Alianza contra España en la Guerra de las Islas Chincha; además, la diplomacia practicada por la Triple Alianza pretendía separar a los gobiernos del Pacífico (Chile, Perú, Bolivia y Ecuador) y así disolver la Cuádruple Alianza. Respecto a posibles diferencias provechosas, Bolivia era definitivamente el país más vulnerable, siendo una prioridad para la diplomacia argentina. Así, agentes argentinos y uruguayos intentaron seducir a los bolivianos, diciéndoles que los alcances del tratado de alianza cuádruple no estaban justificados, en tanto que habían reclamaciones territoriales de Bolivia contra los peruanos y chilenos que aún temían los bolivianos que no los pudieran defender. La diplomacia argentina consideraba a la interferencia de los peruanos en la guerra contra el Paraguay, así como de los asuntos internos del estado argentino, como algo de menor relevancia frente a la injerencia de los chilenos, a pesar que Perú y Chile colaboraron juntos (hasta finales de 1867) contra los objetivos de la Triple Alianza, lo que demostraría conductas discriminatorias de la diplomacia argentina frente a los peruanos, retratados como unos títeres serviles y marioneta de los chilenos. Mientras tanto, los diplomáticos de Argentina llegaron a acusar a Chile de injerir en la política boliviana, manipulándolos para realizar políticas antiargentinas; y apoyar la Revolución de los Colorados, realizada por opositores federales al gobierno del Presidente Mitre. La prensa disidente de Argentina y Uruguay (opositora de sus gobiernos y solidaria con Chile y Perú), la cual ponía a tela de juicio la política exterior realizada por sus cancillerías, fue atacada por sus respectivos gobiernos, siendo restringida e incluso prohibida de circular en la Argentina. Mientras tanto, los periódicos de las comunidades de inmigrantes españoles, en los que se ensalzaba la acción de la armada de España en el Pacífico Sur contra las armadas peruana y chilena (durante la Guerra hispano-sudamericana), circulaban con plena libertad en las ciudades argentinas, lo que evidenciaba sesgos antiperuanos y antichilenos. Otro ejemplo de esos sesgos se dan al analizar y comparar los diarios El Mercurio de Valparaíso y la Nación Argentina de Buenos Aires. Si bien, los 2 periódicos tenían nexos con las elites de sus países, y compartían el compromiso de reivindicar las ideologías imperantes en las oligarquías criollas (el liberalismo económico y político) en sintonía con las tendencias modernizadoras de la época. También diferían en sus puntos de vista para concebir el americanismo, siendo claramente distantes en sus enfoques. Mientras El Mercurio se mostraba totalmente convencido en promover la causa de la solidaridad americana, sin hacer distinciones entre países hermanos e iguales, La Nación por su parte expresaba menosprecio a estas tendencias excesivamente fraternas, invocando a la dicotomía entre civilización y barbarie como un criterio a privilegiar antes de definir la causa americana (presentándose a la civilizada sociedad argentina y uruguaya como opuestos a la barbarie paraguaya y peruana), para así poder justificar sus acciones en la guerra contra el Paraguay, así como la represión del gobierno porteño a los alzamientos conservadores por el interior del país; también se quería legitimar las tendencias eurocéntricas presentes en la elite argentina y su aceptación sin reparos del Darwinismo social imperante, donde la sociedad peruana (y la herencia mestiza en Hispanoamérica en general) era mal vista por no ser sociedades de mayoría blanca, generando desprecio.
También, durante la Copa Mundial de Fútbol de 1978, se denuncio que el dictador argentino, Jorge Rafael Videla, intento atemorizar psicológicamente a la selección peruana de futbol al entrar al vestuario de del equipo, poco antes del partido entre Perú y Argentina.
Por otro lado, el canciller del Perú, José de la Puente, durante noviembre de 1978, acogió en Lima al embajador de Argentina, quien era un almirante cuyo objetivo era el de lograr una alianza militar entre ambos país por si hubiera una guerra contra Chile. El canciller peruano tuvo sospechas de potenciales sentimientos antiperuanos del estado argentino en base a experiencias históricas, respondiéndole a su oferta con las siguientes palabras:

“Usted tiene la mala suerte de encontrarse con un hombre que sabe mucho de la historia (...) Mientras nosotros perdimos seis mil hombres y parte del territorio nacional [en la Guerra del Pacífico], ustedes aprovecharon el preciso momento para conquistar pacíficamente La Patagonia (...) Ahora ustedes quieren que el Perú entre a la guerra, pero después, mientras Chile y Argentina se arreglan, nosotros perdemos Arequipa”

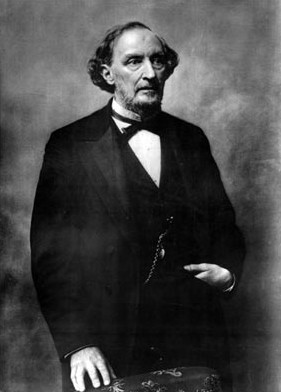
Bartolomé Mitre, presidente argentino (de ideas liberales y nacionalistas) acusado de ser europeizante y con tendencias antichilenas y antiperuanas.

En el siglo XX, ante la significativa presencia de inmigrantes peruanos ilegales en Argentina, con tal de evitar su masiva expulsión, los gobiernos de ambos países acordaron firmar un Convenio de Migración recíproco en agosto de 1998, que permitiera regularizar la situación de los migrantes argentinos y peruanos en el país de acogida, otorgándose para ello un plazo de 180 días. El Convenio bilateral reconocerá los derechos del trabajador peruano en la Argentina, pero solo hasta un lapso de 12 meses, luego de lo cual este deberá someterse a una Ley de Inmigración, que diversos sectores de oposición, así como la Iglesia en Argentina, habían calificado de xenófoba y racista con tintes antiperuanos. Otra de las instituciones que mostro un especial interés por la situación migratoria de los peruanos fue la Comisión de Damas Peruanas Residentes en la Argentina, presidida por la señora Carmen Steimann. En una reunión organizada por la comunidad peruana en Buenos Aires, la Sra. Steimann protestaría por la actitud de la gendarmería argentina, acusándoles de estar realizando una obsesiva y cruel persecución a los inmigrantes, en su mayoría solo por ser peruanos y bolivianos.
Casos recientes de antiperuanismo se han vislumbrado en el año 2000 la revista La Primera denunció una "Invasión Silenciosa" de peruanos y bolivianos, con una portada que ilustraba a un hombre de tez morocha al que le faltaba un diente (por medio de Photoshop) para acrecentar el contenido ideológico de la nota o en el 2010 cuando el diario La Nación denunció una invasión de bolivianos, peruanos y paraguayos a la Argentina, mismo el cual desató una oleada de comentarios xenófobos y racistas por parte de los lectores. También se mencionan las polémicas declaraciones con tintes antiperuanos en algunos sectores políticos del país, como las del senador justicialista Miguel Ángel Pichetto, al mencionar que Perú transfirió sus problemas de seguridad por medio de la migración de sus delincuentes a Argentina, llegando a generalizar con que las principales villas del país fueron tomadas por peruanos y que la Argentina incorpora toda esta resaca, la controversia llegó a mayores cuando hasta el Gobierno de Argentina mostró estar de acuerdo con esas declaraciones. También llegó a afirmar que Argentina se ha vuelto enferma por dar un indulto a una peruana deportada (por haber vendido droga) y que no se deberían dar segundas oportunidades, así como acusar a los peruanos de ser responsables de los delitos en las villas y el comercio de narcotráfico entre los jóvenes, aunque aclarando que no lo decía por todos los peruanos. Posteriormente hubo preocupación, en 2019, de diplomáticos peruanos por la postulacion de Pichetto a la vicepresidencia argentina, debido a tener sentimientos antiperuanos que podrían afectar las relaciones bilaterales entre ambos países. Mas adelante, en 2020, declaró que el conurbano bonaerense es el ajuste social de Perú, Bolivia, Paraguay y Venezuela. Se suele asumir que esta xenofobia de argentinos a peruanos y otras nacionalidad han sido chivos expiatorios muchas veces de un discurso político que prefiere no asumir su propia responsabilidad.
Además, se suele acusar a Carlos Menem de haber tenido una actitud antiperuana luego de venderle armas a Ecuador cuando estaba en una Guerra contra Perú, generando otra acusación de traición a los peruanos tras la ayuda que dieron a Argentina en la Guerra de las Malvinas. Entre 1995 y 2010 las relaciones diplomáticas entre Argentina y Perú se mantuvieron congeladas en su punto histórico más bajo. Aunque posteriormente el Gobierno de Argentina terminó expresando su desagravio con el Estado Peruano por esta acción. Mientras algunos diarios peruanos concluyeron que Fernández había cumplido con lo que se debía moralmente ante los reclamos de dignidad en la sociedad peruana con dichas palabras, otros diarios consideraron que aquello no había sido suficiente, llegando a sospechar una posible conducta antiperuana camuflada. Ejemplos de tales tendencias se pudieron ver en el diario Correo, en cuya portada aparecería el titular de "No pidió perdón", señalando posteriormente que "Fernández fue muy cauta en su discurso y sólo utilizó la palabra 'desagravio' en alusión a la cuestionada venta de armamento a Ecuador". Otro caso fue el de Perú 21, el cual consideró que en realidad la presidenta argentina "casi pidió perdón".
En tiempos contemporáneos, el gobierno de Argentina presidido por Alberto Fernández, junto al gobierno de Colombia (presidido por Gustavo Petro), México (presidido por Andrés Manuel López Obrador) y Bolivia (presidido por Luis Arce), emitirían una declaración conjunta a favor del expresidente Pedro Castillo y desconociendo al de Dina Boluarte. Aquello sería considerado como una "declaración antiperuana" en la prensa y el gobierno del Perú, generando una crisis en las Relaciones Argentina-Perú, en donde la cancillería llamó a consulta a los embajadores del Perú en estos países, a modo de protesta por su injerencia en asuntos internos. El político peruano Allan Wagner señalo que estos gobiernos estarían defendiendo una narrativa falsa y antiperuana ante la Crisis política en Perú de 2021-presente. En cuanto al gobierno de Argentina, se señaló que Alberto Fernández tomó acciones "incomprensibles y contradictorias, en tanto que primero llamó a la presidenta para expresarle su saludo por haber asumido el gobierno peruano, para después sumarse a esta declaración cuestionando su legitimidad. Posteriormente se dio una discusión dentro de la Cancilleria Argentina, en el que se mantuvo su reconocimiento a la presidenta Boluarte, sin deseos de intervenir nuevamente en los asuntos del Perú y señalando que los gobiernos de México y Colombia estarían realizando acciones mas allá de lo deseable. Sin embargo, muchos peruanos consideraron que se debió romper las relaciones diplomáticas de inmediato con Argentina, así como con Bolivia, Colombia y México, ante lo que fue visto como una declaración antiperuana de estos gobiernos, con apoyo de foros radicales.

### Bolivia

La Confederación Perú-Boliviana, proyecto que destapo ciertos recelos antiperuanos en la población boliviana.

Históricamente, las relaciones entre Perú y Bolivia han sido turbias y contradictorias, habiendo intentos de re-unificación y alianzas entre ambos países por semejanzas étnicas y culturales, así como también una serie de conflictos que han marcado a ambas poblaciones, particularmente la Batalla de Ingavi que es vista como la guerra fundacional de Bolivia y que ha impactado en el imaginario boliviano una tendencia peruanofóbica al ver al Perú como una nación expansionista que atenta contra su soberanía y que siempre se opone a los intereses bolivianos desde los tiempos de la colonia, y una reacción peruana de tachar a Bolivia como la provincia rebelde del Alto Perú que debe ser anexada por ser una creación artificial y arbitraria de Simón Bolívar para cercenar el Perú, lo que ha generado discordia entre ambos pueblos, profundizada en el actuar de su alianza en la Guerra del Pacífico, donde se han tachado de traidores mutuamente como razón de su derrota militar; todos esos actuares históricos han influenciado en la formación de la identidad nacional en Bolivia con tintes antiperuanos. También se sabe que históricamente la geopolítica de Bolivia ha sido basada en gran medida en la moción de obtener en alguna u otra forma, acceso de y hacia el océano mediante la provincia y puerto de Arica, lo cual ha generado continuamente roces contra el Perú.
Acciones antiperuanas en Bolivia se pueden rastrear desde el inicio de su creación como país, en 1826 los bolivianos trataron de apropiarse de Arica, Tacna y Tarapacá, firmando el estéril Pacto de Chuquisaca, entre Ignacio Ortiz de Zevallos con un plenipotenciario de la Gran Colombia, para negociar límites y la federación de Perú con Charcas, justificándose en su afinidad histórica, económica y geográfica y por estabilidad, puesto que muchos creían que la división de los «dos Perúes» era transitoria porque pronto se establecería el gran estado andino proyectado por el Libertador.

"La línea divisoria de las dos Repúblicas Peruana y Boliviana, tomándola desde la costa del mar Pacífico, será el morro de los Diablos, o cabo de Sama o La Quiaca situado a los diez y ocho grados de latitud, entre los puertos de Ilo y Arica hasta el pueblo de Sama, hasta la cordillera de Tacora: quedando a Bolivia el puerto de Arica, y los demás comprendidos desde el grado diez y ocho hasta el veintiuno y todo el territorio perteneciente a la provincia de Tacna y demás pueblos situados al sur de esta línea".

En Lima el problema fue que el pactode límites por la entrega de territorios debía ser inmediata, pero no el pacto de federación (que era un pacto diferente que debía ser aprobada finalmente por la ratificación de la Gran Colombia, a riesgo de modificaciones sin voz del Perú) ni el pago de la deuda (que era visto como un modo para forzar la subordinación de Bolivia al Perú en caso entrara en crisis), lo que hizo que el canciller José María Pando y el Presidente de la Junta de Gobierno Andrés de Santa Cruz rechazaran el tratado, pese a reconocer que por este puerto Bolivia se enriquecía y ello contribuiría al engrandecimiento de ambos países, puesto a que corría en riesgo la integridad de la República Peruana. Dejan claro que entregaran Arica o Iquique pero solo por beneficios inmediatos. En cuanto a la idea federativa, lo pactado establecía un ejecutivo y legislativo muy débiles que sólo generarían caos y los harían dependientes de Colombia para mantener el orden, denunciándose un antiperuanismo de parte de Simón Bolívar y Antonio José de Sucre, sobre todo con la Constitución Vitalicia y que únicamente buscaban acumular más poder. Santa Cruz resumiría los daños de este Tratado al Perú en una carta al general La Fuente:

"La contestación a los tratados celebrados entre el señor Zeballos y los Ministros de Bolivia...Se ha hecho bastante vaga porque la tal federación a venido a resultar en simple liga...éste es un defecto común, pero hay tres artículos muy ofensivos al Perú.

1: Que ratificado que sea el Tratado por nosotros no se ponga en ejercicio sinó en la parte de límites...
2: Que el Perú ceda Arica y Tacna por la provincia de Apolobamba y el pueblo de Copacabana, debiendo reconocer Bolivia en compensativo cinco millones por la deuda del Perú. Arica vale mucho más si se la quiere tasar (...)

Yo no quiero persuadirme que ningún poder ejecutivo puede desmembrar el territorio cuya integridad ha jurado sostener, y esto para mí sería mucho más comprometido que para otro alguno: no lo haré pues porque no debo, porque no puedo y porque no quiero abusar de la confianza que el Perú ha depositado en mi buena fé."

Buscando alternativas, los altoperuanos enviaron la secreta «legación legislativa», una comisión para pedirle a Bolívar suspender el decreto del 16 de mayo de 1825 por el que Arica era peruana, pero fallaron, ya que Bolívar no quería provocar más a los limeños.
También se tiene la creencia antiperuana que la Guerra contra la Confederación Perú-Boliviana fue una traición peruana a Bolivia debido a bulos nacionalistas bolivianos de que la oposición de varios peruanos a la Unión fue motivada por ser gobernados por un boliviano, y que para evitarlo, terminaron aliandose con Chile para lograr la caída de la confederación; en aquella misma guerra hubo oposición de bolivianos, especialmente en Chuquisaca para preservar sus privilegios, al mencionar que el proyecto confederado favorecía a Perú en perjuicio de Bolivia al crearse 2 estados peruanos que generaría una desventaja en las decisiones al poseer el estado boliviano 1 voto de 3 (habiendo una oposición general a lo acordado en el Congreso de Tacna), ya desde antes los bolivianos se hallaban descontentos pues Santa Cruz se había instalado en Lima, cuando se esperaba que gobernara desde Bolivia, así que se le tachó de peruanófilo. Por lo que, tanto la oposición boliviana a Santa Cruz, así como la defensa boliviana de la confederación contra Agustín Gamarra, se nutrió de antiperuanismo. 
Además, antes, durante y luego de la Guerra del Pacífico, surgieron discursos (sobre todo en grupos liberales) con tendencias antimilitaristas, antioligárquicos, anticaudillistas y antiperuanos, siendo así que el antimilitarismo se relacionaba con el antiperuanismo. Mientras que los guerristas buscaban continuar la guerra y mantener la alianza con el Perú, los conservadores o pacifistas bolivianos buscaban lograr lo más pronto posible un acuerdo de paz con Chile, aún si para ello debían despotricar contra los peruanos. habiendo casos como la propuesta de Justiniano Sotomayor Guzmán en sus cartas (redactadas por Domingo Santa María) a Hilarión Daza, en abril de 1879, de que:

“En América del sur no debería haber países que cultiven más estrechas relaciones de amistad que Bolivia y Chile, el Perú es el peor enemigo de Bolivia, Chile es el único que puede librar a Bolivia del pesado yugo con el que Perú la oprime con sus trabas aduaneras, Chile es también el único aliado a Bolivia que puede darle lo que le falta para a ser una gran nación, es decir puertos propios y vías expeditas de comunicación, ¿puede pensar realmente Bolivia en buscar por Cobija y demás Puertos de su Litoral, una salida para su comercio?, profundo error, los únicos puertos naturales de Bolivia, son Arica, Ilo, Mollendo, o Islay. El hombre que dé a Bolivia su independencia del Perú, será más grande que Bolívar y Sucre”.

Luego, como recuerda Paz Soldán, Bolivia (que ya era aliado de Perú desde 1873) intentó disponer de Arica y Pisagua, suscribiendo en 1878 tratados con Brasil. También hubo un sector político boliviano con tendencias antiperuanas y chilenófilas de cambiar de bando en detrimento del Perú para liberarse de su influencia en la política interna de Bolivia, así como de obtener Arica para compensar su salida al mar. Mas adelante, durante la Cuestión de Tacna y Arica, hubo sentimientos antiperuanos en Bolivia, debido a que el pueblo boliviano se sentía con un derecho moral de reclamar el territorio de Arica como su salida natural al mar, además de considerar a las pretensiones de Perú de recuperar Tacna y Arica (sin darle un puerto a Bolivia) eran totalmente inaceptables y una traición a la alianza peruano-boliviana; en el proceso se desarrollaron múltiples injurias contra la comunidad peruana que vivía en La Paz. Este sentimiento antiperuano se traslado en la política exterior del país de post-guerra, por ejemplo, en 1895, Bolivia acuerdos secretos con Chile, disponiendo que Tacna y Arica pasarían a poder de Bolivia tras el cautiverio. Desde 1902 negociaron también secretamente una paz sin mar, hasta que en el tratado de 1904 cedieron su litoral a Chile a cambio de concesiones y dinero (7 millones de libras de oro), bloqueando la recuperación peruana de Arica por la construcción del ferrocarril de ese puerto a La Paz con administración chilena. Incluso, en 1919 solicitaron a la Liga de las Naciones —vía Francia— apropiarse de Tacna y Arica.
También se suele mencionar campañas realizadas por la prensa boliviana con tendencia antiperuana a la hora de demarcaciones fronterizas durante el siglo XX, por el cual hubo que intervenir el Ministerio de Relaciones Exteriores del Perú para presionar a la Cancillería Boliviana en 1938 frente a artículos tendenciosos que hacían diarios bolivianos en un intento de impugnar el Protocolo de Demarcación de la Provincia de Copacabana; en dicha campaña antiperuana se habrían involucrado políticos bolivianos, como el diputado de Omasuyos, Eguino Zaballa, quien personalmente había participado en la redacción de algunos artículos sobre los supuestos perjuicios que habría para Bolivia tras la firma del protocolo con Perú.
En febrero de 1975, reunidos en Charaña, Hugo Banzer y Augusto Pinochet emitieron una declaración conjunta que derivó en la propuesta chilena de darle a Bolivia un corredor marítimo al norte de Arica, lo cual era imposible mientras esté vigente el Tratado de 1929, según el cual el Perú posee soberanía restringida y servidumbres reconocidas sobre Arica, debiendo ser consultada antes de cualquier posible cambio en la soberanía del territorio. Se llegó a sospechar que esto fue el acercamiento de un posible eje antiperuano entre Chile y Bolivia contra otra potencial alianza militar entre Perú y Argentina durante la Guerra Fría.
Con el paso del tiempo, la distinción entre properuanos y prochilenos ha desaparecido en gran medida. Chile ahora tiene tanto Arica como Antofagasta, por lo que la ira popular boliviana se dirige con más frecuencia contra Chile. Sin embargo, el poder mediático para escandalizar a la gente por una salida al mar para Bolivia ha conservado su vigor a lo largo de los años, y varios políticos en el país a lo largo de la historia suelen usarlo para distraer la atención de otros temas de la política boliviana, incluso si involucra narrativas antiperuanas.
Ante ello, se suelte tildar que políticos bolivianos han tenido tendencias antiperuanas a lo largo de la historia, como:
- Andrés de Santa Cruz, quien habría tenido aparentes contradicciones en sus proyectos geopolíticos, debido a un nacionalismo altiplánico, en el que deseaba tanto la reunificación del Alto y Bajo Perú (de forma análoga al Imperio Incaico o al Virreinato del Perú) así como también considerar dividir al Perú en 2 estados, uno del norte y otro del sur, en beneficio de los intereses de Bolivia (además de recuperar el territorio de Arica en beneficio de Bolivia), la cual vislumbraba como la "Macedonia de América" y que debía tener un liderazgo en el continente, en perjuicio de la preponderancia histórica de Lima y Cuzco como polos de poder.[79]

"Cuando se sentía fuerte, sus sueños de poder eran los de aquellos incas legendarios que desde las montañas descendieron a traer al litoral paz, orden y progreso. Entonces se abría al ideal de la 'pan-peruanidad', del Gran Perú. Bolivia sería la 'Macedonia de América'. Si lo golpeaban y humillaban y lo arrinconaban en la meseta, quería, no tanto por venganza como por previsiones de seguridad, al lado de Bolivia, un Perú dividido o impotente. Su programa máximo era el Gran Perú fuerte y extenso, es decir, la Confederación, con él como jefe. Su programa mínimo era gobernar en Bolivia; pero, a su lado, la bifurcación del Perú en dos estados y la posible caída del Estado Sur bajo la esfera de la influencia de Bolivia. Tal es la explicación de su conducta política hasta 1839. Desde entonces se ha de acentuar más y más en su vida de proscrito la aproximación exclusiva a Bolivia; y desde lo profundo de su desengaño ha de mirar al Perú como un país enemigo."
Jorge Basadre, Reconsideraciones sobre el problema histórico de la Confederación Perú-Boliviana

 Durante la época de la Confederación, se consideró que Tarapaca, Tacna, Arica y Moquegua sean anexados al estado boliviano, en base a discursos antilimeños (polo de poder del estado nor-peruano) y antiarequipeños (polo de poder del estado sud-peruano), aunque no se vio urgente para Santa Cruz al ser parte de una misma unidad política. Pese a la derrota de la Confederación Peruano-Boliviana (donde Santa Cruz y otros políticos extranjeros propusieron a Chile planes de repartirse el Perú como medida súbita, sin éxito), en Ecuador se refugiaron Santa Cruz, Orbegoso y muchos otros de sus partidarios derrotados en 1839, quienes planearon organizar expediciones hacia el norte del Perú, para socavar el régimen de Gamarra. Santa Cruz, que aún guardaba esperanzas de recobrar el poder en Bolivia (donde todavía contaba con partidarios), continuó maquinando planes contra el Perú desde Ecuador. Si bien era improbable que lograra reconstituir la Confederación, Santa Cruz tenía un plan mínimo: anexar el sur peruano a Bolivia (y de ser posible, que el estado nor peruano sea debilitado ante una preponderancia territorial ecuatoriana). Por diversas cartas conservadas, se sabe que su plan mayor era promover una alianza entre Ecuador y Nueva Granada para atacar al Perú. No es pues casualidad que por entonces, el Ecuador iniciara sus exigencias territoriales hacia el Perú, reclamando Tumbes, Jaén y Maynas. Es indudable que quienes incitaran a Ecuador a hacer ese reclamo fueran Santa Cruz y otros enemigos del gobierno peruano asilados en su territorio. Cabe destacar que desde su nacimiento como estado independiente en 1830, Ecuador no había tenido motivo de queja contra el Perú por motivos territoriales e incluso habían firmado ambos un tratado de amistad y alianza en 1832, pero solo fue a partir de 1841 cuando dicha nación reflotó el antiguo reclamo bolivariano de Tumbes, Jaén y Maynas. Como dijo el ministro Charún en las negociaciones de abril de 1842: "La cuestión de límites existía desde mucho antes; sin embargo, el Perú no había recibido queja del Ecuador; principio a recibirlos desde que enemigos del Perú se asilaron en aquel país".

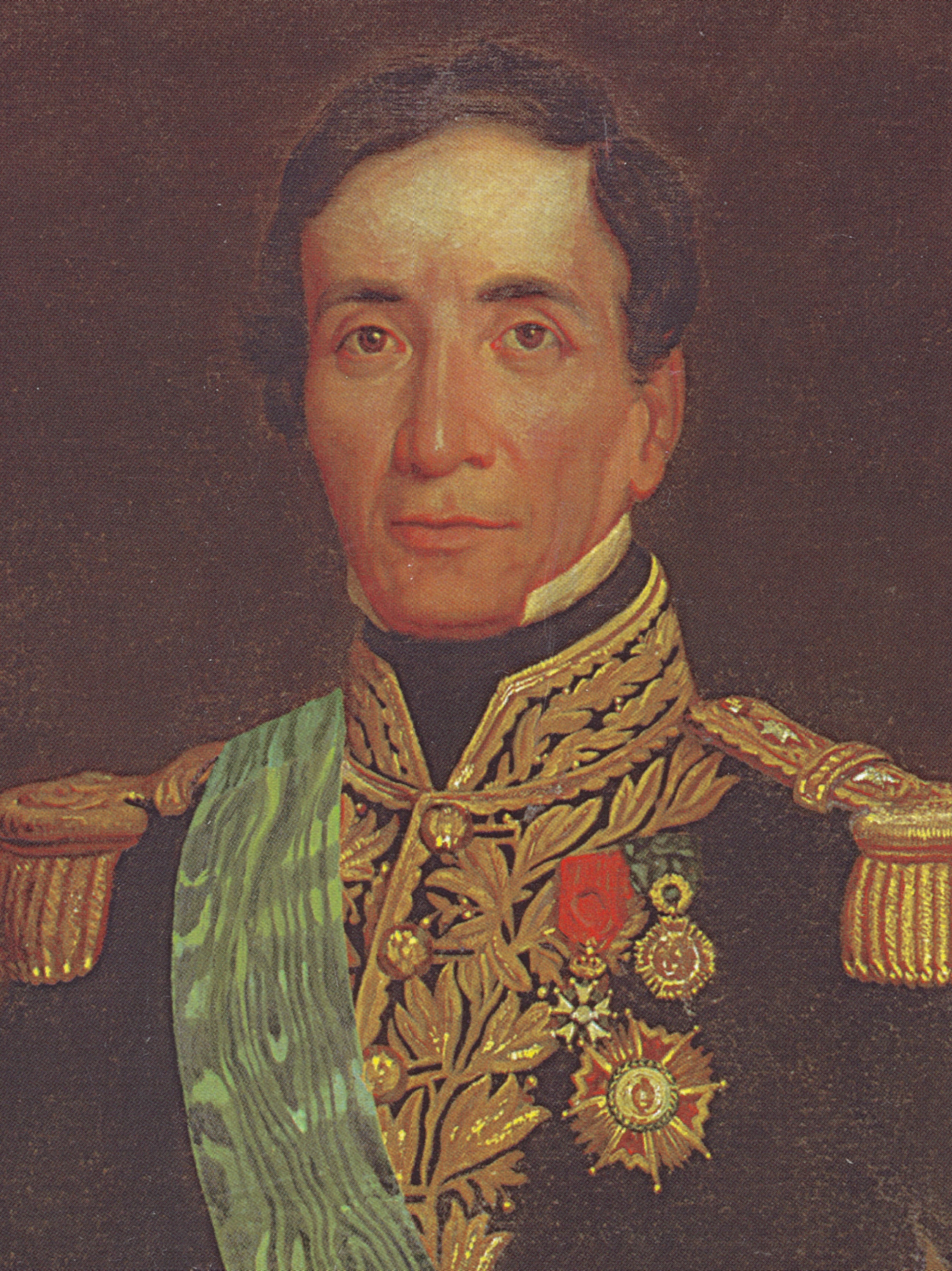
Andrés de Santa Cruz, caudillo boliviano muy controversial en la historia del Perú.

- José Ballivián, debido a que tras la Guerra entre Perú y Bolivia, ejecutó una política antiperuana aprovechando los ánimos posguerra, sin embargo, con el tiempo se volvió impopular, incluso el congreso se negó a declarar la guerra nuevamente en 1847. Entre las acciones que ejecutó su gobierno, fue la de intentar conspirar contra el gobierno de Ramón Castilla, así como realizar emisiones de moneda adulterada por parte de Bolivia (el feble)[83] para el perjuicio de los comerciantes peruanos en el Altiplano (y beneficiando a argentinos), además de prohibir las exportaciones del Perú. También, con ayuda del peruano José Felix Ugayn, buscó desarrollar un proyecto separatista que buscaba anexar el sur peruano a Bolivia (primordialmente Moquegua, Tacna, Arica y Tarapacá). Finalmente las relaciones peruano-bolivianas se estabilizarían con el Tratado de Arequipa de noviembre de 1848.[84]

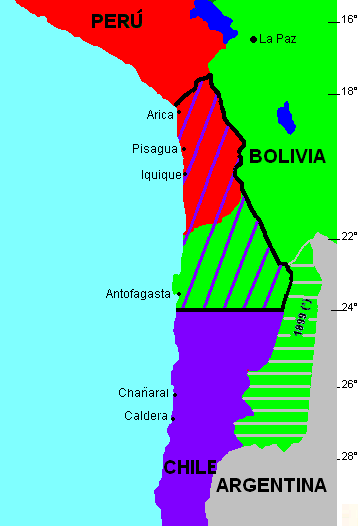
Mapa de las disputas geopolíticas en la Guerra del Pacífico, donde hubo tendencias antiperuanas en algunos sectores de Bolivia antes y durante el conflicto.

- Mariano Melgarejo, quien durante el arreglo de fronteras con Chile habría considerado una propuesta de Aniceto Vergara que perjudicara al Perú al ceder su litoral a Chile a cambio de ayuda militar para anexar Tacna y Arica (en ese entonces propiedad del Perú y ambicionado por Bolivia al considerarse su salida natural al comercio marítimo desde la época virreinal),[85] además de mostrar una incesante actitud de querer cismar con Perú y el Tratado de Alianza.[86]  La propuesta se presentó durante el Tratado de límites entre Bolivia y Chile de 1866 y se llamo “Alianza boliviano - chilena contra el Perú”, cuyo fin era la cesión del litoral boliviano a Chile, y a Bolivia se le compensaría con el Desierto de Tarapacá, entre el rio Loa y el Morro de Sama.[75] Julio Méndez señala el antiperuanismo de Melgarejo en sus deseos de romper el tratado, achacándolo de “intrigas austríacas de Chile”. Además, el escritor Carlos Walker Martínez, según relata en su obra Páginas de Viaje, afirma que era demasiado arriesgado oponerse a Melgarejo en estado de embriaguez, en el cual era recurrente oír su discurso de querer ir a la guerra contra los peruanos y los deseos de reconquistar el territorio sud-peruano que regreso Ballivián al gobierno peruano luego de la guerra entre ambos países en 1841.[87] A su vez,

Aniceto Arce, vocero de una facción antiperuana y antimilitarista en Bolivia durante la Guerra del Pacífico

- Aniceto Arce, vocero de una facción antiperuana y antimilitarista en Bolivia durante la Guerra del PacíficoAniceto Arce, miembro del Partido Liberal, quien tras asumir la Vicepresidencia de Bolivia y desde esta posición, llegaría a proclamar explícitamente su adhesión a los intereses de los capitalistas ingleses, así como su postura antiperuana frente la guerra. En un comunicado afirmaría que «la única tabla de salvación para Bolivia era que se pusiese a la vanguardia de las conquistas chilenas». Manifestando, además que el Perú era «nación sin sangre, sin probidad y sin inclinaciones sinceras al aliado que había pactado la alianza «con el deliberado y único propósito de asegurar sobre Chile su preponderancia en el Pacífico».[88] Posteriormente, el célebre escritor cruceño Gabriel René Moreno, saldría en defensa de Arce por coincidencias en sus posiciones antiperuanas en la geopolítica boliviana (Moreno en sus apreciaciones, mostradas en sus notas bibliográficas de “Libros y folletos peruanos de la Biblioteca Nacional y notas bibliográficas”, llegó a demostrar su antiperuanismo personal[89]). Refiriéndose a Campero, escribe Moreno «¿No se recuerda bien que este señor gritaba ¡Guerra! ¡Guerra! Mientras estaba contemplando quieto los esfuerzos bélicos de su aliado el Perú?». Al igual que Arce, Moreno se opone claramente a cualquier entendimiento o pacto con el Perú y sustenta que la Argentina, tanto gobierno como pueblo, se inclinaban en favor de Bolivia, repudiando, al mismo tiempo, la extraña y provocadora actitud de Campero.[90] En la visión de Arce, Chile es presentado como país vigoroso y lleno de virtudes cívicas que auguraban su cultura democrática, además de una Gran Conciencia Nacional, frente al Perú y Bolivia, débiles y en pleno proceso de desintegración social por su falta de modernidad. Ya en plena Guerra con Chile, Aniceto Arce advertía, como única perspectiva de paz, una explícita proximidad a Chile, dando las espaldas al Perú. La propuesta significaba romper el frente aliado a cambio de la anexión de Tacna y Arica, quería decir traicionar, en último término, el pacto contraído con el Perú.[91] Indudablemente Aniceto Arce tenía fuertes intereses comunes con los financieros británicos que mantenían su cuartel general en Chile. Estaba convencido que el desarrollo de Bolivia dependía de la ayuda que pudiera recibirse de aquellos capitalistas. Por su parte, Chile ya se había apoderado de las salitreras, retribuyendo de esta manera los deseos del capitalismo inglés. Ahora veía en el «Perú a su peor enemigo, donde los Estados Unidos comenzaron a atrincherarse para poder contrarrestar la expansión inglesa en las costas del Pacífico».[92] Mas adelante, Arce expresaría su sentimiento antiperuano en 1873: «En cuanto a la alianza que sin cesar ha sido para mí una preocupación harto dolorosa, declaro que jamás he vinculado a ella la más pequeña esperanza (…) El Perú es una nación sin sangre, sin probidad y sin inclinaciones sinceras hacia el aliado». Hay que asumir que el antiperuanismo de Arce, ponía en evidencia su afinidad a los intereses ingleses favorables a Chile dentro de la Intervención extranjera en la guerra del Pacífico, pues éstos eran a la vez intereses suyos y creía también fundamentales para augurar el progreso de Bolivia por medio de la implantación de la libertad de comercio y en la incorporación del país al capitalismo internacional. Otras figuras públicas chilenófilas y antiperuanas de la época serían Luis Salinas Vegas, Julio Méndez y Mariano Baptista (quien fue el más destacado de los partidarios a favor de los intereses chilenos contra el de los peruanos, criticando asperamente el proyecto de los Estados Unidos Perú-Bolivianos).[93]
- Ismael Montes, presidente boliviano (veterano de la Guerra del Pacífico y la Guerra del Acre) que antipatizaba profundamente hacia el Perú, buscando realizar una Realpolitik pro-chilena, en la que buscase, con ayuda de Chile, intimidar al Perú, ejerciendo presión pública, y así lograr la cesión de la soberanía, en disputa, de Tacna y Arica para Bolivia. Esto se debía a que consideraba que la geopolítica natural de Bolivia requería obtener un acceso al mar por medio del puerto de Arica, el cual era su salida natural por motivos geográficos. Montes buscaba invertir la opinión que tenían los bolivianos sobre sus países vecinos de "Perú bueno y hermano, Chile malo y Caín de América", aun si aquello pudiera generar percepciones irreales y efímeras. Llegó a abortar políticas integracionistas del gobierno anterior de José Gutiérrez Guerra (cancelando la promoción de viajes de intercambio entre estudiantes de ambos países), también desarrolló incidentes que agitaran la opinión publica contra Perú. Terminado su gobierno (aunque aún siendo líder del partido político gobernante), apoyó las intentonas bolivianas en 1920 de buscar demandar al Perú ante la Sociedad de Naciones, por medio de Francia (al ser embajador de Bolivia en ese país), para intentar obtener las provincias de Arica y Tacna bajo cualquier medio.[94] Posteriormente encabezó ataques, con ayuda de funcionarios del gobierno boliviano, contra la Legación peruana y sus Consulados, así como a residentes peruanos y sus propiedades, en La Paz. Incluso intentó, por medio de Darío Gutiérrez (su suplente como embajador en París) de acusar a la cancillería peruana de ser el verdadero instigador de los incidentes.[95]

- Evo Morales, quien ha tenido una posición ambigua con los peruanos durante su gobierno, pasando de promover una hermandad altiplánica entre ambos pueblos de corte indigenista,[96][97] a tener posiciones en contra del Perú por diferencias ideológicas, donde casi se rompen las relaciones diplomáticas durante el gobierno de Alan García por sus intromisiones en asuntos internos del Perú,[98] donde el ministro de relaciones exteriores del Perú, José Antonio García Belaúnde, le acuso de tener posiciones antiperuanas incluso antes de ser presidente de Bolivia,[99] y de que hay un intento de Evo de hacer un revisionismo histórico para echarle la culpa al Perú de los problemas de Bolivia, como su condición de país sin salida al mar,[100] estas estrategias de Morales habrían buscado reemplazar el discurso antichileno de la salida al mar, remitiendo al empleo del nacionalismo para fines populistas de política interna (pues muchas de estas acciones fueron previas a elecciones que determinasen su futuro polític). Morales llegó a amenazar con denunciar al Perú ante la Corte Internacional de Justicia de La Haya, debido a que el gobierno peruano concedió asilo diplomático a tres ex ministros del ex presidente Sánchez de Losada, los cuales Morales calificaba de “delincuentes”, lo cual posteriormente provocó marchas antiperuanas en la ciudad de El Alto por parte de movimientos izquierdistas y sindicales, quienes amenazaron con expulsar del país a todos los ciudadanos peruanos y vandalizar el consulado Peruano si no se revoca el asilo a los ex ministros.[101] A su vez, se acuso a Evo Morales de querer realizar una intrumosión boliviana en los asuntos bilaterales chileno-peruanos y querer lograr un acercamiento progresivo antiperuano entre La Paz y Santiago durante el año 2009,[102] en base a que el litigio marítimo entre Perú y Chile, de ser favorable al Perú, afectaría a pretendidas soluciones de Evo Morales para que Bolivia recuperase una salida soberana al océano Pacífico, puesto que dejaría casi sin derechos territoriales sobre el mar a una franja de territorio en Arica que se quería que pase a soberanía de Bolivia, por lo que Evo se puso del lado de Michelle Bachelet y declarando como equivocadas las posturas del Perú.[103] Por otro lado, también Morales acusó al Perú de querer "apropiarse" de las "expresiones culturales" de Bolivia, al punto que el ministro de Cultura de Bolivia, Pablo Groux, amenazó de llevar la disputa a la Corte Internacional de Justicia de La Haya debido a que postulan que la diablada es nativo de Bolivia y no del Perú.[104] En los siguientes 5 años hubo un aproximado de diez denuncias de apropiación de folklore boliviano.[105] El tema llegó a tocar el orgullo nacional de ambos países y avivó una postura antiperuana en varios nacionalistas bolivianos opuestos a propuestas de considerarlas bi-nacionales. Además, Evo llegó a afirmar que la demanda del Perú en La Haya contra Chile, por la Controversia de delimitación marítima entre ambos países, tenía por objeto bloquear las aspiraciones bolivianas de una salida al mar (por medio un corredor en la frontera terrestre entre Perú y Chile), afirmando que poseía información en la que el Gobierno Peruano “sabe que la demanda la va a perder. Lo saben ellos: hicieron la demanda para perjudicar a Bolivia”.[106] Todo este conjunto de acciones hizo que la cancillería peruana tuviera que entregar diez notas de protesta a su similar de Bolivia, pues Morales no respeta las normas de conducta que deben regir entre jefes de Estado.[107]  Posteriormente algunos sectores nacionalistas en Perú denunciaron a Evo de tener pretensiones de realizar un proyecto geopolítico que busca el control del cobre, litio y uranio, así como una salida al mar para Bolivia, en detrimento del Perú.[108] Asimismo, algunos medios de comunicación acusaron a Evo Morales de haber estado teniendo influencia en el gobierno de Pedro Castillo.[109][109] También algunos diputados de Chile (Chiara Barchiesi) y Bolivia (Edwin Bazán) acusaron a Evo de estar, por medio de Runasur y los Ponchos Rojos, detrás de las protestas en el sur del Perú y contribuir al aumento de la violencia en el Perú tras la Crisis política en Perú de 2021-presente.[110] Aquello generó que se prohíba el ingreso de Evo Morales al Perú y se abriera una investigación preliminar en su contra. Además, se teorizó que tiene planes, por medio de su promoción del plurinacionalismo, para crear un Estado Aymara, que estaría comprendida por los miembros de esta etnia tanto del sur de Perú, el norte de Chile y Bolivia.[111] Otros medios peruanos han afirmado que Evo Morales buscaría la independencia de Puno del resto del Perú, y que el exgobernador puneño, Germán Alejo, estaría involucrado en este proyecto de asociación de pueblos aimaras en una parte del Perú, para posteriormente construir una república aimara separatista patrocinado por Evo Morales, siendo acusado del delito de Traición a la patria.[112] Además, se cree que está nación aymara, con sede en Puno, sería anexado posteriormente a Bolivia.[113] Lo cual generó críticas de que Evo Morales agredía contra la integridad territorial peruana ante el surgimiento del proyecto de independencia del estado andino sur-peruano y el estado aymara, en son de solucionar la Mediterraneidad de Bolivia a través de una estrategia expansionista panandina.[114] El político boliviano Carlos Sánchez Berzain incluso acuso de qu había una conspiración boliviana contra para destrozar la democracia peruana.[115] También se ha rumoreado que Germán Alejo Apaza, junto a Vladimir Cerrón y el dirigente arequipeño Felipe Raymundo Domínguez Chávez, se habrían reunido y acordado independizar al sur del Perú (conformada por Puno, Cusco, Ayacucho, Madre de Dios, Apurímac, Moquegua, Tacna, Ica y Arequipa). Aunque Felipe negó haber tenido contacto con Evo Morales, si admitió que la propuesta de la ‘República del Sur’ vino de los dirigentes puneños, no de él, pese a que compartía la idea.[116][117] Incluso habría habido riesgo de empezar un conflicto militar en la frontera de ambos países.[118] Debido a estos incidentes y los múltiples rumores envueltos, llegaron a haber propuestas en el congreso peruano para que se militarice Puno y el Ejército invada Bolivia para que no siga financiando las protestas contra Dina Boluarte, así como de apoderarse de sus recursos naturales del país como una garantía de reparaciones económicas, además de generar un escarmiento a Luis Arce por sus declaraciones apoyando a Pedro Castillo.[119]

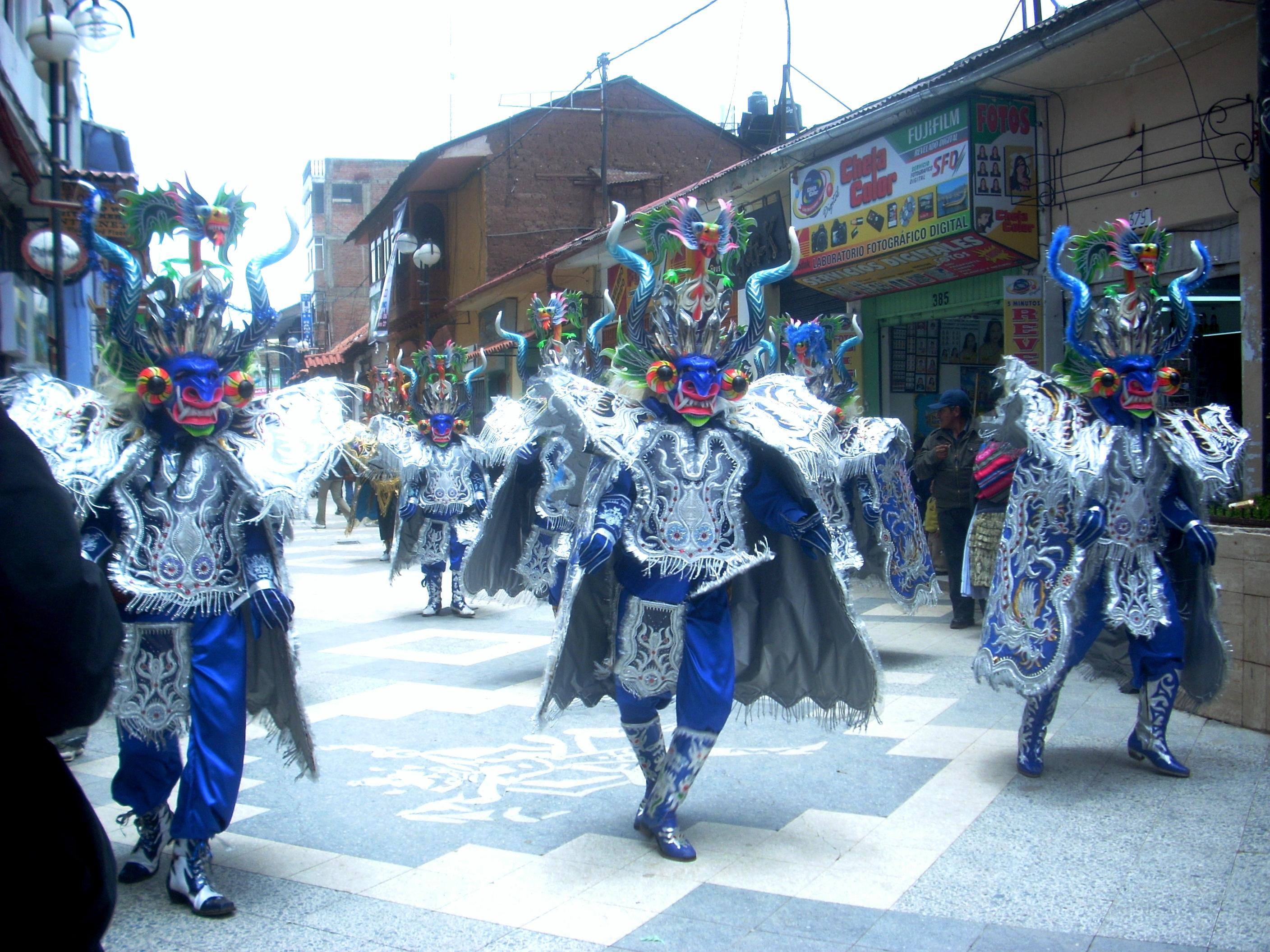
Peruanos realizando la danza de la diablada, la cual Bolivia reclama como Patrimonio exclusivamente suyo.

Actualmente en grupos nacionalistas en Santa Cruz de la Sierra se ha dado una visión opuesta a lo que acusan de dominio colla de Bolivia, y en favor de una secesión de la patria camba o al menos mayor autonomía del oriente boliviano dentro del Estado, por lo que tratan de desligarse del concepto de Alto Perú (interpretado como algo puramente andino) y que asocian como propio de los collas, acusados de neocolonialismo altoperuano en Bolivia, lo que ha promovido dentro de los sectores más radicales un antiperuanismo de forma indirecta, debido a la composición étnica similar entre el Sur del Perú y el occidente boliviano por su pasado histórico-común altiplánico.

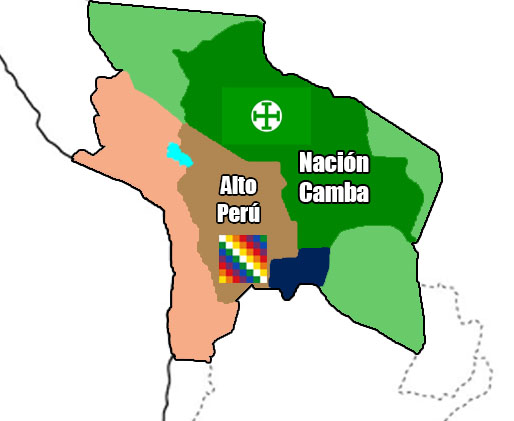
Mapa que difunden en grupos nacionalistas cambas para denunciar un colonialismo altoperuano.

Además, se desarrollo en Bolivia una corriente xenófoba antiperuana muy particular (motivada más por razones de seguridad ciudadana que por razones de oferta de trabajo), por el cual los peruanos han sido acusados de "importar técnicas avanzadas para delinquir" y de siempre generar un aumento de la delincuencia en las regiones donde se establecen, estando generalizado la creencia de que casi todo peruano es un potencial delincuente. Aquel clima antiperuano fue señalado por sacerdotes católicos como el Padre Julián Suazo. Se ha sospechado de que la misma policía de Bolivia tiene una responsabilidad en la promoción de la xenofobia antiperuana, tratando de culpar a los peruanos del incremento de la criminalidad (en vez de a los problemas internos de Bolivia), así como de no preservar con eficiencia sus derechos humanos de los migrantes peruanos frente a atropellos. Por ejemplo, el Coronel Javier Gómez Bustillos de la Policía Boliviana (de marcado antiperuanismo) habría hecho agresiones a ciudadanos peruanos en Mayo del 2001, y pese a ello, siguió recibiendo la protección de su gobierno y su institución, quienes lo habrían ascendido a los mejores cargos de su institución en vez de hacerle responder a la ley. La prensa boliviana y los medios de comunicación habrían ayudado al desarrollo de esa corriente de opinión antiperuana, logrando que se posicionara en las masas bolivianas, al darle mucho énfasis en sus programas a hechos delictivos realizados por los migrantes peruanos, incluido los delitos más serios como narcotráfico y los vinculados a la subversión. En esto último también contribuyó la muerte de un militar peruano, el marino Juan Vega Llana, debido a que fue asesinado, en una calle céntrica de La Paz, por gente peruana (catalogada de subversiva) que eran integrantes del grupo terrorista Sendero Luminoso, quienes buscaban vengarse de la Matanza en los penales del Perú. Se alimentaron estos temores de peruanos subversivos también por el muy difundido secuestro, junto al cobro de un rescate de 1'000,000 de dólares, del empresario y político boliviano Samuel Doria Medina; hecho que fue realizado por peruanos (también catalogados de subversivos) miembros del Movimiento Revolucionario Túpac Amaru (MRTA). Todos los cuales fueron eventos que generaron muy mala reputación a los peruanos entre la sociedad boliviana, siendo incitados dichos prejuicios y estereotipos por el morbo de la prensa. A pesar de todo, las instituciones de Bolivia reportan que, en la población penal de ese país, no es una realidad que la cantidad de presos peruanos sea proporcionalmente más grande que los ciudadanos bolivianos condenados a prisión.
La Comisión de Derechos Humanos y Pacificación del Congreso de la República del Perú ha llegado a examinar múltiples casos de agresiones y maltratos en Bolivia, a ciudadanos peruanos, incluso la congresista Susana Díaz, tras un viaje a Bolivia, comprobó los excesos cometidos contra grupos peruanos, llegando a denunciar que existe una "fobia antiperuana", sobre todo en el Desaguadero.
Por otro lado, desde los años 70s, grupos Indianistas, kataristas y de otras ramas de Indigenismo radical, formularon un "Nacionalismo aymara" que busca reunificar a la nación aymara (que consideran desmembrada como producto del colonialismo español y las independencias dirigidas por elites criollas), promoviendo una política que consiga convertir a Bolivia en un estado aymara (al ser el estado boliviano muy débil y fácil de empoderar), para hacerlo después con Chile, Argentina y Perú y promover una sociedad pluricultural (o por lo menos adherir sus territorios, habitados por kollas, a un gobierno aymara de Bolivia). Sin embargo, hay algunas tendencias radicales que consideran buscar la independencia aymara en una nación política, a costa de lograr la secesión de los territorios del sur del Perú, así como del norte de Chile, el noroeste Argentino e incluso el Occidente Boliviano, en caso que no se pudiera obtener un estado autónomo aymara en un federalismo boliviano, todo en base al Derecho de autodeterminación contra la "Bolivia chola que mira hacia Europa" y defendiendo el axioma del principio de las nacionalidades de que "Toda nación busca su Estado propio", siendo imperativo el constituir un Estado Aymara con soberanía política independiente. Líderes nacionalistas aymaras en Perú han declarado abiertamente que se consideran "más aymara que peruano" y han teorizado que la naturaleza del derecho aymara es contradictoria con las estructuras peruanas constitucionales, por su inspiración modernista-colonialista y su tradición centralizadora que fue heredada del Absolutismo español por las elites liberales peruanas, a las que se oponen junto a su concepción mestiza-criolla del "pueblo", buscando una "reaymarización" contra la "cholificación".
En tiempos contemporáneos, tras una declaración conjunta de Bolivia con Argentina, Colombia y México para defender el gobierno de Pedro Castillo, las Relaciones Bolivia-Perú entraron en un período muy tenso, que fueron intensificados cuando el presidente Luis Arce dijo, en medio de simpatizantes suyos, que el pueblo peruano debe recuperar el derecho a elegir un gobierno que los represente. Aquello generó una protesta formal de la Cancillería peruana, en la que se acusó al gobierno boliviano de realizar una "injerencia" en los asuntos internos de Perú que generaban grandes daños. Posteriormente Luis Arce hizo una respuesta en la que declaró que no se hizo ni una injerencia, sin embargo, se consideró su respuesta como muy hostil, sobre todo por realizar analogías (vistas ofensivas por la oficialidad peruana) con la Crisis política en Bolivia de 2019, en un intento por justificar su postura contra el gobierno de Dina Boluarte. También hubo conflictos cuando hubo rumores, de parte del diputado boliviano Edwin Bazán y el congresista peruano Jorge Montoya, que el grupo indígena boliviano de los Ponchos Rojos (milicias aymaras simpatizantes de Arce y Evo Morales) llegó a introducir armas en Perú, a través de Omasuyos, en el marco de las protestas. Sin embargo, líderes de los Ponchos Rojos negaron tales acusaciones, exigiendo pruebas o "que se calle" la presidenta peruana, aunque igual declararon tener solarización con la lucha de los pueblos hermanos de Juliaca y Puno. Pese a ello, comunicados oficiales del gobierno peruano han señalado que, sean acciones oficiales o extraoficiales, ha habido el ingreso de múltiples bolivianos en las marchas peruanas, generándose una corriente migratoria irregular que coincidió con el inicio de las protestas en Perú, lo que fue usado como fundamento para declarar el impedimento de entrada de Evo Morales y ocho de sus “operadores” al Perú. Sin embargo, bolivianos adherentes al MAS se mostraron desafiantes a tales órdenes de detención, afirmando que no les importa tales decisiones y que igual seguirán participando con organizaciones peruanas si son invitados. También se ha denunciado que hay grupos nacionalistas aymaras, dentro de la creación de “Runasur”, que estarían apoyando la independencia del Sur del Perú y lograr integrarla en un gran estado aymara con Bolivia y el norte de Chile. Aquellos grupos tendrían apoyo de un sector del gobierno boliviano que tendrían el objetivo de anexar una parte del sur del Perú y así obtener acceso al mar (siendo aspiraciones de la geopolítica histórica de Bolivia desde su independencia), además del litio de Puno y el gas del Cusco.
En su mensaje a la Nación, la presidenta Dina Boluarte, calificó como "Estado fallido" a Bolivia, además de mencionar a otros países como Cuba y Venezuela. Es por ello, que el canciller de Bolivia, exigió a la mandataria que se rectifique de lo dicho por ella en su discurso por Fiestas Patrias.

### Brasil

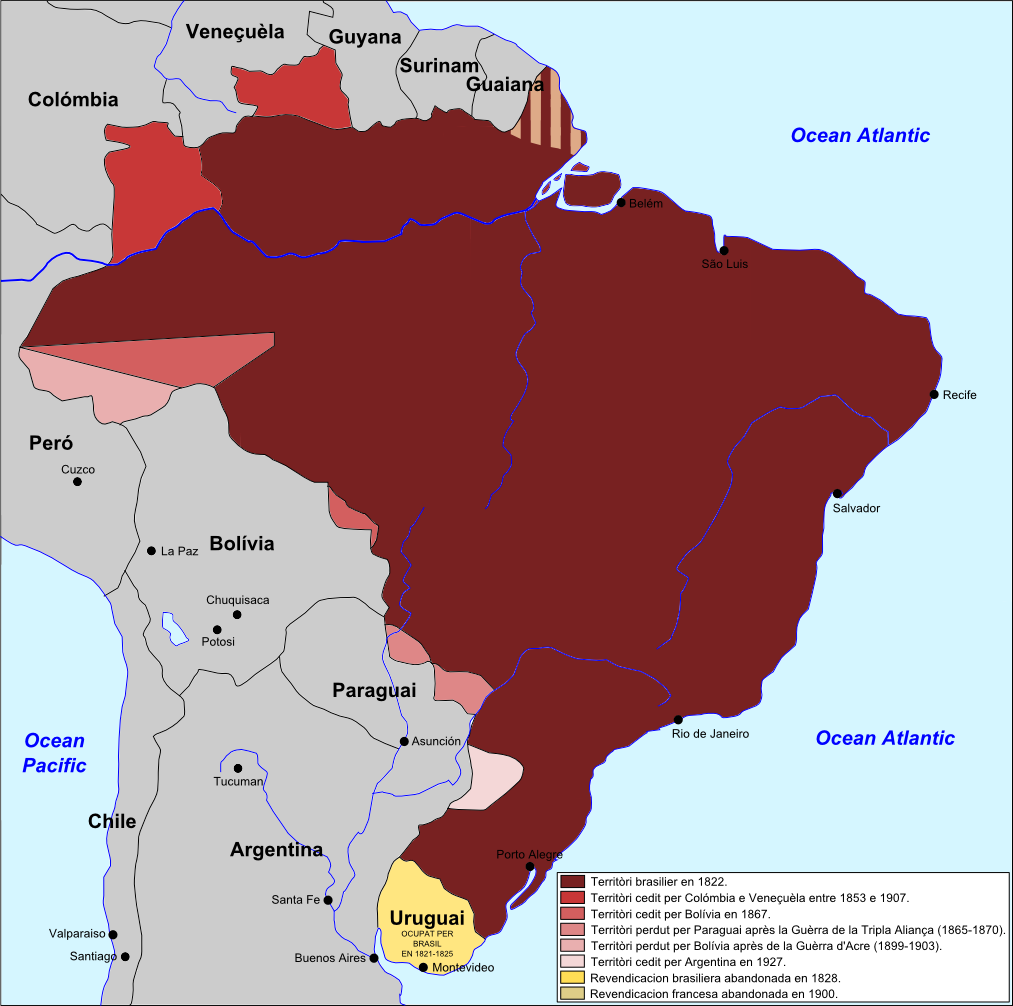
Evolución territorial del Brasil, su política expansionista en el Amazonas sería acusada de antiperuanismo y anticolombianismo.

El Perú nombra como Ministro Residente a Buenaventura Seoane, en noviembre de 1858, el mismo que celebró un acuerdo con el Ministro de Relaciones Exteriores del Brasil, Marqués de Abrantes, para dar solución a un incidente generado por la orden de detención de los barcos peruanos Morona y Pastaza, cerca de Manaos, decretada por la guarnición brasileña del Fuerte de Obidos, que fue respondida por el Morona, mientras que remontaban el Amazonas, entonces, para el 23 de octubre de 1863, se firmó el Protocolo Seoane-Abrantes de intereses recíprocas, en el que se establecían reglas fijas, rectificadores y expansores de la Convención de 1858, se estableció que los buques de guerra peruanos podrían surcar por el Amazonas brasileño con total normalidad y en reciprocidad, los buques de guerra brasileños lo podrían hacer lo propio por el lado peruano sin riesgos. Este protocolo provocado por un conflicto en las provincias brasileñas de Pará y Amazonas con los vapores Morona y Pastaza de la República del Perú, podría ser visto como una reacción a algunas tendencias antiperuanas en los brasileños de la zona.
La divulgación pública del texto del Tratado Secreto de la Triple Alianza causó problemas diplomáticos para los aliados, pues generaron protestas generalizadas en el continente, sobre todo por las cláusulas que definían los límites territoriales que Paraguay tendría con sus opositores, ante ello hubo países, como Colombia, Chile o el Perú, que darían fuertes voces condenatorias hacia lo que era visto como un crimen por parte del Imperio del Brasil. Al respecto con la Guerra de Paraguay contra la Triple Alianza, la política exterior peruana se dio en 2 fases: La primera fase, de 1865 a1868, se realizó en la presidencia de Mariano Ignacio Prado, presentando una orientación muy crítica hacia los acontecimientos de la guerra, enfatizándose condenas a los términos y condiciones del Tratado Secreto de la Triple Alianza. La segunda fase, de 1868 a 1872, se realizó en la presidencia de José Balta, dándose un enfoque más neutral que confrontativo con los tres países. Por parte del apartado de las relaciones diplomáticas peruano-paraguayas, fue importante la labor del jurista y ex canciller del Perú, Dr. Toribio Pacheco, quien realizó una defensa jurídica del Paraguay a través de una nota de protesta a los Aliados del 9 de julio de 1866; sin embargo, dichas protestas terminaron generando el congelamiento de las relaciones diplomáticas entre Perú y Brasil para 1867. Iniciándose una serie de políticas antiperuanas por parte del Brasil, lo que generó un temor del Perú hacia el avance brasileño, imperio que se creía que estaba destinado a la grandeza y ser capaz de alcanzar la hegemonía geopolítica en el Amazonas por medio de su implacable ambición expansionista a nivel sudamericano. La diplomacia en los integrantes de la Triple Alianza pretendía separar a los gobiernos del Pacífico para así disolver la Cuádruple Alianza de la guerra hispano-sudamericana, siendo Bolivia el estado más vulnerable, el Imperio del Brasil presentó un acercamiento (el más agresivo en comparación con Argentina y Uruguay) con este país. Por causa de ello, Bolivia concluyó con Brasil (en 1867) un tratado de amistad y límites, el cual fue visto por el Perú y Chile como una traición de parte de Bolivia. Es más, el Perú creía que dicho tratado era de grave riesgo de tensión y conflicto, puesto que tenía fronteras comunes con los 2 países, lo que conllevaría controversias problemáticas con su propia búsqueda de demarcación de fronteras definidas en el Acre, donde se veía una usurpación brasileña de territorios considerados peruanos, por lo que el 20 de diciembre de 1867 el Perú envió una protesta a través de su Ministro de Relaciones Exteriores, José Antonio Barrenechea, en cuya nota se advierte que esta solución implicó la anexión por Brasil de unas 10 mil leguas cuadradas. En medio de esas terribles relaciones entre el Perú y Brasil, sucedía la Guerra hispano-sudamericana simultáneamente, donde los representantes diplomáticos peruanos y chilenos desarrollaron notas en común que fueron enviadas al Ministerio de Relaciones del Imperio del Brasil, por el cual consideran como una actitud hostil antiperuana y antichilena la presencia de buques de guerra españoles estacionados en puertos del Brasil. Sin embargo, fue por 1867 que se harían más intensos los temores hacia el Brasil, debido a que surgieron rumores por los que se afirmaba que el Brasil había estado en negociaciones secretas junto al Reino de España con el fin de concretar una alianza cuyos objetivos habrían sido opuestos a los intereses de la cuádruple alianza del pacífico. Sin embargo, para el año 1869, se consideraba superada la idea de que España siguiera siendo un peligro para los aliados del Pacífico, y empezaron a olvidarse esas tentativas de una alianza hispano-brasileña contra el Perú y Chile.
El Tratado de Alianza entre Bolivia y Perú, a su vez, llegó a difundirse públicamente mucho antes del inicio de la guerra contra Chile. Ambos estados buscaron atraer a Argentina a la alianza, por medio de la la misión de Manuel Irigoyen. La discusión de la propuesta (en sesión secreta del Congreso argentino) preocupo a las cancillerías de Brasil y Chile, quienes buscaron conocer los objetivos de ese tratado. En esa época, Brasil tenía interés en acercarse a Chile, debido a que ambos poseían conflictos con Argentina; a su vez, Perú consideraba alinear a Argentina para formalizar un eje Lima-La Paz-Buenos Aires que hiciera contrapeso a una hipotética entente brasileño-chilena, debido a rumores de pretensiones chilenas expansionistas sobre el litoral boliviano y el puerto de Arica. Además, al gobierno imperial le intrigaba la existencia de cualquier tipo de alianza sudamericana que pudiera dirigirse en su contra, sobre todo si existía la posibilidad de que Argentina fuese integrante de tal coalición. En reacción a la posibilidad de una alianza hostil, se inició una presión diplomática brasileña sobre Bolivia y sobre Perú; siendo así, el representante brasileño en Lima, Felipe José Pereira Leal, llegó a recibir una muestra del tratado por parte de José de la Riva Agüero, quien le declaró que el objeto de la alianza era evitar que Chile se apoderara del litoral boliviano y que la invitación de Argentina al tratado no tenía un sentimiento antibrasileño. Pese a ello, Joaquín Godoy, representante diplomático de Chile en Lima, habría tenido acceso al tratado a fines de diciembre de 1873, gracias a los buenos oficios de sus colegas diplomáticos brasileños, Filippe Jose Pereira Leal y el Barón de Ponte Ribeiro, y así lo habría podido transmitir en su totalidad a su gobierno en Santiago. Aún así, el Imperio se mostró escéptico a formalizar una alianza antiperuana entre Brasil y Chile (propuesto por este último con la sugerencia de que los brasileños formen tratados con los peruanos para estar más involucrados en la órbita de influencia chilena), declarando estar dispuesto a observar y dar consejos a los chilenos, pero no a comprometerse en los asuntos del Pacífico, solo manteniendo un carácter antiperuano hasta donde se afectaran los conflictos de intereses que existían entre Brasil y Argentina, sin buscar vincular los valiosos intereses de Brasil en el Amazonas con los problemas de Chile y Perú.

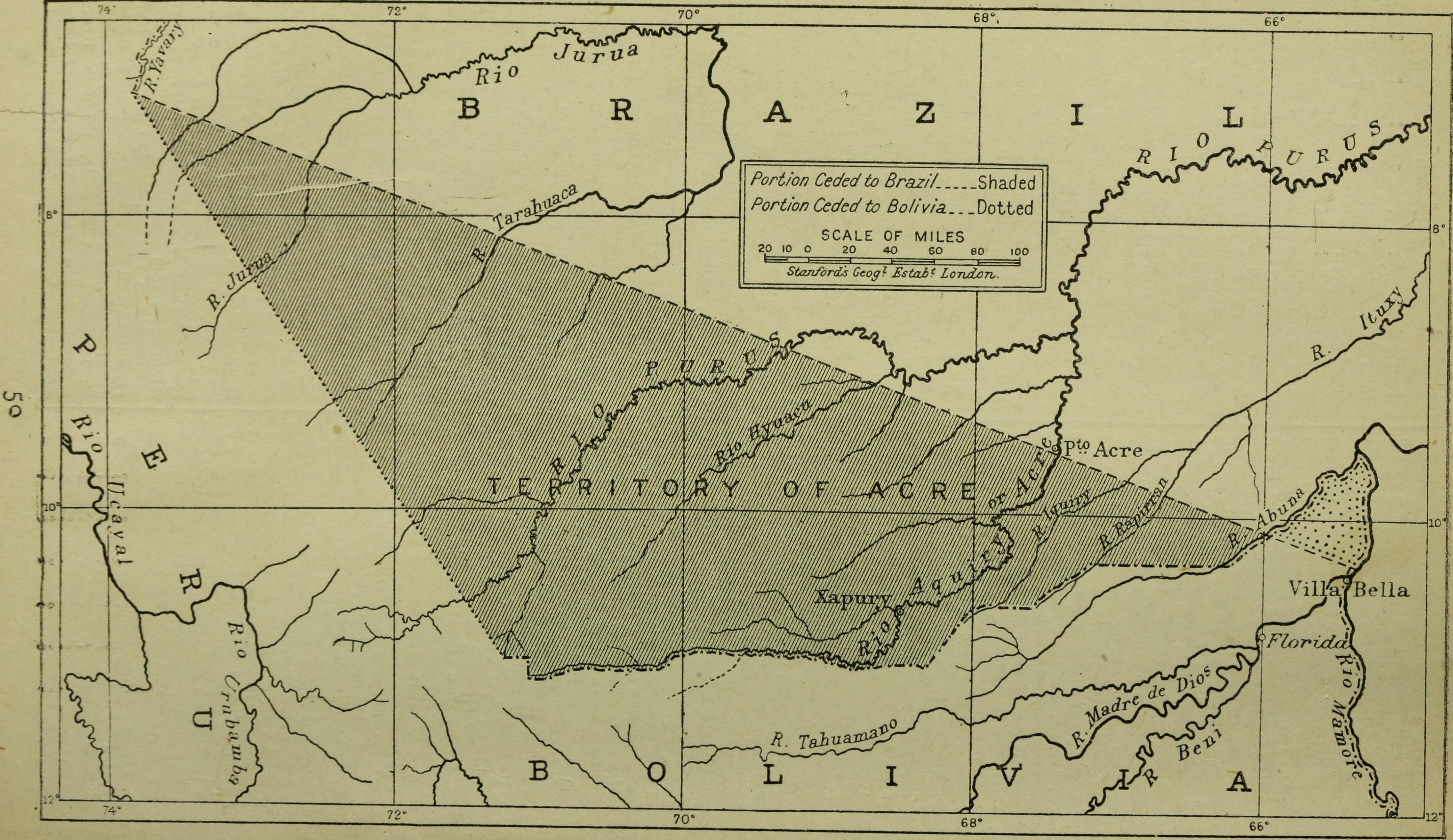
El Acre, área de disputa entre el Perú, Bolivia y Brasil en la amazonía. Llegaría a desencadenar políticas antiperuanas en Brasil que involucrarían a Ecuador, Colombia y Chile, en mayor medida por ser vecinos del Perú, y a Argentina y Paraguay, en menor medida, por ser vecinos de Bolivia y Brasil.

 La opinión pública manifestada por los diarios brasileños fue rozando entre la neutralidad y simpatías a la causa chilena como reacción a rivalidades con Argentina en el Río de la Plata.

Sin embargo, hay una incógnita. Esta incógnita es la actitud que tomaría el Imperio de Brasil si la República Argentina decidiera ir a la guerra (del pacífico). Si la guerra surgiera de un asunto exclusivo entre Chile y los argentinos, el Imperio no tendría ni razón ni pretexto para intervenir. El que ahora permanece neutral en la disputa del Pacífico también debería estar en una guerra chileno-argentina. Pero si la guerra surgiera en nombre de un interés americano, Brasil tendría el mismo derecho que cualquier otra nación americana para intervenir en el asunto. No nos planteamos ahora cómo presentaría el asunto, ni qué actitud se tomaría al respecto. Lo que decimos es que el hecho de que el Imperio interviniera con armas sería muy grave para las Repúblicas del Plata. Lo que sí se puede asegurar es que, ante tal eventualidad, Brasil no estaría del lado, sino frente a la República Argentina.
A Província de São Paulo, 24/10/1880

Al respecto, existe abundante historiografía chilena que hace referencia a las simpatías de Brasil hacia Chile, pero en trabajos más recientes, se puede encontrar que tal situación prochilena no era más que una visión unilateral chilena sin sustento real al interior de las autoridades brasileñas que prefirieron asegurar su neutralidad una vez estalló la guerra. Sea como fuere, los intereses brasileños fueron opuestos a los peruanos en dichos eventos.

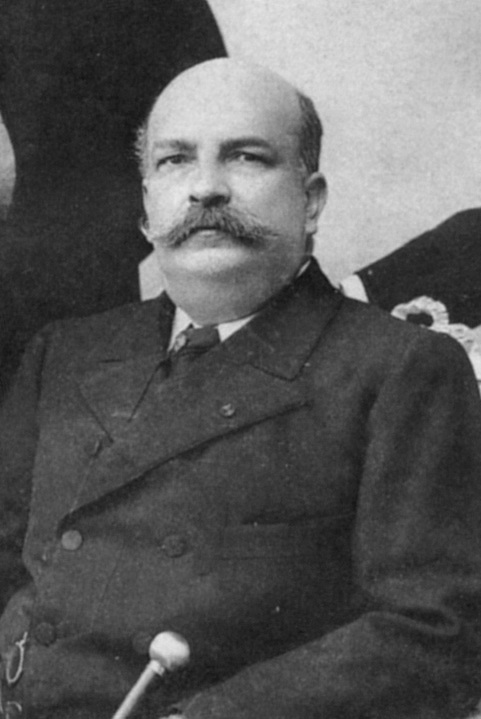
El Barón de Río Branco, ministro de relaciones exteriores del Brasil que casi lleva al Perú a una guerra, contra todos sus vecinos sudamericanos, por el Acre.

A fines del siglo XIX, los caucheros brasileños empezaron a incursionar en los territorios peruanos en el río Purús y el río Yurúa. El 25 de octubre de 1902, la guarnición peruana de Amuheya rechazó a un destacamento brasileño que le exigía abandonar su puesto. El final de la Guerra del Acre, en el que Bolivia cedió a Brasil el territorio del Acre, arreció los avances brasileños sobre territorio peruano. Perú ya había enviado tropas y establecido un puesto aduanero en el Yurúa, a la altura de la boca del río Amonea, entre octubre y noviembre de 1902, entrando en choque con la población brasileña que habitaba la región. En aquella ocasión, el gobernador del estado de Amazonas pidió la intervención del gobierno federal brasileño para la expulsión de los "invasores". La situación se complicó en junio de 1903, cuando una lancha con personal peruano del comisariato de Chandles fue baleada en el Acre, los peruanos fueron expulsados por tropas irregulares de los brasileños que habitaban el Acre en septiembre del mismo año, pero una nueva expedición peruana atacó la región en marzo de 1904, como reacción, el coronel brasileño José Ferreira arribó al río Santa Rosa, afluente del Purús, y saqueó caucho y siringa a extractores peruanos. En noviembre de ese año, la guarnición de Amuheya se rindió ante fuerzas brasileñas superiores después de dos días de combates. Estos actos antiperuanos de parte de los brasileños de la zona implicaba de por sí un casus belli, pero el gobierno peruano optó por la solución diplomática. Por lo que, en 1903, Perú había intentado tomar parte en la negociación entre Brasil y Bolivia sobre Acre, pretensión rechazada por Río Branco. En compensación, el Barón aseguró al Perú que los derechos peruanos serían resguardados y que, concluida la negociación con Bolivia, Brasil estaría listo para “entrar con Perú en el estudio de un tratado de límites complementario al de 1851”, en el mismo año, el distinguido diplomático y escritor peruano Hernán Velarde fue acreditado como ministro plenipotenciario del Perú en Río de Janeiro (entonces la capital de Brasil), donde el 12 de julio de 1904 negoció un modus vivendi por el cual se contuvo el avance brasileño sobre territorio peruano y ambos países se comprometieron a que el las denuncias de ciudadanos peruanos y brasileños por daños o actos violentos cometidos en Alto Juruá y Alto Purús desde 1902 serían resueltas por un Tribunal de Arbitraje con sede en Río de Janeiro. Se puso así fin a la amenaza bélica, y se reanudaron las negociaciones para fijar definitivamente las fronteras pendientes. Sin embargo, previo a ello, a inicios de 1904, las relaciones entre Brasil y Perú vivían un momento especialmente difícil y existía la amenaza real de un conflicto armado entre ambos países, por lo que, el 5 de mayo de 1904, el plenipotenciario ecuatoriano en Río de Janeiro, Carlos Rodolfo Tobar, firmó con el canciller brasileño, Barón de Río Branco, un tratado secreto de alianza militar con el objetivo de “prevenir o repeler, según los casos, cualquier agresión de parte del gobierno del Perú y oponerse a que este pretenda ocupar, administrativa o militarmente, cualesquiera territorios de los que no estuvo en posesión cuando se separó de España, y sobre los cuales una u otra de las Altas Partes Contratantes crean tener derecho”. Para no dejar dudas sobre el carácter antiperuano del acuerdo, el segundo artículo del convenio determinaba que Brasil y Ecuador “concurrirán con todos los medios de guerra de que puedan disponer, a medida de las necesidades, y concertarán en el momento oportuno su acción militar, tanto de parte del Océano Pacífico, como de parte del Amazonas”. Al día siguiente de la firma del pacto secreto Río Branco-Tobar, el 6 de mayo, los dos diplomáticos firmaron –esta vez en público– un tratado de límites entre Brasil y Ecuador para regular las fronteras que las dos naciones tendrían, en caso de que el país andino obtuviese la soberanía del área que compone actualmente el norte del Perú. Así, se apartaba la posibilidad de una futura discordia entre los dos nuevos aliados y se daba una muestra pública de entendimiento entre dos de los cinco vecinos que mantenían litigios territoriales con Lima. Aquella alianza podía haber generado un conflicto armado, que podía extenderse potencialmente por el continente e involucrar, además de los tres países, a Chile, a Bolivia y, tal vez, a Argentina. A pesar de ello, el “Tratado de Alianza entre la República de Ecuador y la de los Estados Unidos del Brasil” no llegaría a ser aplicado con efectividad. Aún así, la repercusión interna de la continuidad de las "invasiones peruanas", registradas con indignación creciente en la prensa brasileña, era vista por la sociedad brasileña como algo que acabaría inevitablemente por llevar a los dos países a un conflicto armado de grandes proporciones por las que debían volver al Brasil en un país bioceanico, e incluso el gobierno de Chile, tras proporcionar datos parciales sobre las fuerzas navales y militares peruanas al Brasil por solicitud del barón de Rio Branco, “adivinaba que sería el prolegómeno para una salida al Pacífico del Brasil”. El 16 de mayo el Barón informó a la legación peruana en Río de Janeiro de una reciente medida antiperuana en la que estaba prohibido el tránsito de pertrechos destinados al Perú por los ríos brasileños. Así, un cargamento de armas y municiones venido de Europa con destino a la ciudad de Iquitos fue aprehendido en Manaos. Si bien este acuerdo Tobar-Rio Branco no fue ratificado por los países firmantes, fue de suma importancia para forzar al gobierno peruano a iniciar negociaciones con Brasil por amenazar a Perú con una guerra en dos frentes, “tanto de parte del Océano Pacífico, como de parte del Amazonas” que podría involucrar a todos sus vecinos (pues había también tensiones limítrofes amazónicas con Bolivia y Colombia, además de Chile por la cuestión de Tacna y Arica), lo que años más tarde dichas tensiones resultaron en acelerar la firma de un tratado de límites entre los dos países en perjuicio de los intereses peruanos, aunque si bien se invito a Chile a ser parte de esta coalición antiperuana de Brasil y Ecuador, se puede sospechar que no le interesaba a Chile la posibilidad de que Brasil se tornara en una potencia del Pacífico.

"Estamos perdiendo tiempo y dando tiempo al Perú para que se refuerce y fortifique en Iquitos, en Yurúa y en Purús. Cualquiera de las republiquitas de América Central pondría 6 a 8.000 hombres listos para operar en pocos días. Fui a ver
al presidente para manifestarle mi contrariedad frente a tantos aplazamientos, cuando desde tanto tiempo, en el interés de la paz, yo pido e insisto que nos mostremos fuertes y listos para dar un golpe que impresione a los peruanos."
Barón de Rio Branco, 27 de Mayo de 1904

 Mas adelante, en los años 70s, la Dictadura militar Brasileña, presidida por Emílio Garrastazu Médici (de tendencias derechistas), con apoyo del gobierno estadounidense presidido por Richard Nixon, buscó desestabilizar al Gobierno Revolucionario de la Fuerza Armada del dictador peruano, Juan Velasco Alvarado (de tendencias nacionalistas e izquierdistas), debido a diferencias ideológicas entre ambos gobiernos en Sudamérica en el marco de la Guerra Fría, pues los gobiernos brasileño y estadounidense discutieron esfuerzos para coordinar la intervención contra regímenes de izquierda en Chile, Cuba, Perú, Uruguay, entre otros países, para evitar el avance del Marxismo en el continente. Incluso hubo serias posibilidades de guerra entre ambos países por el apoyo de Perú al gobierno chileno de Salvador Allende, y posteriormente de Brasil a Augusto Pinochet (quien era mal visto por la dictadura peruana).
Posteriormente, las relaciones entre Brasil y el Perú se aligerarían y llegarían a buenos términos con la suscripción del Tratado de Cooperación Amazónica (1978), en son de frenar intentonas de potencias extranjeras de volver el espacio amazónico una zona internacional o una gran reserva mundial, y así garantizar la soberanía de cada estado en relación con los recursos amazónicos. Sin embargo, hubo sospechas que la aceptación del Perú del TCA obedecía más bien al temor de que el Brasil pudiese promover un eje conservador antiperuano con Bolivia, Ecuador y Chile, dado el acercamiento del Perú con Argentina (un rival geopolítico del Brasil en la cuenca del Plata).
En cuanto a tiempos contemporáneos, se dio una prueba para analizar la afinidad hacia diferentes países en el mundo por parte de sus pobladores, donde: 0=Opinión muy desfavorable, y 100=Opinión muy favorable; los respondientes de Brasil otorgaron al Perú 37 puntos, y los del Perú, 62 puntos a Brasil. Las percepciones no eran simétricas, siendo la percepción que Brasil tenía del Perú de una forma más desfavorable que la que el Perú tenía de Brasil, lo cual podría evidenciar ciertos retazos de antiperuanismo en la sociedad brasileña. Por otra parte, y en tiempos contemporáneos, algunos sectores nacionalistas (de derecha política) en Perú han acusado al presidente brasileño Luiz Inácio Lula da Silva de haber tenido una geopolítica antiperuana, esto en base a haberse aprovechado de las deficiencias en el sistema político peruano para sacar grandes beneficios económicos en obras como la Ruta interoceánica Brasil-Perú, a costa de graves casos de corrupción en Perú e incentivando a su proliferación.

### Chile

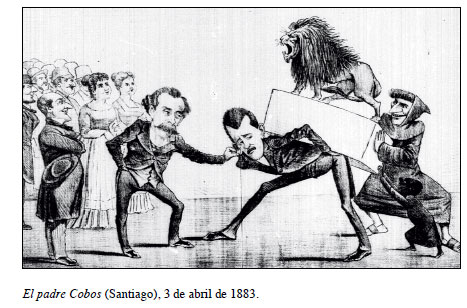
Caricatura publicada en la revista chilena El Padre Cobos en 1882. El Ministro Balmaceda lava sus manos en inocencia y ordena al intendente de Santiago, Mackenna, deshacerse del pesado león peruano. La élite de Santiago observa con placer la llegada de la estatua.

En Chile hay antecedentes de una política poco amistosa con Perú desde la rivalidad comercial entre Callao y Valparaíso durante la época colonial, empezando desde bien entrada su independencia un proyecto geopolítico, formulado principalmente por Diego Portales, de posicionar a Chile como el líder del Pacífico Sur, y que para ello, se debía tener una política cautelosa respecto a la hegemonía de otros competidores en su área de influencia, como podrían ser España (que propició a la Expedición Libertadora del Perú y la Guerra hispano-sudamericana) o el Perú (que propició a varios conflictos como la Guerra contra la Confederación Perú-Boliviana y la Guerra del Pacífico).
También se debe mencionar que los batallones de origen chileno se hicieron tristemente célebres por los actos de pillaje y desmanes que ocasionaban a los peruanos durante la guerra de independencia, haciéndose notables por toda clase de crímenes.

“(...) La posición de Chile frente a la Confederación Perú Boliviana es insostenible. No puede ser tolerada ni por el pueblo ni por el Gobierno porque ello equivale a su suicidio. No podemos mirar sin inquietud y la mayor alarma, la existencia de dos pueblos, y que, a la larga, por la comunidad de origen, lengua, hábitos, religión, ideas, costumbres, formarán, como es natural, un solo núcleo. Unidos estos dos Estados, aun cuando no sea más que momentáneamente, serán siempre más que Chile en todo orden de cuestiones y circunstancias(...) La confederación debe desaparecer para siempre jamás del escenario de América por su extensión geográfica; por su mayor población blanca; por las riquezas conjuntas del Perú y Bolivia, apenas explotadas ahora; por el dominio que la nueva organización trataría de ejercer en el Pacífico arrebatándonoslo; por el mayor número también de gente ilustrada de la raza blanca, muy vinculadas a las familias de influjo de España que se encuentran en Lima; por la mayor inteligencia de sus hombres públicos, si bien de menos carácter que los chilenos; por todas estas razones, la Confederación ahogaría a Chile ante de muy poco(...) Las fuerzas navales deben operar antes que las militares, dando golpes decisivos. Debemos dominar para siempre en el Pacífico: ésta debe ser su máxima ahora, y ojalá fuera la de Chile para siempre (...)”.
Carta de Diego Portales a Blanco Encalada, 10 de septiembre de 1836.

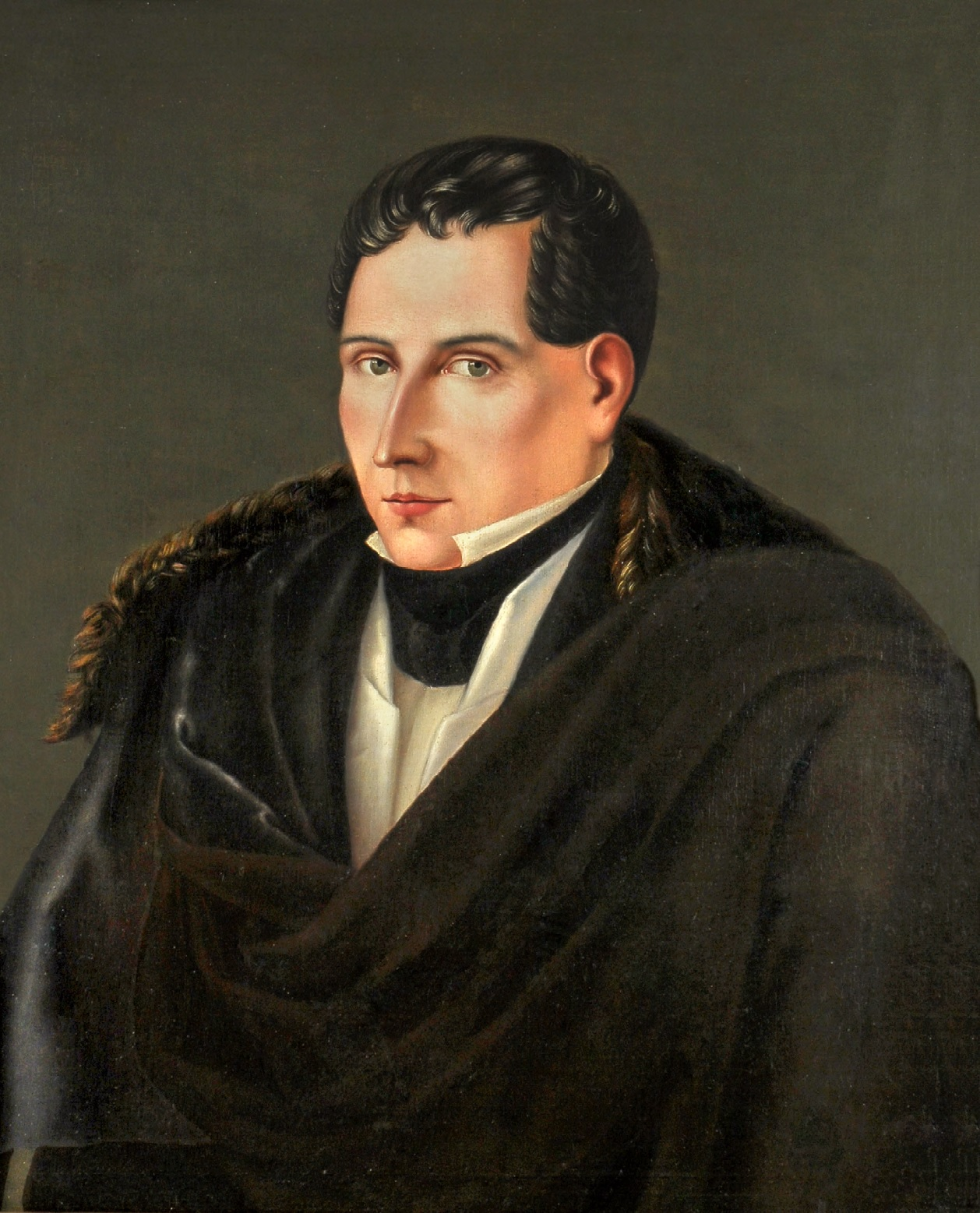
Diego Portales, político conservador chileno cuya doctrina geopolítica fue marcadamente antiperuana.

Hay indicios de que esta formula geopolítica chilena de tener dividido al Alto Perú del Bajo Perú ya habría sido vislumbrada incluso antes de que Diego Portales la oficializara como norma del Estado chileno. Por ejemplo, el diplomático chileno, don Manuel Egaña, escribió entonces, al respecto de la fundación de la República de Bolívar:

"De ahí que, a la seguridad y prosperidad de Chile conviene absolutamente la separación del Alto Perú, tanto de las Provincias del Río de la Plata como del antiguo Virreinato de Lima y que formando un Estado independiente nos proporcione estas dos ventajas: 
1° disminuir la preponderancia de cada uno de aquellos Estados, y
2° quedar el centro (Bolivia) debilitado por las fuerzas de ambos (Argentina y Perú)".
Manuel Egaña

Los primeros indicios de está política por el dominio del Pacífico Sur se dieron en la Conquista de Chiloé. Fracasado el primer intento chileno de anexarse el archipiélago, Simón Bolívar (dictador del Perú en ese entonces), deseoso de ganarse el favor de la élite peruana, empezó a considerar enviar una expedición para ponerlo bajo la soberanía de Lima, en base al uti possidetis iuris (pues Chiloe estaba bajo la administracion directa del Virreinato del Perú, y entonces, a esta republica le correspondía el territorio), antes que España negociara y cediera la isla a Reino Unido o Francia, potencias que se sabía estaban interesadas en ese territorio, o los chilotas intentaran una expedición a alguna región del Pacífico sur. Para el gobierno chileno, el tener tropas bolivarianas al sur y al norte (en 1825, tras la ocupación del Alto Perú, las fuerzas de Bolívar pasaron a apoderarse de todo el territorio al norte del Loa) era considerado una amenaza a su soberanía. Por la misma razón, se rechazo el ofrecimiento de Bolívar de formar una expedición conjunta que incluiría 2.000 soldados colombianos. Finalmente, el gobernante de Colombia y Perú exigiría al gobierno de Freire acabar con la amenaza que el Chiloé realista representaba para Sudamérica o lo anexaría a Perú (estaba dispuesto a renunciar los reclamos peruanos al territorio con tal de evitar fortalecer económicamente al Perú). Mientras tanto, una escuadra chilena zarpaba el 15 de noviembre de 1824 para ayudar en el bloqueo del Callao, comandada por el vicealmirante Blanco Encalada, que se había enterado de las intenciones de Bolívar y otras autoridades limeñas de anexarse el archipiélago austral por sus antiguos vínculos con Perú, cuando recaló con su flota en Quilca el 6 de enero de 1825, así que en Junio decidió volver a Valparaíso con la flota chilena para informar que debía conquistarse la isla cuanto antes, aunque eso fuera en perjuicio de los intereses peruanos.

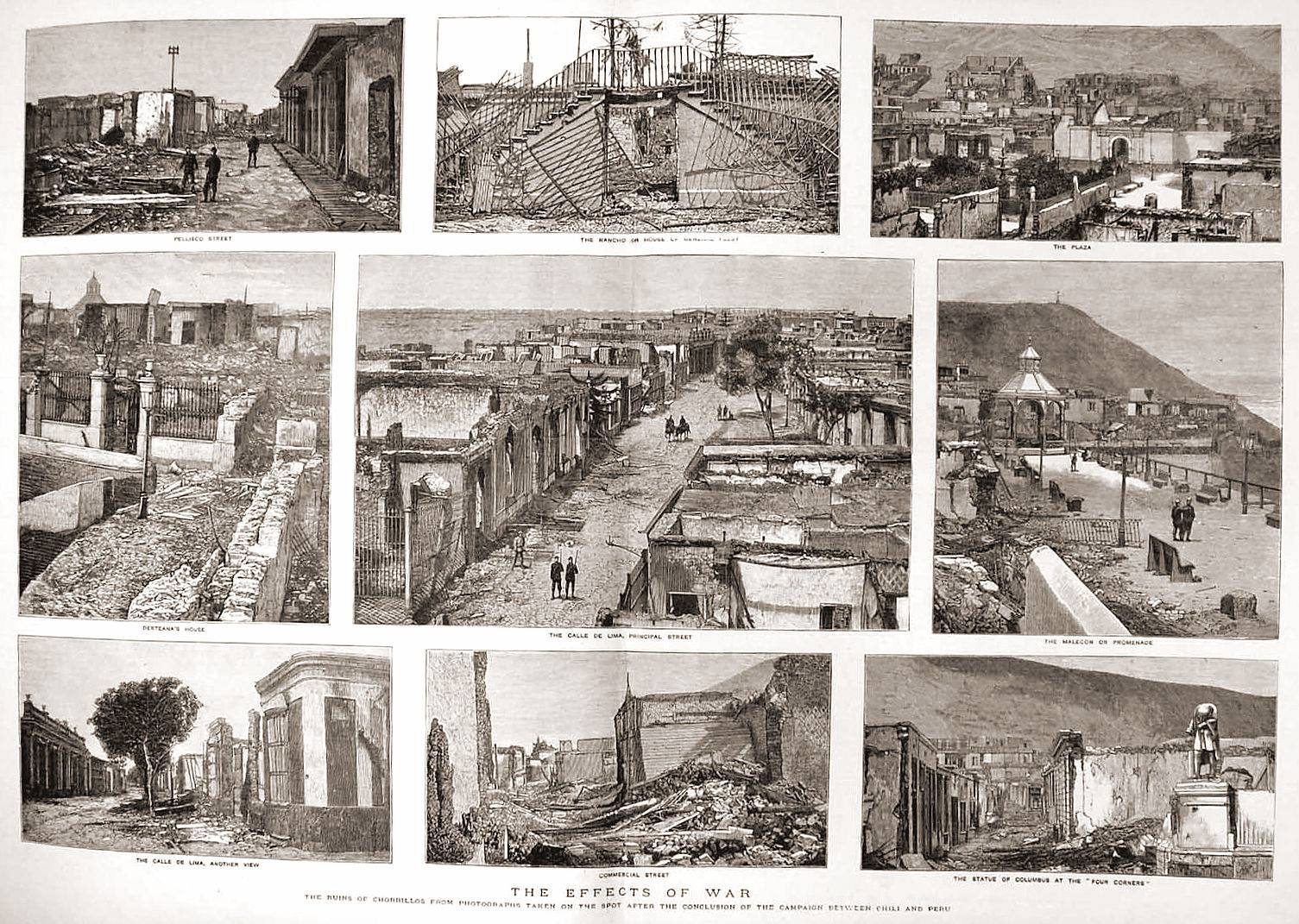
El barrio de Chorrillos tras ser incendiado por el Ejército de Chile luego de la Batalla de San Juan y Chorrillos.

Posteriormente, la doctrina Portales sería aplicada cuando Chile intervino en la Guerra contra la Confederación Perú-Boliviana del lado del Ejército Unido Restaurador. Sin embargo, desde el principio la prensa chilena aclaro que la Guerra era contra Santa Cruz y no contra el Perú, por lo que, este antiperuanismo viene particularmente asociado a la Guerra del Pacífico, conflicto bélico entre Chile y la alianza peruano-boliviana que se inició en 1879 y que culminó con la pérdida de la salida al mar de Bolivia y los territorios peruanos de la provincia de Arica y el departamento de Tarapacá a favor de Chile.
Durante los diferendos limítrofes entre Chile y Bolivia que condujeron a la Guerra del Pacífico, se acuso que el objetivo final de Chile era apoderarse de las guaneras peruanas de Tarapacá (sea por anexión o por colonización económica con apoyo ingles y alemán) y así neutralizar el competitivo comercio con el Perú, así como empoderar a Valparaíso frente al Callao en son de controlar el Pacífico Sur y hacerse de un monopolio comercial. Lo cual se vería reflejado en propuestas de alianza chileno-bolivianas (aproximadamente en 6 ocasiones) en las que Chile apoyaría la ocupación boliviana de Arequipa e Iquique con tal de obtener la cesión del litoral boliviano. También se reflejo luego de la Batalla del Campo de la Alianza, donde Chile debió de haber ocupado La Paz y no Lima si sus intereses se hubiesen reducido a sacar ventaja solo de Bolivia tras el incidente del impuesto de los 10 centavos. A su vez, hubo un Incidente diplomático entre Perú y Chile en 1868 tras la Guerra hispano-sudamericana en el que el gobierno peruano acuso que Chile prefería fortalecer sus fuerzas navales con vista a conflictos inter-americanos (donde Perú sería un objetivo) que por prepararse contra un potencial retorno español ante unos acuerdos comerciales de compra de armas a Inglaterra que favorecían a España, que pese al cese de hostilidades, no había firmado la paz con la cuádruple alianza.
Además, durante la Ocupación de Lima, hubo planes para desaparecer al Perú como estado, bajo la formula de Anexión o anarquía, el cual intentaba fundamentarse bajo sesos antiperuanos, acusando al Perú de ser un país poblado por una raza inferior de “rebeldes de profesión”, siendo un un pueblo ocioso, afeminado, cobarde y anárquico, que por ello es incapaz de gobernarse a sí mismo; mientras la solución a la inestabilidad peruana era anexarse en la nación chilena, conformada por una raza privilegiada, progresista y civilizadora, de extracción europea. Habiendo en consecuencia una política extremadamente antiperuanista durante la ocupación de Tacna, donde hubo varios altercados agresivos con la población nativa en la Chilenización de Tacna, Arica y Tarapacá. Por entonces asumía el Ministerio de Relaciones Exteriores de Chile don Agustín Edwards Mac Clure, persona de marcados sentimientos antiperuanos, quien desde el inicio de su administración llego a intensificar la política de "mano fuerte" de Chile en Tacna y Arica, renovándose las protestas peruanas. Para llevar a cabo el proceso de chilenización, el gobierno chileno fundó inmediatamente varios liceos en las provincias conquistadas, iniciando una lucha partidista entre los nacionalismos antagónicos peruano y chileno para conseguir control de la escuela popular. Esto provoco una profunda ideologización en la que la política escolar chilena considero a los habitantes (en su mayoría aymaras) como "Conquistados", en el que el menosprecio tradicional chileno hacia los indígenas de Tarapacá (basado en el antiguo etnocentrismo y racismo de las elites criollas) se volvió el motor para fundamentar sentimientos antibolivianos y antiperuanos en el nacionalismo chileno, apelándose a que era propio de esos países el poseer rasgos culturales "primitivos" que eran ajenos al acervo genético y cultural de Chile. La chilenización entonces también implicaba culturización contra los peruanos y bolivianos que eran incivilizados y analfabetas, buscando hacerlos letrados a traves de la destitución violenta del profesorado peruano y reemplazarlo por educadores chilenos. Otras muestras del desprecio chileno a las manifestaciones culturales peruanas se pueden ver en un decreto municipal de Pica impidiendo el permiso para celebrar fiestas religiosas muy arraigadas en la tradición de los peruanos de la zona desde tiempos virreinales:

"vista la solicitud presentada por Don Andrés Amas como Alférez de San Andrés por la que pide permiso para ocupar calles y plazas, para celebrar las fiestas en la forma que ha sido costumbre hasta hoy, ensayando baile de morenos, etc., y teniendo presente que es necesario reaccionar contra esas costumbres añejas impropias de un pueblo civilizado y que sólo sirven para dar margen a desórdenes y conflictos con las autoridades, he acordado y decreto: no ha lugar a lo solicitado..."
Decreto No. 478. 27 de sept. 1902, de la Alcaldía de Pica

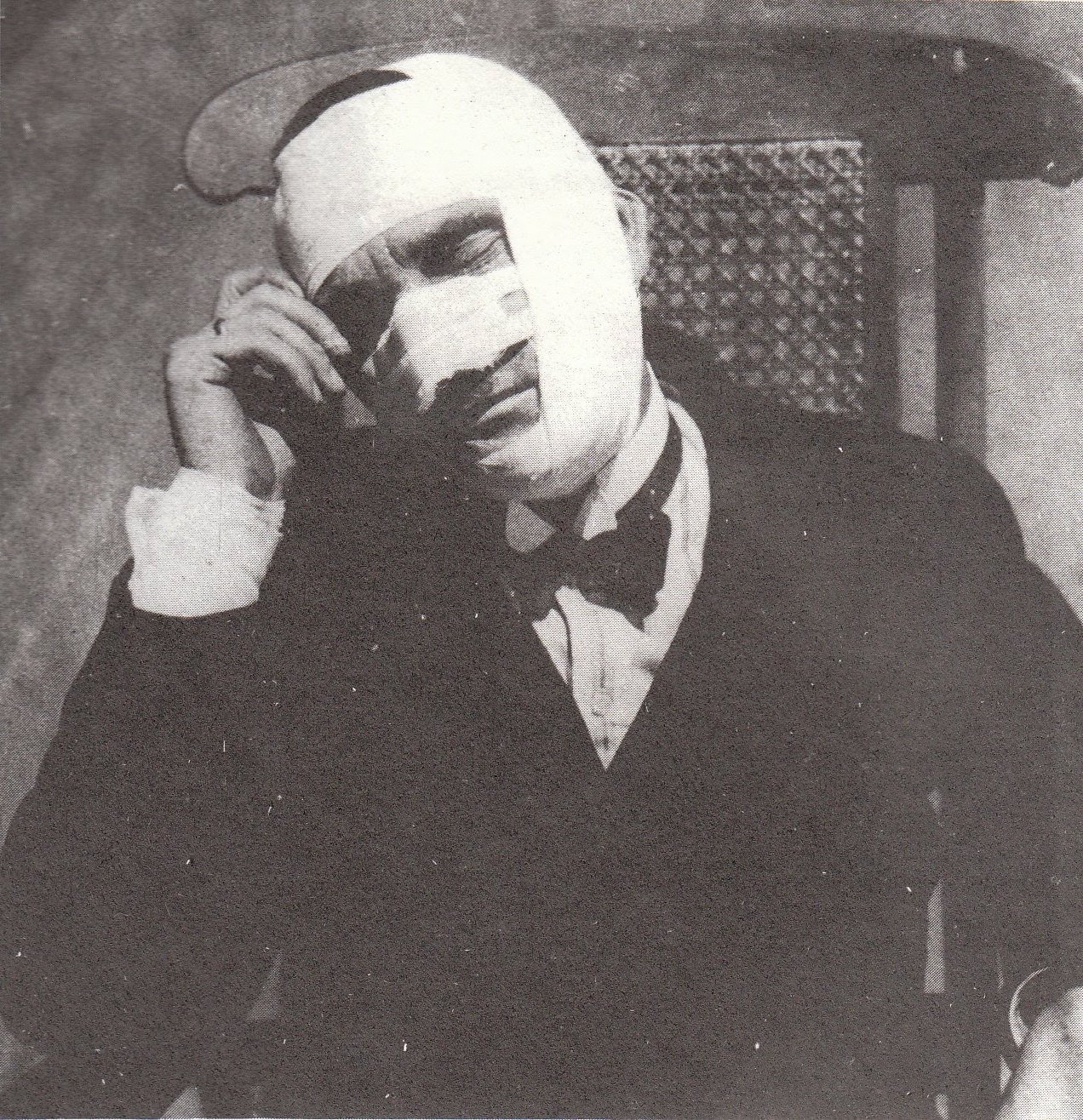
Jorge Basadre, historiador peruano, herido de una pedrada en la frente por agrupaciones chilenas contrarias al plebiscito de Tacna y Arica.

Los disturbios y ataques antiperuanos, así como sus contrapartes antichilenos, acosaron constantemente a las misiones diplomáticas de los países, por lo que varias ciudades de Chile comenzaron a rearticularse las ligas patrióticas, organizaciones nacionalistas responsables de gran parte de la violencia xenófoba que se desató contra los peruanos y bolivianos residentes en el país en el país que había anexado las provincias donde vivían. Según Arnold McKay, ex-consul estadounidense en Antofagasta, Chile activó tres estrategias para alcanzar ese objetivo. Fundó Ligas Patrióticas, organizaciones clandestinas inspiradas en el Ku Klux Klan, que expulsaban a peruanos y bolivianos prósperos e influyentes. Mantuvo una estricta censura hacia los periódicos peruanos. Prescribió el apersonamiento para que extranjeros residentes o de paso inscribiesen sus huellas dactilares y mostrasen sus tarjetas de nacionalidad en la policía desde 1918. Esa medida surgió para excluir del país a extremistas, pero de hecho sirvio para saber cuantos peruanos y bolivianos había en la zona. Desde 1918 hasta 1922, el Estado y la población chilena fueron expuestos a un real y ficticio “peligro del Norte”. El sentir nacionalista de las ligas fue principalmente marcado por un fundamental antiperuanismo. El periodista y diplomático José Rodríguez Elizondo sostuvo que a partir de ese momento se consolidó en Chile una relación con Perú inspirada en las desconfianzas y prejuicios, donde la chilenización realizada por las Ligas Patrióticas sería el establecimiento definitivo de un nacionalismo de masas, casi chauvinismo chileno, que “llevó a exaltar rasgos xenófobos, fundamentalmente antiperuanos”. Es importante señalar que esta perspectiva, con sus matices, se hizo accesible a muchos sectores más allá de Tarapacá, como el bochornoso suceso de la Guerra de don Ladislao, donde se acuso de “vendido al oro peruano” a todo aquél que cuestiono la acción del ministro de Guerra Ladislao Errázuriz de movilizar tropas de Santiago hacia el norte, en una farsa para atacar a un ficticio enemigo peruano, mientras en realidad se quería al ejercito lejos de la capital (por sus cercanías al candidato Arturo Alessandri Palma). Además, innumerables periódicos, partiendo por los diarios y revistas de la gran prensa (El Mercurio, El Diario Ilustrado, El Chileno, Zig-Zag y Sucesos), compartían una similar idea de la concepción de la patria. Por ejemplo, El 20 de noviembre de 1925, la revista Mundial de Perú publicó la caricatura con título “LAS MAROMAS DE ALESSANDRI”, en el que tras vislumbrarse que el gobierno de Arturo Alessandri iba a caer por consecuencia de las Elecciones parlamentarias de Chile de 1925, Alessandri se fue a Arica y dijo a los chilenos: “Mientras haya un chileno con vida, no se soltará la bandera tricolor del Morro”, tratando de sostenerse en los grupos militaristas y ampararse en el nacionalismo chileno para mantener apoyo, generando una promesa implícita de que Chile no renunciaría a Arica, incluso si los peruanos ganaran el plebiscito, lo cual provoco un escandalo mediático y también se vislumbro que la amenaza del Perú se tornaba un instrumento político para azuzar el patriotismo. En el Congreso este pensamiento lleno de prejuicios peruanofóbicos fue personificado por Anselmo Blanlot Holley, quien terminaría propagando la idea de que las violencias antiperuanasen el norte eran en verdad “atentados imaginarios”. Perú era visto como la barbarie y Chile, se suponía, la luz y la civilización. Otros políticos con tendencias antiperuanas fueron Agustín Edwards Mac-Clure, Víctor Eastman Cox o Rafael Edwards Salas.

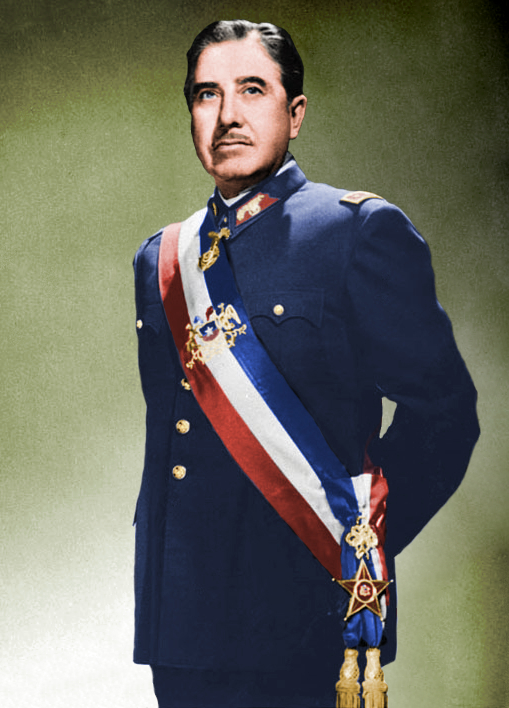
Augusto Pinochet, durante su dictadura hubo algunas movidas estratégicas de tinte antiperuano en medio de tensiones militares.

Posteriormente, en la década de 1970 se dio una alta posibilidad de conflicto entre Chile y Perú, entre Chile y Argentina, y entre Perú y Ecuador, los cuales se temían que se enredaran en una guerra de escala continental. Ante ello durante el gobierno del dictador Augusto Pinochet, hubo tensiones entre ambos países, debido a, no solo la rivalidad geopolítica en el Pacífico Sur y los sentimientos nacionalistas de ambos países, sino que también por ciertas diferencias ideológicas entre el régimen derechista de Pinochet y el régimen izquierdista del dictador peruano, Juan Velasco Alvarado, en el marco de la Guerra Fría, a quien la cúpula militar chilena le atribuía una decidida voluntad militar de recuperar las provincias de Arica y Tarapacá ante el centenario de la Guerra del Pacífico, incluso antes del Golpe de Estado contra Allende. Se tiene registro de al menos 2 ocasiones en los que Pinochet llego a considerar seriamente la idea de iniciar una guerra preventiva contra el Perú. En 1974, Pinochet convocó al Estado Mayor de la Defensa Nacional de Chile para analizar la posibilidad de intentar un ataque militar masivo al Perú (evitando que los peruanos atacasen primero), sin embargo, solo obtuvo el soporte del Ejército, más no el de la Marina ni de la Aviación, cuya oficialidad temía de la superioridad militar peruana de ese entonces. Hubo intentos de lograrse acercamientos amistosos entre el régimen chileno y la dictadura boliviana de Hugo Banzer Suárez, para buscarse una solución a la mediterraneidad de Bolivia, con tal de asegurar su neutralidad, o incluso ganar su apoyo de este país, en caso hubiera una guerra contra el Perú. Mediante el Acuerdo de Charaña, firmado el 8 de febrero de 1975, ambos países restablecieron sus relaciones diplomáticas, interrumpidas desde 1962. No obstante, el acuerdo no logró avanzar debido a exigencias adicionales del Perú, ahora bajo el mando del dictador Francisco Morales Bermúdez, puesto que se vulneraba sus intereses territoriales del Perú adrede. En lugar de este acuerdo en su versión original, Perú propuso que el territorio fuese administrado simultáneamente por los tres países, sin embargo, tanto Chile como Bolivia se negaron a aceptar este complicado acuerdo, de modo que Banzer decidió nuevamente romper las relaciones con Chile el 17 de marzo de 1978. En otra oportunidad, el servicio de Inteligencia peruana obtuvo información de que el gobierno de Pinochet estaba preparando un amago de guerra con el Perú, como una forma de terminar con los problemas internos de su régimen. Incluso, en 1976, se evalúo la posibilidad de lanzar una guerra preventiva contra el Perú, según revela un diálogo que sostuvo ese año con el entonces secretario de Estado norteamericano, Henry Kissinger durante la reunión de la Asamblea General de la Organización de Estados Americanos en Chile durante dicho año. Sin embargo, Kissinger dejo en claro que la posición de los Estados Unidos dependería de quien empezara el conflicto. Pero, aseguro que los Estados Unidos se opondrían a Perú si este tuviera apoyo cubano, no obstante, eso quedaba en lo especulativo. Mientras tanto, Pinochet realizó un minado fronterizo a fin de evitar una invasión; para ello fueron instaladas unas 180 mil minas antitanque y antipersonales en todas las fronteras de Chile entre 1975 y 1990, además de promover el desarrollo de armas químicas para usarlas contra el ejercito peruano. A su vez, En 1979, el gobierno del Perú denunció a Chile por espionaje por medio del Sub oficial Julio Vargas Garayar, el cual fue fusilado por traición a la patria, el 20 de Enero de 1979, poco antes, en medio del Conflicto del Beagle, el Capitan Sergio Jarpa y el Teniente Alfredo Andoázegui de las Fuerzas Armadas de Chile, fueron arrestados en la base militar peruana situada en Talara tras encontrarlos fotografiando los aviones de combate Sukhoi-22 de la Fuerza Aérea Peruana en 1978. Por otra parte, los militares ecuatorianos, que habían recibido apoyo material de Pinochet (ahora como senador vitalicio en Chile) durante la Guerra del Cenepa con Perú en 1995, lo homenajearon con una serie de condecoraciones.
Además, cabe destacar que algunas corrientes historiográficas, de origen chileno, han caído en algunos sesgos antiperuanos a la hora de analizar eventos históricos de impacto continental y sudamericano, por ejemplo, las obras del chileno Gonzalo Bulnes: Historia de la expedición libertadora del Perú (1817-1822), y Bolívar en el Perú: Últimas campañas de la independencia del Perú, son calificadas por Raúl Porras Barrenechea como "antiperuana" por tender a subrayar mucho la intervención extranjera en la Independencia del Perú y menospreciando las perspectivas peruanas sobre el evento. También, mediante el análisis de textos escolares chilenos de historia en 2010, Parodi propuso un modelo para entender como se perciben las relaciones entre Chile con Perú y Bolivia en la educación nacional, por el que Chile asume el rol subordinante y Perú y Bolivia, el rol de naciones subordinadas. La autopercepción de Chile se caracteriza por atribuciones de: civilización, desarrollo económico, orden político, proyecto nacional exitoso y homogeneidad étnica con predominio de lo blanco-occidental. Por el contrario, la percepción de Perú-Bolivia incluye las atribuciones de barbarie, subdesarrollo económico, caos político, proyectos nacionales fracasados, predominio de lo indígena y heterogeneidad étnica. Esto implicaría en Chile una actitud etnocéntrica y desfavorable hacia el exogrupo integrado por Perú y Bolivia. Ejemplos de esto serían las narraciones historicas del político y orador chileno, Benjamín Vicuña Mackenna, quien difundió el discurso civilizador que pretendía justificar la violencia cometida en la Guerra del Pacífico y contaminada de sentimiento antiperuano. También se sabe que ha habido una tendencia en ensayistas e historiadores chilenos de realizar juicios condenatorios hacia los americanistas pro-peruanos en la Guerra hispano-sudamericana, acusados de haber sido políticos ingenuos que fueron perjudiciales a los intereses nacionales, cuando se debió tomar una actitud pragmática y no inmiscuirse en el conflicto peruano de las islas chinchas por un idealismo no correspondido por todas las naciones americanas (que incluso aislarían a Chile, como los países de la Triple Alianza); ejemplo de esta corriente antiperuana con ese episodio histórico es la obra de Francisco Antonio Encina en su libro Historia de Chile (1938-52), el cual ha sido criticado seriamente por historiadores en el ambiente académico por una falta de rigor científico. Oscar Espinosa Moraga, discípulo suyo, habría difundido y desarrollado esta corriente antiamericanista, llegando a ser la opinión mas difundida entre la población.
Según el intelectual chileno José Rodríguez Elizondo, "lo que sí hay en mi país es una gran ignorancia sobre la cultura peruana que, por añadidura, refuerza los prejuicios que están en la base del chovinismo". Además de los asuntos políticos, existen disputas históricas en el ámbito cultural, como el origen del pisco, un aguardiente de uva, que cada nación reconoce como suyo.
En el Caso de espionaje de Chile en el Perú de 2009, las relaciones entre ambos países se volvieron agrias. Volvieron a presentarse casos de espionaje chileno contra Perú en 2015.
El segundo gobierno de Michelle Bachelet fue calificado de llevar una postura antiperuana en la controversia del triángulo terrestre para distraer a la opinión pública chilena del caso Caval en donde están siendo investigados familiares de Bachelet. Señalandose que tanto el gobierno de Bachelet en Chile, como el de Ollanta Humala en Perú, estaban dispuestos a usar las retoricas antiperuanas y antichilenas como armas políticas en tiempos de crisis para fortalecer sus gobiernos populistas en medio de problemas políticos y escándalos de corrupción, y que aquello sería una tradición en todos los gobiernos que los precedieron. También se acuso que durante dicho diferendo marítimo, la funcionaria María Teresa Infante Caffi habría tenido actitudes antiperuanas en las negociaciones del años 2009 (siendo acusada de ser inflexible y poco dispuesta a concertar con el Perú), así como por proponer en 2006 un proyecto en el que la frontera de la región Arica – Parinacota era el Hito N°1 y no el Punto de la Concordia (como se declaro en el Tratado de 1929), lo cual hubiera generado una vulneración de territorio peruano al mezclar delimitaciones marítimas y terrestes de manera intencional (cuando son protocolos diferentes) y pasar por alto el hecho de que una ley nacional no puede alterar los límites fronterizos en el derecho internacional, lo cual provoco que el Tribunal Constitucional de Chile rechazara la propuesta. También se resalto como controvertida el hecho de que el gobierno chileno la eligiera para representar al país en la Corte de la Haya a pesar de ese historial. Otros testimonios también acusaron que mostro actitudes antiperuanas por motivos nacionalistas y de razón de estado cuando fue directora de Fronteras y Límites de la Cancillería, en donde mostro fuerte oposición a que hubieran peruanos estudiando en la Academia Diplomática de Chile, argumentando que no se podía permitir que los chilenos tuvieran que convivir con ciudadanos de países "adversarios" de Chile a la hora de recibir su formación académica en tales instituciones.
También se ha afirmado que durante la Inmigración peruana en Chile ha habido una pequeña actitud peruanofóbica por parte de la población chilena. Ello se evidencia por medio de investigaciones exploratorias de un discurso antiperuano en la dimensión de la cotidianidad chilena, por el cual se presentaron muestras de discurso antiperuano de circulación urbana (como grafitis y fotografías) y cibernética (como algunos intercambios tomados de sitios Internet); expresándose representaciones de antiperuanismo en las dimensiones con relación al nivel de desarrollo, la cultura y la apariencia física. Al respecto de la evaluación de las imágenes mutuas que se presentan en blogs peruanos y chilenos de internet, se han comprobado múltiples manifestaciones de fuerte hostilidad, que contribuyen a respaldar la vigencia de la dinámica expansionismo-revanchismo en las imágenes mutuas entre Chile y el Perú. El gobierno de Chile ha ofrecido garantías para afrontar dicha xenofobia antiperuana durante las ultimas decadas. Sin embargo, también se han hecho críticas a que ciertos grupos de izquierda han influido en los medios de comunicación para exagerar el antiperuanismo chileno y así promover políticas de puertas abiertas para engrandecer el poder del estado de bienestar, tratando usar de ejemplos de xenofobia algunos incidentes entre peruanos y chilenos en las calles de Chile que de hecho no serían motivados por sentimiento antiperuanos, si no por ser simples actos de delincuencia general.

### Colombia

Territorio en disputa entre la Gran Colombia y el Perú.

Las relaciones entre Perú y Colombia han sido usualmente positivas o neutrales a lo largo de la historia, sin embargo han pasado por una serie de conflictos limítrofes que han impactado en la consciencia de ambos países en su momento.
Durante la dictadura peruana de Simón Bolívar se acusó que el ejército de la Gran Colombia (compuesto en gran parte de soldados del Departamento de Cundinamarca) durante la ocupación del Perú había tenido una actitud antiperuana con la población civil, y el apoyo del país al régimen bolivariano fue considerado por gran parte de la sociedad peruana como un intento de invasión colombiana al Perú. Luego de la victoria de Ayacucho, el nombre colombiano “se hacía más y más odioso por el orgullo y altanería insufrible de sus generales, jefes y hasta de los mismos soldados”. Como prueba del antiperuanismo de la oficialidad grancolombiana, estarían las opiniones del general Tomas Heres, ministro de Guerra de Bolívar, y, sin duda alguna, el más antiperuano de los oficiales colombinos en el Perú. Así como el testimonio del mismo Bolívar, en una carta a Andrés de Santa Cruz sobre consejos para actuar frente a la Independencia de Bolivia, en el que se menciona que los políticos colombianos muestran una envidia al poder del Perú, así como desprecio por su falta de reformas liberales. Bolívar adjudica el fenómeno antiperuanista a los partidarios liberal-progresistas del vicepresidente Santander y se despoja a si mismo de su responsabilidad, con el fin de evitar perder la confianza a su régimen, que aún hubiera en los peruanos y liberal-conservadores bolivianos, a través del lisonjeo.

Yo confieso que le estimo y le tengo consideración, [pero] si algo me picaba de Pando, era su peruanismo que lo cegaba; y a un amor a la patria, mal entendido, según mi comprensión, lo sacrificaba todo.
Tomas Heres, 8-VI-1825

Los colombianos ya le tienen envidia al Perú porque ven que eso marcha en orden y con los medios suficientes para existir. Todo esto se debe a la unidad de acción y a la reforma de lo inútil.
Carta de Bolivar a Andrés de Santa Cruz. Pasto, 14 de octubre de 1826

Además, la Independencia de Bolivia, bajo el patrocinio de la Gran Colombia, fue vista como una medida con óptica antiperuana de los políticos colombianos, donde la nueva república era de hecho una mera ficha de ajedrez político bolivariano, cuyos representantes actuaban acorde a las instrucciones del gobierno colombiano. Declaraciones como las dichas por Francisco de Paula Santander reafirmarían dichas afirmaciones:

El Perú es un enemigo peligroso, y la creación de Bolivia me pareció un feliz suceso, entre otros motivos por enfrentar del lado sur las tentativas de los peruanos (...) del Perú he recibido anónimos terribles contra la permanencia del ejercito, el Consejo de Gobierno, la Constitución Boliviana, etc. (...)
Carta de Santander a Bolívar, Febrero de 1827

Tras la caída de Bolívar, las relaciones entre ambos países fueron muy tensas, las cuales se vieron alimentadas por la prensa de Bogotá y Lima, que, haciendo uso de un lenguaje agresivo antiperuano y antibolivariano, estimularon la discordia entre ambos países. Ejemplo de antiperuanismo en Bogotá durante la época fue que el gobierno colombiano no quiso recibir al diplomático peruano, José Villa, a quien se le extendieron sus pasaportes, enviándolo de vuelta al Perú. Está serie de tensiones terminarían desencadenando en la Guerra grancolombo-peruana.

"La perfidia del gobierno del Perú ha pasado todos los limites y hollados todos los derechos de sus vecinos de Bolivia y de Colombia. Después de mil
ultrajes, sufridos con una paciencia heroica, nos hemos visto al fin obligados a repeler la injusticia por la fuerza”
Declaración de Guerra de la Gran Colombia al Perú el 3 de julio de 1828, Simón Bolívar

Concluida la tregua entre la Gran Colombia y el Perú tras el Convenio de Girón, aún hubo sectores revanchistas en el ejército grancolombiano, liderados por José María Córdova y Daniel Florencio O'Leary, quienes, reuniéndose en Pasto en abril de 1829, ambos vieron que se estaban aproximando más conflictos armados cada vez más inevitables, e incluso deseables. O'Leary expresó parte de su enojo por la conducta peruana hacia Córdova, así como el exabrupto que compartió este con Bolívar, y conluyendo que “la mejor manera de destruir a los peruanos es proporcionarles un campo de batalla para que puedan aniquilarse entre ellos”. Es posible que la ira antiperuana de O'Leary fuese asimilada por Córdova. Ambos esperaban lanzar una “invasión adecuada del Perú en una campaña abierta”, y O'Leary esperaba ser “llamado a los campos de batalla por mi honor, mi deber, mi reputación y mis nobles aspiraciones”. El encuentro de O'Leary y Córdova evidenciaba que ambos estaban ansiosos por participar en una campaña militar. El enemigo ideal sería el ejército peruano, el cual ambos pensaran que iba a ser fácilmente derrotado. Alternativamente, buscaban luchar contra cualquier enemigo que pudiera ser diagnosticado como un obstáculo para la gloria, el honor y la supervivencia de la nación, en antesala a la Disolución de la Gran Colombia. Días después, Bolívar escribió una carta secreta a sus ministros en Bogotá solicitándoles “explorar la posibilidad de un protectorado británico para Colombia”, en son de conseguir un posible apoyo británico contra el Perú, o por lo menos para evitar el colapso político de la Gran Colombia. También Bolívar llegó a buscar apoyo del Imperio del Brasil contra Perú.

"Conquiste Perú, saquee Perú y luego venda Perú a algunos extranjeros, o devuélvalo a España a cambio del reconocimiento español de Colombia".
O'Leary a Bolívar, 5 de abril de 1829, Pasto

Durante la Guerra hispano-sudamericana, en Colombia se suscitaron 2 tendencias frente al conflicto hispano-peruano, una antiperuana, de corte aislacionista, liderada por el Senado de Colombia, y otra properuana, de corte hispanoamericanista, por el ejecutivo de Colombia, Tomás Cipriano de Mosquera. Los aislacionistas sostenían que Colombia no debía acceder a realizar coaliciones continentales mientras no lograra su pacificación como país y estabilidad interior en su organización política. Por su parte, los hispanoamericanistas abogaban por la unidad continental y por el establecimiento de confederaciones y grandes alianzas que garantizaran la seguridad de los países sudamericanos. En el momento del conflicto hispano-peruano, la tendencia aislacionista fue la que imperaba en aquel entonces entre la mayor parte de los miembros del Senado colombiano, quienes a su vez se mostraban como detractores y opositores de las directrices políticas del general Tomás Cipriano de Mosquera, quien, al ocupar la presidencia del país por 4° vez en 1866, suscribió con el Perú (a espaldas del Congreso), un tratado secreto, donde el gobierno de Colombia, a cambio de servicios de prestar su nombre en todo tipo de contratos y negocios para adquirir material militar a favor de la Cuádruple Alianza (sobre todo Perú y Chile), este país podría adherirse a la alianza de las cuatro repúblicas del Pacífico y convencer a Venezuela de hacer lo mismo, además de recibir del Perú los recursos necesarios para reparar las infraestructuras militares en las costas colombianas; bajo el punto de vista de sus rivales, el tratado transgredía la neutralidad que oficialmente había manifestado Colombia desde el comienzo del conflicto hispano-sudamericano, y a la par, involucraba a este país en aquella contienda con resultados potencialmente adversos y peligrosamente funestos. Este hecho sirvió como detonante de un conflicto civil colombiano entre los poderes Legislativo y Ejecutivo colombianos, que estalló con todo su furor el 23 de mayo de 1867 al acusarse que los participantes habían usurpado las atribuciones del Congreso, por dicho acto realizado, el general Mosquera fue considerado como un pretendido dictador que había vulnerado las instituciones colombianas, y que para colmo de males había comprometido la honra y la seguridad nacionales irresponsablemente ante los intereses peruanos, lo que concluyó unos meses después con exilio. Al desconocerse el convenio de 1866, el nuevo gobierno colombiano quiso devolver el vapor comprado al Perú, pero el ministro Freire expresó resistencia en recibirlo en una bahía colombiana. Hasta finales de esa década, el Perú rechazó toda intervención de España en aquella cuestión y no consintió la invalidación del tratado secreto de 1866, aspectos que llevaron a que las relaciones entre ambos países se enfriaran y fueran un tanto tensas por un par de años. Solamente para 1870 (un año después de que España firmará un tratado de paz con el Perú) fue posible lograr un arreglo relativo..

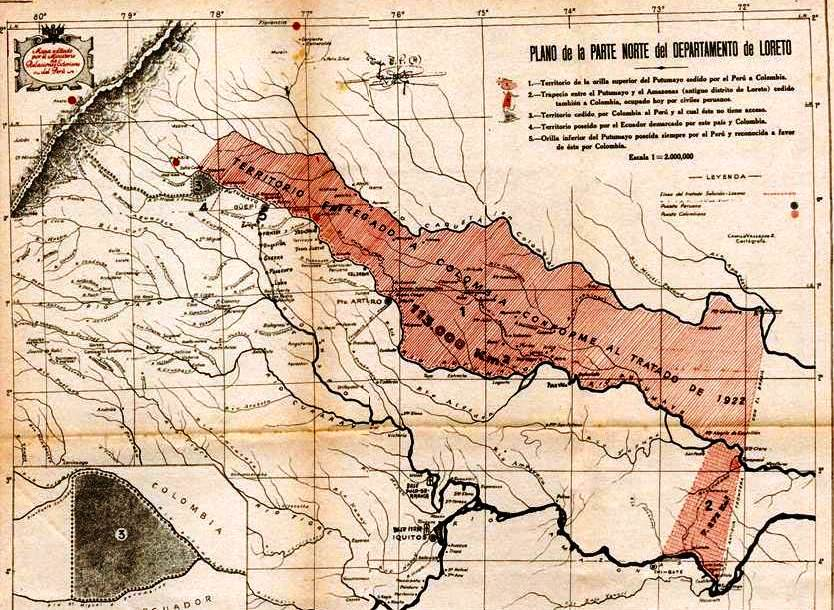
Territorios reclamados por el Perú ante Colombia luego del Incidente de Leticia.

Tiempo después, se suscitarían otros enfrentamientos peruano-colombianos debido a la definición de fronteras en el Amazonas, como el Conflicto de La Pedrera, por el cual las relaciones binacionales se vieron perturbadas: civiles colombianos apedrearon la casa del embajador peruano en Bogotá y su prensa, con tintes antiperuanos, atacó la actitud de su gobierno; la separación de Panamá, episodio muy sensible, todavía estaba en la mente colectiva, y muchos pensaban si Caquetá sería otro Panamá. El pueblo de Bogotá, a pesar de no estar al corriente de estos humillantes trámites de Cancillería, indignado por el incalificable asalto de La Pedrera y porque fue voz general que la bandera colombiana, tomada por el insigne «héroe del Caquetá» Comandante Óscar Benavides, había sido paseada por las calles de Iquitos, salió de su apatía habitual e hizo, el 4 de octubre de 1911, una manifestación hostil y antiperuana ante la Legación del Perú. Ello habría generado cierto revanchismo antiperuano en Colombia que se manifestaría tiempo después con el incumplimiento por parte de Colombia del art. 8 del Tratado Salomo-Lozano, así como las hostilidades puestas en práctica contra la navegación y el tráfico comercial de los peruanos. Aquellos eventos determinaron que, como reacción, un grupo de peruanos armados intentaran ocupar Leticia en la noche del 31 de agosto al 1 de setiembre de 1932.
Tras el Incidente de Leticia, la reacción de los medios (como los diarios colombianos El País y El Tiempo) y la opinión pública colombiana, si bien en un inicio se vio como un asunto interno del país y se le echó la culpa del incidente a comunistas o apristas ajenos al gobierno peruano, pronto expresaron un fuerte antiperuanismo en cuanto el gobierno de Luis Sánchez Cerro demostró apoyo al incidente, demostrándose rabia y coraje ante lo que consideraban una agresión peruana. Las muestras de solidaridad no se hicieron esperar, dando la impresión de una reacción de unión ante la violación del territorio de Colombia por parte de vándalos peruanos, por la cual se dieron una serie de marchas patrióticas en las ciudades más importantes de Colombia (donde los sectores más chauvinistas tenían tintes antiperuanos), como la manifestación antiperuana de 1932 en la Plaza de Berrío (Medellín). posteriormente la escalada del conflicto llegaría a desencadenar la Guerra colombo-peruana, de la cual se llegó a mostrar por parte de los medios ultranacionalistas tendencias antiperuanas, mostrando a los peruanos como enemigos de los colombianos desde los primeros momentos de vida independiente. De esta manera se configuró una imagen en la que el Perú era y seguía siendo arbitrario y agresor a Colombia a lo largo de la historia, a pesar de que se ve con cierta benevolencia al pueblo peruano que se le considera durante gran parte del conflicto como una víctima más del régimen de Sánchez Cerro (quien sería caricaturizado como un gobierno déspota y tiránico).
Durante los periodos de mayor agitación por sucesos bélicos, esta postura cambiaría; además, los diarios expresaban algunos aspectos de la naturaleza del pueblo peruano en donde, si bien no son culpables del inicio del conflicto, si tienen en su historia una serie características que hacen de este pueblo una gente de la que no es posible fiarse. Frente a los loretanos a quienes también se les acusa de culpables del conflicto con Colombia se dirá, en El País, que la región de Loreto y sus habitantes son "un islote de violencia perdido en medio de un continente pacifista", o El Tiempo, que verá a esta provincia peruana como revoltosa y peligrosa, y explicará que Loreto fue "…El doble juego de los intereses de Loreto guerrillero y de Lima pacifista se desarrollará ahora ante la cancillería…", lo anterior muestra que la culpabilidad del incidente de Leticia recae en buena parte sobre la población de esta ciudad y sobre la provincia que esta ciudad le da nombre, Loreto, a esta población se les denominaría de muchas formas antiperuanas, desde "levantiscos" hasta "bárbaros y salvajes". Por otro lado, también se puede notar una actitud discriminatoria a los peruanos en los medios de publicidad, habiendo propaganda de "jabones marca Mármol para jabonar peruanos", anuncio que promociona las cualidades de un jabón que sirve para lavar a los peruanos de la frontera, claramente sustentando ese discurso de mostrar al Perú como símbolo de suciedad que debe ser limpiada, en la medida que Perú representaba el mal que se había combatido durante años. Además, en provincias como Pasto, se llegó a utilizar y enunciar la figura de Simón Bolívar, siendo visto como el héroe nacional encargado de impulsar a la sociedad pastusa de hacer frente y responder ante las injurias, así como de repeler los abusos de los peruanos con “un horrible grito de venganza”; en el discurso antiperuano de la época se podían encontrar adjetivos y frases que connotan los aparentes abusos de los peruanos hacia Colombia como: “la perfidia del Perú”, los “mil ultrajes sufridos con paciencia heroica”; también se menciona un catálogo referido a los “crímenes del gobierno del Perú” en diarios como La Voz de Bolívar. En síntesis, se puede denostar como, por medio de la invocación de los padres de la Patria, se fortalece el imaginario nacional colombiano, junto a deberes patrióticos de defensa contra los males que representa el Perú.

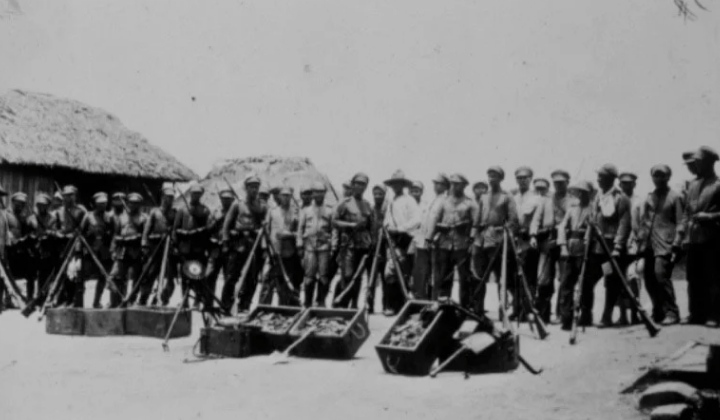
Soldados del ejército nacional de Colombia con armamento Peruano decomisado tras el Combate de Güepí

También se puede recopilar el sentimiento antiperuano en el sentir de los historiadores colombianos de la época, como la temprana obra de Luis María Murcia, La Guerra con el Perú: el teatro de operaciones, antecedentes históricos, causas justificativas, objetivos y finalidades, el cual brinda el sentir colombiano del momento y llena de pasionalidad; donde en la tercera parte del libro se relata las negociaciones diplomáticas de Colombia con el Perú, cuyo gobierno nacional es calificado de siempre mostrar una actitud pérfida con sus vecinos; y en la cuarta parte, se relata las denominadas invasiones peruanas para lograr una ocupación de hecho en la zona del Putumayo (mientras se cuestionaba la validez de los derechos peruanos en la real cédula de 1802). Aquí se recogen las versiones que muestran como bárbaros a los peruanos, los cuales cometieron terribles crímenes (como los hermanos Arana), en contra de los colonos colombianos y los indígenas de la región amazónica para explotar el caucho de la zona.

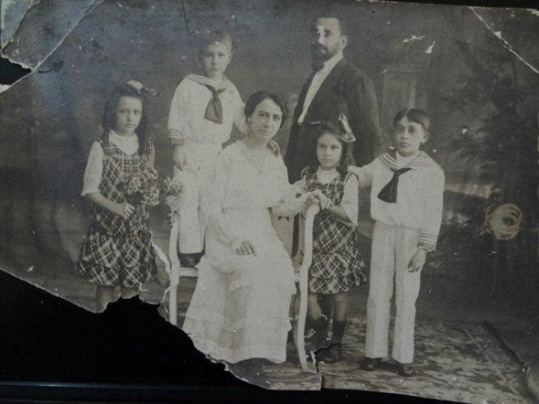
Familia peruana originaria de Leticia, luego de ser exiliados durante el llamado proceso de colombianización.

Posteriormente ambos países estuvieron al borde de una nueva guerra durante el Caso Haya de la Torre durante el cual hubo una controversia entre los gobiernos de Perú y Colombia por el asilo político al líder del APRA Víctor Raúl Haya de la Torre durante el cual hubo mucha tensión entre ambos países donde hubo posibilidad de otro conflicto bélico Un reporte, que data del 28 de febrero de 1949, menciona que Mariano Ospina, presidente de Colombia, sostuvo una reunión secreta con el Ministro de Guerra y miembros de las Fuerzas Armadas colombianas en la que se estableció el plan para invadir Güepí, Perú, desde Leticia, Colombia, si el Gobierno peruano de Manuel Odría llegara a violar la inmunidad diplomática de la embajada colombiana en Lima en un intento de apoderarse de Haya de la Torre (además de considerarse una alianza con Ecuador en tal eventualidad). Posteriormente las tensiones se atenuaron con un fallo de la Corte Internacional de La Haya y finalmente Haya de la Torre obtuvo el permiso de salir del Perú en 1954 por presión internacional, diluyéndose las tensiones en la Embajada de Colombia en Perú.
En tiempos contemporáneos, tras la destitución del presidente Pedro Castillo, a causa de un intento fallido de golpe de Estado de 2022, las relaciones entre el Perú y Colombia, fueron resquebrajándose, a raíz de que el presidente Gustavo Petro, defendiera al expresidente Castillo y, asimismo, no reconociendo a la presidenta Dina Boluarte, como nueva jefa de Estado. Ello provocó que el Perú acusara a Colombia, de tener discursos antiperuanos. En 2023, durante una entrevista, el presidente Petro, volvió a defender a Castillo, señalando que en el Perú, los policías "marchan como nazis contra su pueblo", en referencia a las protestas contra el gobierno de Dina Boluarte, ello provocó que el Congreso declarara "persona non grata" al mandatario. En marzo, el gobierno de Boluarte, oficializó el retiro del embajador de Perú en Colombia, debido a las intromisiones del presidente Petro, en asuntos peruanos.
En 2024, se originó un conflicto limítrofe entre Perú y Colombia, cuando el funcionario del Ministerio de Relaciones Exteriores de ese país, Diego Cadena, acusó al alcalde de la ciudad de Santa Rosa, Iván Yovera, diciéndole que la isla Santa Rosa, pertenece a dicho país y que ha sido ocupada irregularmente por el Perú. Esto originaría un escándalo entre ambos países, por lo que, el gobierno de Dina Boluarte, a petición del Congreso, presentó un proyecto de ley para crear el distrito de Santa Rosa, ubicado en la región Loreto. En 2025, el Congreso aprobó la creación de dicho distrito, por lo que se llamó desde ese entonces como el distrito de Santa Rosa de Loreto. Sin embargo, meses después del hecho, el presidente de Colombia, Gustavo Petro, acusó nuevamente al Perú, de "ocupar territorio de Colombia", mediante su cuenta de X. En dicha misiva, Petro, señaló además que el Perú había violado el Tratado de Río de Janeiro de 1934, aduciendo que la isla Chinería debía pertenecer a Colombia, anunciando además, que su gobierno usará los pasos diplomáticos "para defender la soberanía nacional". Estos comentarios fueron condenados por la cancillería peruana, que emitió un pronunciamiento donde rechazaban las declaraciones de Petro sobre la isla Santa Rosa, y que, argumentaron, la isla Santa Rosa al ser parte de la isla Chinería, fue adjudicada al Perú en 1929, y que se debía cumplir el ejercicio de la jurisdicción en dicho territorio, mediante el Tratado de Salomón-Lozano firmado en 1922 y el Tratado de Navegación, Comercio y Límites de 1934, en referencia a la creación del distrito de Santa Rosa. El 7 de agosto, Petro se trasladó a Leticia donde volvió a acusar al Perú, diciendo que Colombia no reconocerá la soberanía peruana sobre Santa Rosa ya que "no ha sido asignado" al Perú. Ante esto, el ministro del Interior del régimen de Petro, Armando Benedetti, anunció que si el Perú no resuelve el conflicto, "la cosa se pondría fea", e incluso dejó abierta la posibilidad de enviar el caso hasta la Corte Internacional de Justicia de La Haya. Por tal motivo, el premier Eduardo Arana, junto con todo su gabinete ministerial llegaron hacía la ciudad de Santa Rosa para realizar una campaña de ayuda social, mientras que el Congreso de la República, aprobó mociones de rechazo hacia los comentarios de Petro, sobre Santa Rosa. Mientras tanto, se denunció que un avión de la Fuerza Aérea de Colombia, sobrevoló cielo peruano para poder vigilar la isla Santa Rosa. Tras el incidente, el gobierno envió una nota de protesta a Colombia por lo sucedido con el avión.

### Ecuador

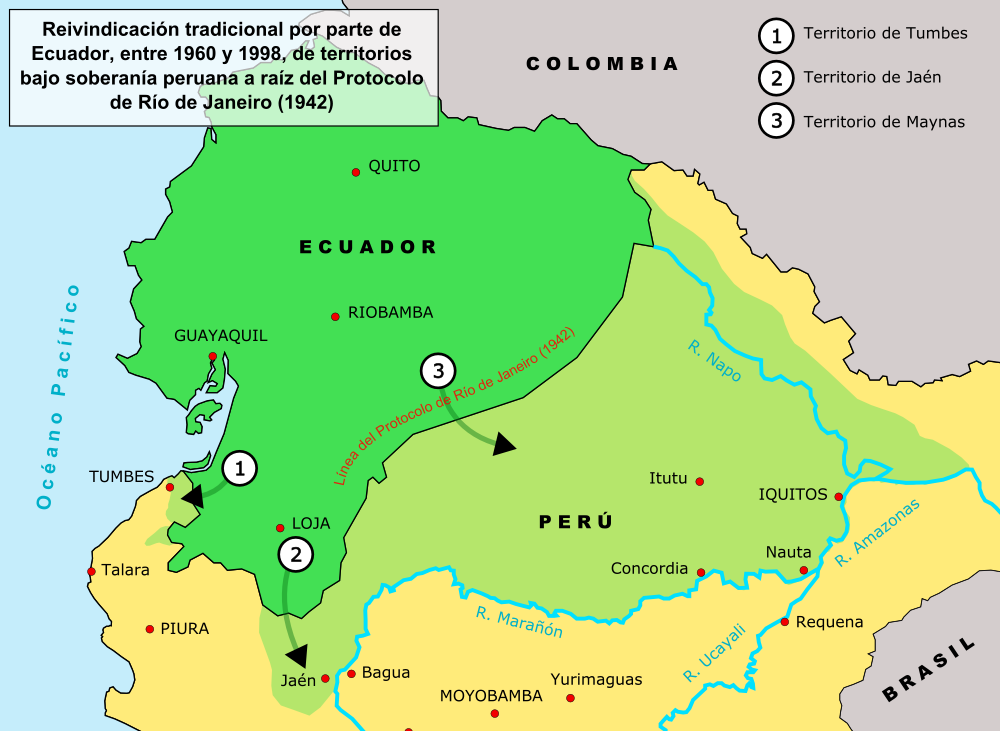
Reclamos de territorio amazónico en el Ecuador contra un Perú acusado de expansionista.

En Ecuador se relaciona principalmente con el irredentismo debido a la guerra grancolombo-peruana y el conflicto limítrofe entre ambos países, por el cual las aspiraciones geopolíticas del Ecuador por obtener una salida al Río Amazonas a través de Perú serían igual de comparables a las aspiraciones de Bolivia por obtener una salida al Mar a través de Chile o Perú, junto a todos los sentimientos nacionalistas que implican contra el país vecino que posee dichos territorios. Según el ex embajador Eduardo Ponce Vivanco, el violento antiperuanismo cultivado en Ecuador es equiparable al antichilenismo que subsiste minoritariamente en Perú. El gobierno ecuatoriano llegó a calificar al Perú de ser el «Caín de América» por sus disputas limítrofes, en los primeros años luego de la firma del Protocolo de Río de Janeiro el 29 de enero de 1942, tratado que fijó las fronteras; en las calles ecuatorianas se leían frases como «imperialismo peruano». Los gobiernos de José María Velasco Ibarra, León Febres-Cordero Ribadeneyra y Jaime Roldós Aguilera tuvieron una postura abiertamente antiperuana.

La firma del Protocolo de Río de Janeiro en enero de 1942 fue procesada en la conciencia de las masas -urbanas stricto sensu-, no solo como un hecho histórico de cercenamiento territorial, sino como una mutilación síquica y física asumida también en términos individuales. Ya lo diría el penoso dicho que por décadas se ha repetido en las aulas escolares: "Amarillo, azul y rojo: la bandera del patojo". Ser ecuatoriano implicaría a partir del 41 ser impedido y perdedor, lo cual ahondará más en el conflicto de identidad del mestizo ecuatoriano: si antes era incompleto,
imperfecto o chulla porque huía de sus raíces, ahora era incompleto o patojo porque se enfrentaba a la realidad.
Quintero y Silva (2002a:456)

Además, historiadores peruanos, como Germán Leguía y Martínez, han acusado de un bien documentado y marcado antiperuanismo a los historiadores ecuatorianos al tratar de minimizar el papel del partido peruanista en Guayaquil, encabezado por Gregorio Escobedo, durante la Independencia de Ecuador. Entre ellos figuraría Pio Jaramillo Alvarado, Óscar Efrén Reyes (quien criticaría a los peruanofilos de Saraguro, Cuenca, Loja y Guayaquil, provincias con poblaciones que buscaban anexarse al Perú a principios del siglo XXI, como estorbos a la unificación nacional del Ecuador en la Gran Colombia de Bolívar), Julio Gonzalo Orellana Barriga y Pedro Fermín Cevallos. También se ha documentado cierta tendencia de la prensa de la época en caer en posturas antiperuanas, como ejemplo están diarios que hacían sátira y mofa a las doctrinas monárquicas del Ejército Real del Perú mientras justificaban la arbitraria anexión de Guayaquil, otro caso son los diarios ecuatorianos que menospreciaron la muerte del caudillo peruano José de La Mar frente a la del venezolano Simon Bolívar.
Los conflictos territoriales de Ecuador con Perú se remontan a los primeros días de independencia, ya que la construcción de las fronteras de los estados a través del respeto al principio de uti possidetis iuris, es decir, las fronteras impuestas por la administración colonial a sus respectivas entidades jurídico-administrativas (virreinatos), tenía el problema de la ambigüedad para esta zona para el año 1810 y la existencia de una real cédula del año 1802 trasladando estos territorios de Quito para El Perú; ante ello, acordaron someter la cuestión al arbitraje del Rey de España (incluso se consideraron propuestas tripartitas con Colombia). Ello generó que las relaciones entre ambos países sea de una constante tensión militar y diplomática desde el momento de sus fundaciones como estados independientes.
Durante la Guerra peruano-ecuatoriana de 1858-1860, se acusó a la figura de Gabriel García Moreno de promover, en su concepción del patriotismo ecuatoriano, el antiperuanismo, el fanatismo católico y el rencor a la soldadesca. El desarrollo de un cierto antiperuanismo ecuatoriano, algo claramente conocido en Chile y en el propio Perú, impulsó a Chile, a través del diplomático Joaquín Godoy, a intentar abrir un “segundo frente” a Perú en la Guerra del Pacífico. Las profundas divisiones político-sociales así como aquellas entre Guayaquil y Quito, impidieron que se concrete tal alianza (debido a las tendencias properuanas en la sociedad de Guayaquil), no obstante, ayudó a cristalizar la idea de un eje antiperuano de Chile-Ecuador.
En los albores del siglo XX la situación era explosiva. En junio de 1903 ya había ocurrido un conflicto armado entre tropas ecuatorianas y peruanas en Angoteros, en la región del río Napo. A inicios de 1904 interesaba al Ecuador hacer un frente común contra Perú. Según el historiador peruano Jorge Basadre, el plenipotenciario ecuatoriano en Río de Janeiro habría propuesto que el brasileño barón de Río Branco aceptase la cesión de parte del territorio que su país disputaba al Perú para que Brasil obtuviese una salida al Pacífico, se consideraba principalmente la cesión de Tumbes. Naturalmente, tal expansión territorial solamente podía ser obtenida por una guerra que, en verdad, no estaba en los planes del Barón. El punto crucial para él era apenas garantizar la posesión de Acre sin hacer nuevas concesiones al Perú.
Tras el laudo arbitral del Rey de España, que por entonces era el borbón Alfonso XIII, El Rey de España, ante la perspectiva de una guerra entre el Perú y el Ecuador, que habría provocado el fallo, se inhibió de la Tensión peruano-ecuatoriana de 1910. Las violentas manifestaciones antiperuanas en el Ecuador y antiecuatorianas en el Perú, la movilización de fuerzas en ambos países, todo hacía esperar que estallara el conflicto armado en 1910, de no ser por la intervención de la mediación de Estados Unidos, Brasil y Argentina. Las hostilidades entre ambos no cejan, lo cual lleva a Ecuador en 1910 a establecer una alianza defensiva con Colombia dándole por pago 180.000 km2 de zona amazónica, a cambio de afianzar una posible alianza antiperuana entre ambos. Gesto que Colombia a ojos de Ecuador traicionaría al ceder en 1922 al Perú, el enemigo común, la mitad de los territorios cedidos por éste.
A mitad del siglo XX el grado de hostilidad habría aumentado hasta el grado de un primer enfrentamiento armado en 1941, propiciado por una toma de territorios peruanos amazónicos a manos del ejército ecuatoriano, particularmente zona cauchera. Durante la 2da Guerra Peruano-Ecuatoriana, se desato la Masacrada de Porotillo, por el cual el pelotón peruano, al mando de Alfredo Novoa Cava, fue masacrado en Cune por tropas ecuatorianas el día 11 de septiembre de 1941, quedando solo un sobreviviente (el sobrino del capitán); este evento, ejecutado en plena tregua, lleno de orgullo a los jefes y oficiales ecuatorianos por fuertes sentimientos antiperuanos, mas no a toda la soldadesca que componía el destacamento ecuatoriano, la cual se sintió aterrada por el hecho de que sus superiores festejaban como una "victoria" un crimen de lesahumanidad. Además, se desarrollo una violenta campaña antiperuana en la prensa ecuatoriana, los periódicos y los radiodifusores llegaron a ser muy despectivos y se alentaron manifestaciones callejeras muy hostiles contra los peruanos, atacándose el Consulado Peruano en Guayaquil; también se publicaron varias caricaturas en las que se retrataba a los peruanos de formas burlescas, acusándoles de "gallinas" a sus soldados (incluso dedicando canciones enteras al respecto), a su gobierno de ser un bravucón expansionista que necesitaba ser frenado por EE. UU., y a la población (también ecuatoriana) de estar siendo títeres de las Logias masonicas y los Judios. Incluso llegó a haber propaganda antichilena en la prensa ecuatoriana debido a un supuesto apoyo de Chile al Perú debido a acuerdos de cooperación económica peruano-chilena (realizados desde antes de la guerra y ajenos al conflicto) del que consideraban que influenciaría en la guerra entre ecuatorianos y peruanos en contra del Ecuador, acusando a los chilenos de traicionar los tradicionales acercamientos chileno-ecuatorianos contra Perú décadas atrás (aunque la intención chilena en realidad fuera el mejoramiento de las relaciones con Ecuador, así como  desarrollar una buena imagen con Perú en búsqueda de nuevos esquemas de cooperación entre los países sudamericanos para superar las rivalidades pasadas). La forma de llevar esta acción por parte de Ecuador, en inferioridad numérica y de parque de armas, resolvió rápidamente el conflicto a favor de Perú con graves consecuencias en términos de construcción de identidad nacional.

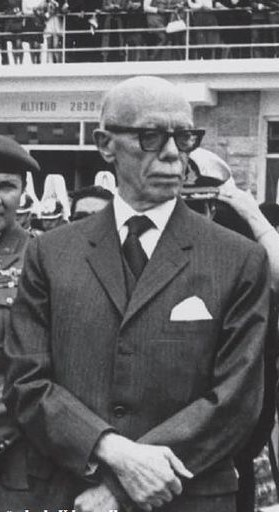
José María Velasco Ibarra, presidente populista que promovió un chauvinismo antiperuano con el fin de ganar el apoyo de la casta militar ecuatoriana y lograr la unidad nacional del país.

Las clases dirigentes y “propietarias” de Ecuador trabajaron en generar una conciencia en las masas sobre el acto de agresión por el cual éste recaía por igual en el gobierno que en el pueblo; lo que sería en palabras de Cairo: “adoctrinamiento territorialista de las poblaciones”, en base a fronteras que no respondía a la realidad jurídica. Durante la década de 1950 se reforzaría esa prédica y pasa así a convertirse en una política de Estado que, en cierta manera unificaba las conciencias y el alma nacional de los ecuatorianos en un sentimiento antiperuano por una imaginaria integridad territorial. Al Ecuador y su pueblo solo les quedó refugiarse en una línea limítrofe dudosa de un también dudoso Protocolo Pedemonte-Mosquera de 1829. Esta conciencia negativa se incluyó en los libros de texto de educación básica, llegando al punto de ubicar sus raíces en el choque entre Huáscar y Atahualpa, justificación por la que el antiperuanismo adquiría una racionalidad histórica. En concordancia con lo anterior, el significado hegemónico de la construcción nacional en el Ecuador ha estado permanentemente relacionado por la obsesión de la integridad territorial derivada de las guerras con el Perú. El antiperuanismo, expresión de la existencia del otro, sería un elemento componente esencial de la lo que algunos han llamado la "ecuatorianidad", generándose interpretaciones sesgadas sobre los tiempos de la expansión del Imperio Inca, considerados en la actualidad, al igual que la España imperial, como invasores imperialistas que agredieron la esencia del ser ecuatoriano y que frustraron al Reino de Quito, por medio de las interferencias del vecino del sur (ya sean como incas o como virreinato peruano) en el desarrollo histórico de la construcción de la nación. Las fuerzas militares, presionadas por el conflicto con el Perú, han desarrollado su propia doctrina de defensa y seguridad nacional. Las nociones de soberanía, integridad y unidad nacional han sido un núcleo duro en el imaginario militar que influiría ideológicamente a la élite blanca y mestiza del estado-nación moderno ecuatoriano; siendo así que los estamentos militares ecuatorianos (considerándose la institución nuclear de la nación política ecuatoriana), al desarrollar un pensamiento político con conciencia progresista, se llegó a sostener en el antiperuanismo como uno de sus conceptos esenciales que impulso la integración económica y social del país, llegando a romperse el relativo “aislamiento” de los territorios del Oriente del país y de las comunidades indígenas (como los jíbaros) para tal fin de consolidación y protección del territorio ecuatoriano junto a una integración entre pueblo y milicia contra la amenaza peruana en el imaginario nacional, incluso el antiperuanismo llegaría a ser no solo un símbolo de contra-civilismo, sino que también de antioligarquía.
Tras la Guerra del Cenepa (de la cual se denunció que los medios ecuatorianos desinformaban para achacar la responsabilidad del conflicto a los peruanos) y la firma de una paz definitiva, se ha reclamado que el Estado Ecuatoriano tiene un deber de cambiar la enseñanza de la historia de su país, eliminando de los textos escolares los múltiples elementos de antiperuanismo que por décadas se han impartido a las futuras generaciones del país, poniendo fin a las falsedades que distorsionaron la conciencia nacional ecuatoriana, para poder mejorar las Relaciones Ecuador-Perú. Aún así, durante las tensiones que hubo durante los siguientes tres años y la carrera armamentística entre ambos países, una sesión del congreso peruano llegó a acusar que "a pesar de que no hay antiecuador [en Perú], allá [en Ecuador] sí que hay un antiperuanismo de cultura" Durante 1995 a 1998, se registró un alza en las ventas de los mapas de Ecuador con salida al río Amazonas en territorios peruanos, además que creció el sentimiento militarista, puesto que la gente se animaba a alzar las banderas ecuatorianas al recibir noticias de batallas con resultados victoriosos frente a los peruanos, y posteriormente exigir en lo siguientes tres años que se invierta en el ejército para "armarse hasta los dientes"; incluso la prensa llegó a minimizar los escándalos de maltrato hacia jóvenes ecuatorianos por parte de las escuelas militares, e incluso acusaron de "remisos" (perezosos y dejados) a los jóvenes que no quisieran ir al servicio militar obligatorio, culpándoles de desagradecidos con la historia al incumplir con el mandato ético de salvaguardar a la patria de la amenaza peruana (habiendo críticas de que parecía importarles más la defensa del estado nacional que de la sociedad ecuatoriana). También registraron periodistas ecuatorianos como Alfonso Harb y Andrés Luna que en dichos años, la generación de los ochenta y noventa se formó en un ambiente cultural basado en la prédica del odio al Perú para afirmar la identidad nacional, lo cual se expresaría en como hubo mucha alegría a nivel nacional durante un partido de eliminatorias (para la Copa Mundial de Fútbol de 1998) entre Perú y Ecuador el 02 de abril de 1997 [ último antes de firmarse la paz definitiva en 1998), que tuvo como resultado el empate (sin asegurar la clasificación de Ecuador), pero generó mucho júbilo porque impidió que Perú pudiera lograr pasar a la clasificación. También se relata que la hinchada ecuatoriana cantaba "La canción del Remiso" con tintes antiperuanos.

Desde la escuela ya viene el Perú,

y en el colegio ya viene ya viene ya viene el Perú.
A prepararse bravos hombres,
a jurar la bandera,
defendiendo la frontera,

demuestra que eres el más macho tú.
“La canción del Remiso” del trovador quiteño Jaime Guevara

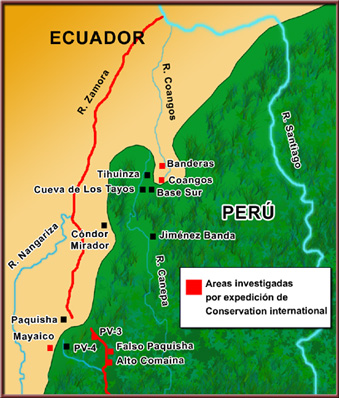
Zona del Conflicto del Cenepa. Evento muy reciente en la memoria nacional ecuatoriana y que azuzo sentimientos antiperuanos.

La visión los ecuatorianos sobre los peruanos fue analizada por Durán Barba en 1992. Los resultados conseguidos, de una muestra nacional, mostraban que la mayoría de los encuestados consideraba que los ecuatorianos son más inteligentes, trabajadores, valientes, preparados y honrados; así como menos violentos y falsos que los peruanos. La mayoría de los interrogados denostaba un sesgo de preferir comerciar con personas provenientes de Colombia que con los de Perú. Los prejuiciados contra el Perú eran proporcionalmente más numerosos en ciudadano mayores a los 53 años, y menores en los que tenían edades de entre 18 y 27 años, así como en los estratos sociales más bajos (incluido el nivel educativo sin acceso a la educación primaria brindada por el Estado ecuatoriano). La intensidad del prejuicio antiperuano era menor en los grupos mejor informados, y mayor en los que tienen menos información sobre el Perú; esto pudiendo deberse a que la literatura escolar, promovida por el gobierno ecuatoriano, presenta tendencias a determinar el rol de los peruanos como los "malos" (acusado de representar antivalores de traición, prepotencia y ambición expansionista), y siendo el material al que tienen acceso un 80% de la población escolarizada en Ecuador, cuyo nacionalismo estarían libres las masas de personas que no han podido ser incluidas en el proyecto de nación del estado ecuatoriano. En síntesis, mostraron aversión hacia el Perú el 74% de los encuestados. Además, al respecto de la imagen del Perú en los textos de educación ecuatorianos, estos fueron posteriormente analizados por Malpica y González en 1997, cuyo análisis evidencia la faceta psicosocial al respecto de los juicios y adjetivos denigrantes contra el Perú en los textos escolares, bajo la forma de epítetos que señalan a los peruanos como los causantes de todos los males ecuatorianos, y mostrándose como el “enemigo a eliminar”. Concluyéndose que se enseña una “victimización” del Ecuador (siendo concebido como un país que fue obligado a firmar, estando invadidos y haciendo "inejecutable" las decisiones tomadas en los tratados limítrofes con Perú) en base a la acusación contra el estado peruano de una voluntad expansionista contra el Ecuador, así como atribuirles a los peruanos una serie de estereotipos denigrantes que propician un resentimiento hacia los peruanos y un “deseo de revancha”, siendo resentimientos anacrónicos que terminaron siendo asumidos como dogmas para "incrementar la identidad nacional". Una prueba de todo esto la dio el Presidente del Congreso Ecuatoriano, Samuel Belletini, quien llegó a declarar el 24 de agosto de 1993 que sus sentimientos antiperuanos eran producto de la educación recibida, que no los podía cambiar y que se ratificaba en ellos. También se acusó, por parte de la diplomacia peruana, que los políticos ecuatorianos incitaban una política belicista antiperuana para ganar votos fáciles. Aún así, periodistas ecuatorianos sugieren que ahora los esfuerzos de propaganda del ejército ecuatoriano van dirigidos a la defensa del país contra la amenaza de subversión por parte de las guerrillas narcotraficantes que provienen del Conflicto armado interno de Colombia, reemplazando al discurso antiperuano de décadas pasadas.
En tiempos contemporáneos, se ha registrado que los ecuatorianos suelen burlarse de los peruanos, dándoles el apodo de "gallinas" (en referencia a que los soldados peruanos se comportaron como gente cobarde y que "corrían como gallinitas"), y que tales expresiones antiperuanas se muestran con mayor intensidad durante partidos de futbol entre la Seleccion ecuatoriana y la Seleccion peruana, teniendo como fin burlarse de los peruanos al acusarles de haber perdido (aparentemente) todas las guerras de su historia, y mostrar al pueblo ecuatoriano como gente más "brava" y "macha" que el peruano. En reacción, la hinchada peruana se referiría a los ecuatorianos despectivamente como "monos" en dichos encuentros. Se ha visto que se realizaron memes antiperuanos durante tales encuentros, haciendo fuerte uso de la mofa de los peruanos como unas "gallinas", y viceversa con memes antiecuatorianos haciendo mofa de que son "monos". Incluso se ha denunciado que la hinchada ecuatoriana ha atacado a ciudadanos peruanos por el mero hecho de ser peruanos.

"En un país carente de conciencia nacional desde su misma fundación en 1830, y rasgado por el intenso regionalismo y la rivalidad entre las ciudades de Quito –ciudad capital–, y Guayaquil –núcleo económico de la nación–, el antiperuanismo pasó a convertirse en el único polo de atracción capaz de unir a todos los ecuatorianos. Aunque en el Perú nunca llegó quizá a enraizar un sentimiento generalizado de antiecuatorianismo –a excepción hecha de Iquitos y las regiones nororientales colindantes con el Ecuador, paradójicamente los mismos territorios sobre los que el Ecuador insistía en reclamar como suyos".
Paco Moncayo

Recientemente, se ha registrado conflictos entre el embajador ecuatoriano y ciudadanas peruanas, generando tensiones diplomáticas en 2013 por su respuesta indebida y antiperuana a la agresión recibida. Además, se reportaron ataques de la policía ecuatoriana contra peruanos. A su vez, el gobierno peruano denuncio, ante la Comunidad Andina, al gobierno ecuatoriano por estar realizando un comportamiento anticompetitivo, debido a hacer diferenciados los precios de los combustibles, haciendo que los vehículos extranjeros (como los de origen peruano) tengan que pagar más que los vehículos ecuatorianos.

### España

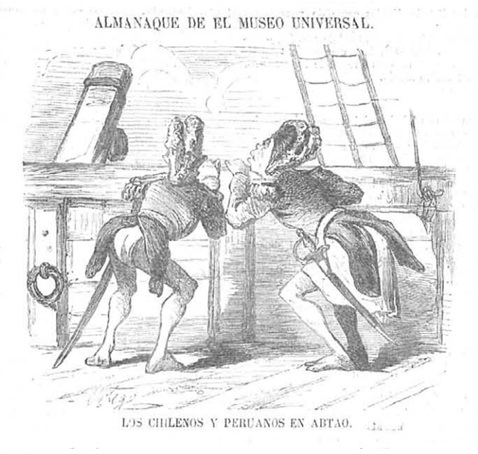
Caricatura aparecida en El Museo Universal del 2 de diciembre de 1866.

Las relaciones entre España y Perú han sido neutrales la mayor parte del tiempo, habiendo períodos entre relaciones amistosas y de conflictos desde el comienzo de la Independencia del Perú.
Algunos antecedentes de antiperuanismo en España quieren demostrarlo grupos nacionalistas peruanos de corte indigenista que suelen acusar a la época bajo administración del Imperio español como un momento de opresión y discriminación, con mayor énfasis a la población indígena, tras la Conquista del Perú (denunciando un sinfín de crímenes de guerra y saqueos al Imperio incaico), así como de promover una política de explotación económica y genocidio cultural durante el Virreinato del Perú dentro de un proceso de destrucción de la cultura peruana, y el inicio de la explotación de las riquezas y de la mano de obra indígena, en función de los intereses de la Corona española y la Iglesia católica en Perú (acusadas de promover una actitud supremacista al imponer su cultura por medio de una forzada castellanización y evangelización que aplastó a la resistencia indígena al considerarla inferior por pagana), en reacción, el nacionalismo español y el catolicismo tradicionalista suelen acusar todo esto como un conjunto de difamaciones y/o exageraciones producto de una Leyenda negra contra la Monarquía Hispánica y la Iglesia católica en Perú por parte de la hispanofobia y anticatolicismo de varios enemigos que han tenido (como el Reino Unido, Francia, EE. UU. o los próceres liberales de la Guerra de la Independencia, además de ideólogos protestantes alemanes u holandeses e indigenistas marxistas o fascistas, como el movimiento etnocacerista).
Durante la Guerra de Independencia del Perú, hay actitudes divididas entre considerarla una Revolución peruana (producto del antiperuanismo de España) o una guerra civil entre realistas y patriotas, y que incluso fuese provocada por agentes externos internacionales (particularmente las Provincias Unidas del Río de la Plata representada por San Martín y la Gran Colombia representada por Simon Bolívar) por un predominio de la opinión pública a una posición contrarrevolucionaria en el marco de las revoluciones atlánticas, todo ello dentro del marco del debate entre independencia concedida, concebida o conseguida. Expresiones a favor de un antiperuanismo por parte del gobierno colonial suelen querer evidenciarlo patriotas del Perú en varias estrofas del Himno Nacional del Perú que denuncian un mal gobierno de parte de España y la Rebelión de Tacna y de Huáranuco.

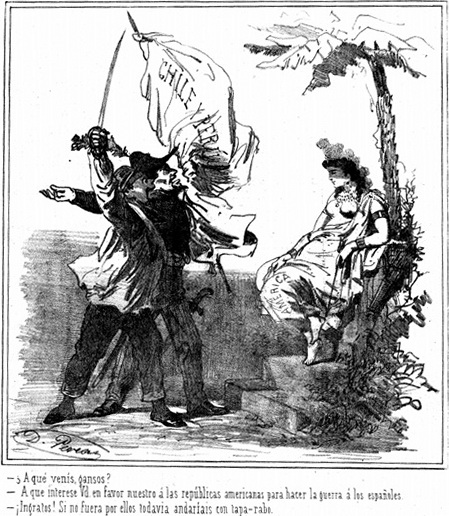
Revista satírica española Gil Blas del 17 de marzo de 1866.

Más adelante, ya con un gobierno independiente, el Reino de España no llegaría a reconocer al Perú como estado hasta el cumplimiento de la deuda de Independencia en la Capitulación de Ayacucho, debido a la "forma imperiosa" con que las potencias trataban a las nuevas repúblicas americanas y a la inexistencia de relaciones diplomáticas entre Perú y España (quien quería recuperar parte de su influencia en América y obligar el pago de la deuda externa al gobierno peruano por las recaudaciones de la Era del Guano), se terminó generando un conflicto entre ambos países.
Terminó en una declaratoria de guerra que terminaría involucrando a otros países sudamericanos tras el Congreso americano de 1864 (siendo Bolivia, Ecuador y especialmente Chile), desembocando en la Guerra hispano-sudamericana, que duró entre 1865 y 1866 y por la cual la prensa española actuó con una conducta nacionalista con tintes antichilenos y antiperuanos, así como expresiones de mal agradecimiento de esos países ante la Madre España que los había civilizado en el pasado, mostrada en Viñetas como la aparecida en la revista satírica española Gil Blas que muestra la petición de Chile y Perú de solidaridad a los Estados Unidos ante el conflicto con España, a lo que Estados Unidos responde: «¡Ingratos! Si no fuera por ellos todavía andaríais con tapa-rabo.», o la Caricatura aparecida en el El Museo Universal que se burla de chilenos y peruanos, a quienes muestra asustados y descalzos durante el combate de Abtao. 
Finalizada la guerra, se firmó el Tratado paz y amistad de París el 14 de agosto de 1879 por el que establecieron relaciones diplomáticas.

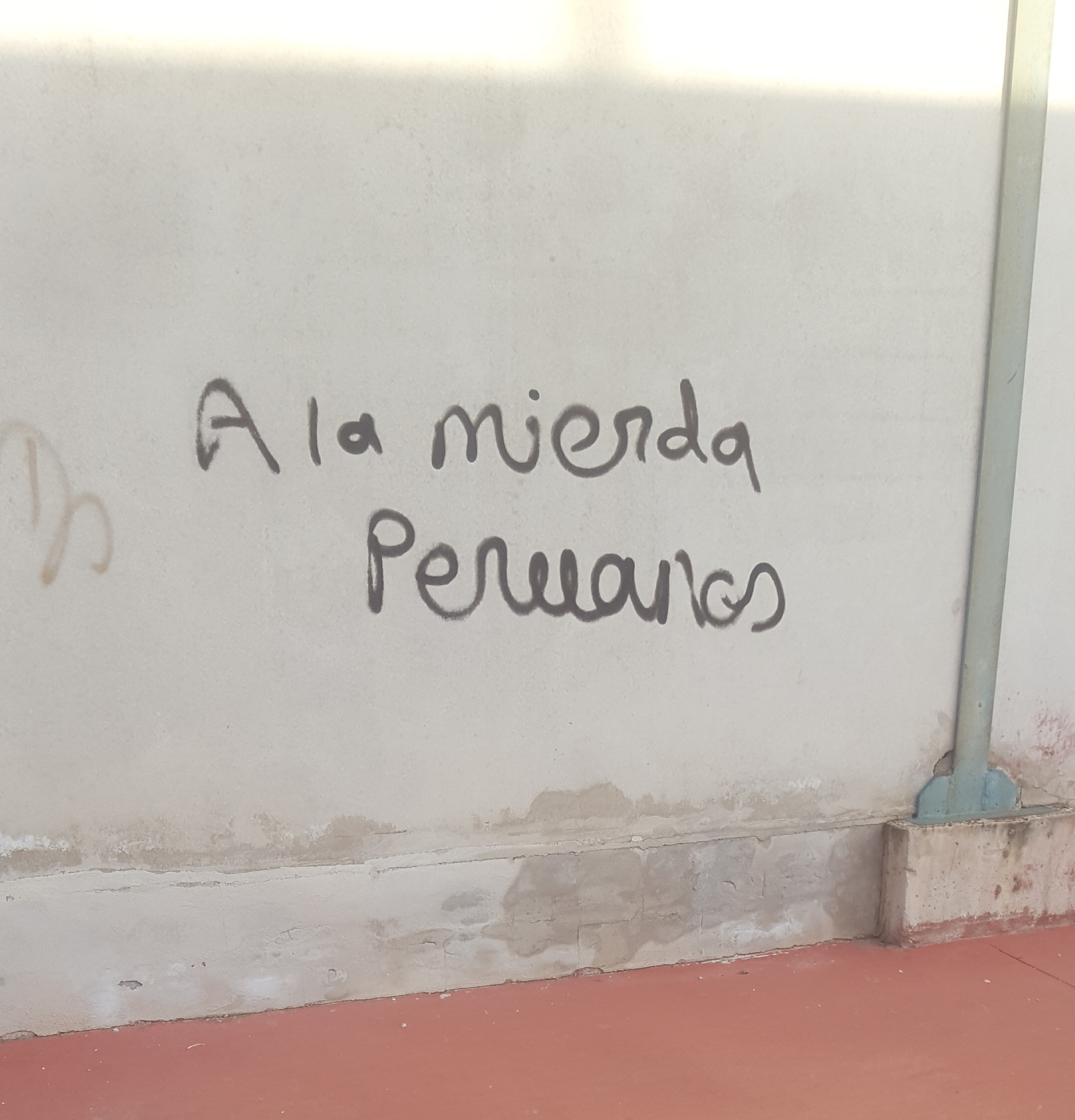
Pintada xenófoba "A la mierda peruanos" en una calle de Cijuela, Granada (España).

Más allá de esto, aún se suele acusar de discriminación peruana por parte de los españoles durante la Inmigración peruana en España dentro de un marco de cierto racismo en España (aunque habiendo posturas de considerarlo más bien como clasismo), protagonizado usualmente por grupos ultranacionalistas y neofascistas, además de xenofobia contra poblaciones latinoamericanas debido a verlos como sociedades de malas costumbres ante el pueblo español más civilizado, o de superioridad por la Conquista de Ameríca en sectores españolistas, además de algunas expresiones de nacionalismo blanco contra el mestizaje en Latinoamérica.
Recientemente ha habido reportes de altercados agresivos contra la Seleccion peruana de futbol de parte de la policía española.

### Estados Unidos
En la sociedad estadounidense se han dado episodios con un marcado racismo a nivel nacional hacia personas descendientes de africanos, asiáticos, indígenas de América, latinoamericanos, y otros inmigrantes en general. Los peruanos no habrían llegado a ser la excepción en la discriminación contra gente de ascendencia latinoamericana (a menudo categorizados como "hispanos").

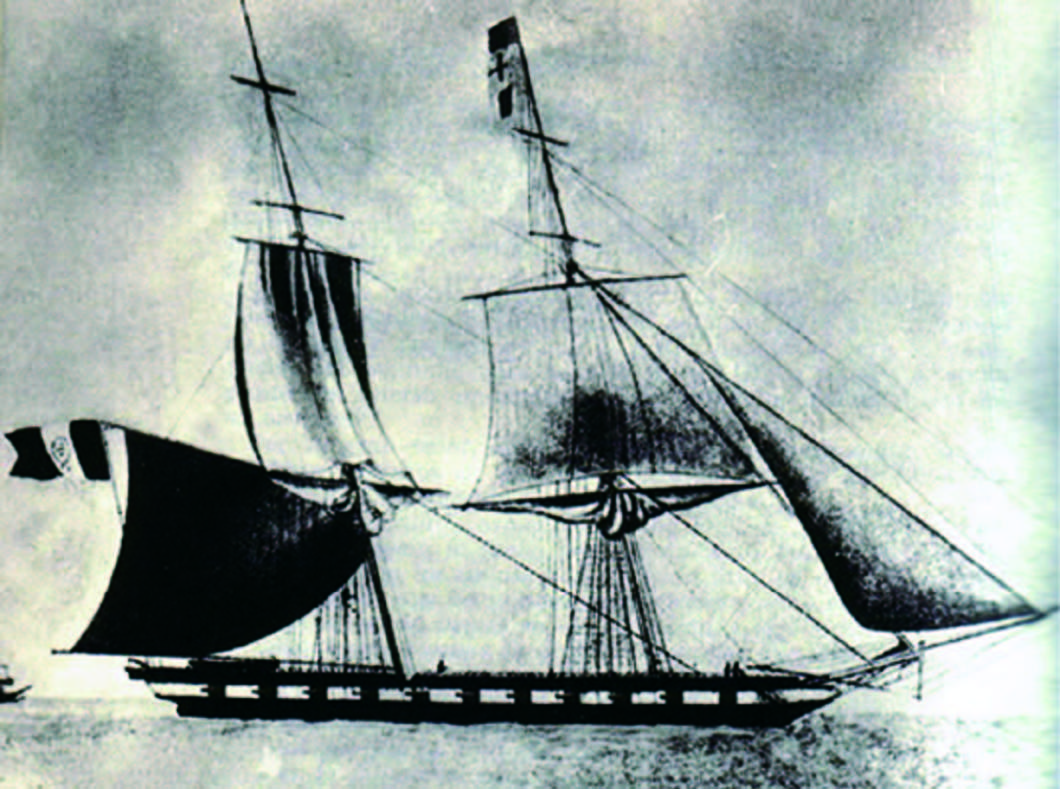
Bergantín Gamarra, fuerza naval peruana que intervino en los ante denuncias de ataques antiperuanos en California.

Ejemplos de antiperuanismo en los EE. UU. pueden darse durante la Fiebre del oro de California, donde los peruanos que habían llegado al lugar también experimentaban racismo y xenofobia por parte de los estadounidenses aledaños, fenómeno similar también paso con los mexicanos y chilenos que migraron. En general los hispanos eran hostigados y, en ocasiones, atacados violentamente en las calles. Muchos de estos nuevos estadounidenses eventualmente alcanzaron prominencia dentro de la sociedad de California en general. Sin embargo, en otros casos, su éxito inicial despertó la animosidad de grupos rivales de buscadores anglosajones, quienes a menudo intimidaban a los mineros hispanos con amenazas de violencia e incluso cometían violencia contra algunos. De acuerdo con las actitudes raciales predominantes en los Estados Unidos del siglo XIX, los mineros anglosajones a menudo expulsaban a los mineros hispanos de sus campamentos y prohibían a los hispanos, junto con los irlandeses, chinos y otros grupos tradicionalmente "no anglosajones", testificar en los tribunales y, en general, imponían exclusiones. estándares similares a las leyes de Jim Crow en el caso de los afroamericanos. En Lima, el diario "El Peruano" publicó artículos dramáticos sobre la preocupante situación en la que se encontraban. Ante ello, el gobierno peruano al mando del presidente Ramón Castilla decidió enviar un buque de guerra para proteger a los ciudadanos peruanos en 1849, escogiéndose al Bergantín Gamarra. El gobierno de los Estados Unidos de Norteamérica protestó ante esta Intervención peruana en Estados Unidos, pero finalmente accedió ante la anarquía imperante en la zona. Durante la permanencia del "Gamarra", el estado caótico alcanzó niveles superlativos. Infantes de Marina peruanos debieron apoyar a los pocos agentes de la ley estadounidenses para restablecer el orden en la zona ante la casi total ausencia de instituciones en el Viejo Oeste. De este modo el Perú tomó parte en la primera y única intervención armada de una fuerza naval foránea en territorio de los EE.UU.
Más adelante, en 1852, durante la Era del Guano, hubo sectores antiperuanos en EE. UU. que resentían el monopolio peruano del guano a nivel mundial, buscando declarar las Islas Lobos de Afuera y las Isla Lobos de Tierra como Res nullius (con apoyo de Francia y Gran Bretaña), apelando que la lejanía de las islas del litoral peruano y no estar habitadas por gente era suficiente motivo para ello. Incluso Daniel Webster, secretario general, arguyó que esas islas peruanas habían sido descubiertas por Benjamin Morrell, y que por tanto, esas islas debían ser propiedad de los Estados Unidos según la Ley de Islas Guaneras, generandose un conflicto lleno de tensiones diplomáticas entre ambos países durante meses (incluso estando al borde de la guerra), hasta que Millard Fillmore fue convencido de que dichas islas eran del Perú.
Asimismo, durante el Conflicto diplomático del Perú y Estados Unidos de 1858, hubo un ala antiperuana en el gobierno estadounidense que estaba presionando al estado peruano a acatar un ultimátum donde el Perú debía admitir responsabilidades y pagar indemnizaciones fijadas por una comisión mixta, bajo criterios que se podrían considerar abusivos y que finalmente perdieron el apoyo de la sociedad estadounidense (siendo el diario The New York Times un vocero a favor de la causa peruana).
Posteriormente, los Estados Unidos tuvieron malas relaciones diplomáticas con el Perú tras la Toma de La Brea y Pariñas. Ante la nacionalización de la IPC sin compensación, Estados Unidos llevó a cabo un bloqueo económico informal con una estrategia de “presión económica encubierta” en donde no se autorizaban nuevos préstamos al Perú, ello dificultaría las renegociaciones de la deuda pública y desincentivaba al sector privado de invertir. La presión crediticia sobre el gobierno hizo que se llegara al acuerdo Greene en 1974, donde el Perú se comprometió a pagar una compensación por las expropiaciones de compañías extranjeras que siguieron a la IPC. Durante la misma época, hubo conflictos del Perú con los EE. UU. por incautar barcos pesqueros estadounidenses en las 200 millas del mar peruano. También, una serie de memorandos, de Max Vince Krebs (encargado de negocios de la Embajada de los Estados Unidos) al presidente argentino, Lastiri (en julio de 1973), se refieren a la influencia del modelo peruano en algunos militares argentinos (buscando un Nacionalismo económico distanciado de las potencias del 1er y 2do mundo) como un peligro para los Estados Unidos. Por otro lado, se sumó a estas malas relaciones entre ambos gobiernos el que hubiera desacuerdos ideológicos entre los Estados Unidos y la dictadura peruana de parte del Gobierno Revolucionario de la Fuerza Armada, la cual tenía simpatías izquierdistas y prosoviéticas, por el cual el gobierno estadounidense buscó desestabilizar al estado peruano durante el gobierno de Juan Velasco Alvarado. Aún así, en ningún momento los Estados Unidos consideraron que la revolución peruana se iba a alejar ideológicamente de la cosmovisión del mundo occidental y cristiano, algo reflejado en los documentos secretos. Sin embargo, la preocupación por el acercamiento soviético y cubano era una cuestión relevante en términos militares y económicos. Por ejemplo, en los cables diplomáticos posteriores a 1972, se evidencia que Perú y EE. UU. (Alvarado y Nixon) redujeron diferencias, al coincidir en que Salvador Allende, en Chile, era el enemigo por derrocar. Así, Washington vendió una flota aviones de ataque ligero A-37 al Perú en caso hubiera una guerra peruano-chilena. Lo que evidencia que no hubo un antiperuanismo por motivos de políticas antisocialistas o de avasallamiento económico, sino por miedo a acercamientos militares de los peruanos con el bloque soviético y que perjudicaran el equilibrio comercial del Pacífico Sur ante amenazas de expropiación a empresas norteamericanas, o intentar evadir comerciar con estas por la Industrialización por sustitución de importaciones.
Más allá de eso, los peruanos han sufrido de ataques físicos y verbales por parte de estadounidenses, debido a múltiples estereotipos y prejuicios contra los hispanos. Casos actuales se han presentado, como recibir ataques con ácido, golpes sucesivos y otra clase de abusos en territorio de los EE. UU.. 
También se han mostrado algunas políticas antiperuanas en compañías estadounidenses operando en Perú, como el caso de la minera Cerro Verde, la cual veía con mal ojos las costumbres andinas de reciprocidad entre comunidades afines entre sí, la cual es considerada como nepotismo y signo de corrupción, por lo que se impide a los peruanos que asciendan de rango en la mina por asumirse que antepondrían los intereses de la comunidad a la que pertenecen, antes que a la empresa individual, por lo que se reservan los más altos cargos administrativos a estadounidenses (sobre todo mormones).

### México

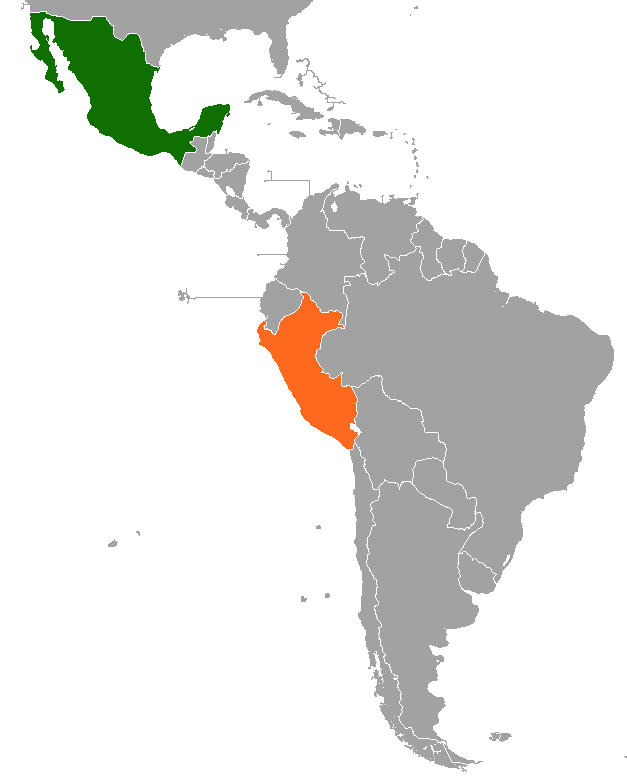
Mapa de Perú y México, su pasado histórico y cultural de ambos países ha generado competencias entre sus grupos nacionalistas.

Los mexicanos usualmente han tenido la costumbre de burlarse de la mayoría de las situaciones posibles sin importar la seriedad de las mismas, además, durante la historia de América Latina, México y Perú han sido aproximadamente comparables, pues habían sido los grandes centros de las civilizaciones indígenas precolombinas y del dominio imperial español, tenían las minas de plata más ricas, élite colonial y las poblaciones indígenas más grandes de toda Hispanoamérica; ante ello, el nacionalismo mexicano ha llegado a generar una rivalidad cultural contra Perú, considerada rivalidad amistosa entre países hermanos, sin embargo, dentro de grupos chauvinistas mexicanos, suelen exaltar al Imperio azteca y la Civilización Maya en contraposición al Imperio Inca; al Virreinato de Nueva España en contraposición al Virreinato del Perú; o su gastronomía mexicana en contraposición con la gastronomía peruana, entre otras manifestaciones culturales menores, como la forma en decirle palta o aguacate al aguacate, en una línea histórica ultranacionalista en la que siempre fueron los mejores de América Latina (o incluso llegando a haber personas que ven a México como algo aparte de Latinoamérica).
Desde inicios de la independencia de México se ha podido vislumbrar algunos prejuicios antiperuanos en sus clases dirigentes más liberales, como la carta de Carlos María de Bustamante a Simón Bolívar, donde habla despectivamente del pueblo peruano por sus tendencias monárquicas y reaccionarias:

"Formado en la escuela de la revolución de esta América, soldado del ejército que mandaba Morelos y testigo de sus desgracias en Valladolid de Michoacán, he temido mucho no corriera usted igual suerte; ora sea por la inconstancia de la fortuna de la guerra, ora porque usted se ha presentado en medio de un pueblo (el peruano) infatuado con las ideas de grandezas de los españoles, forjándose con sus propias manos unas nuevas cadenas que perpetuasen su ominosa servidumbre. Usted las ha roto para siempre, pero ha hecho sobre sí una nueva carga: tal es la de enseñarlo a ser libre, enseñarlo a que aprecie este incomparable beneficio que el cielo le ha otorgado.
Necesita usted como Moisés, pulverizarles ese becerro de oro ante cuyos pies se postraron, y hacérselos tomar para que lo arroje con el excremento y todo ceda en su ignominia y desprecio; esto necesita el pueblo peruano con esa quimérica nobleza y espíritu aristocrático que lo ha hecho luchar contra sus mismos libertadores. "
CARTA DE DON CARLOS MARÍA DE BUSTAMANTE A BOLÍVAR, México, 2 de febrero de 1825.

El caso más conflictivo políticamente entre ambos países sucedió en 1932, el periódico El Comercio publicó una carta del político peruano Víctor Raúl Haya de la Torre donde habla de querer establecer diferentes estilos de gobierno en América Latina. La carta fue dirigida a un colega y expone el plan en detalle a otro compañero, quien envió una carta (pero nunca llegó) a través de valija diplomática mexicana a Lima. Esta carta causó tal indignación en Perú que el gobierno acusó de antiperuanismo al gobierno mexicano por "inmiscuirse" en sus asuntos internos y rompió las relaciones diplomáticas con México. Las relaciones diplomáticas se restablecieron en 1933 con la llegada de un nuevo gobierno en Perú. A pesar de la gradual mejoría en las relaciones entre los dos países, en algunos sectores de la sociedad peruana permanecieron vigentes los ataques al gobierno de Lázaro Cárdenas por las simpatías al aprismo del gobierno posrevolucionario debido a coincidencias antiimperialistas.
En tiempos recientes, durante el gobierno de Andrés Manuel López Obrador y en medio de la caída del Gobierno de Pedro Castillo, se enfriaron las relaciones de ambos países, donde el Perú acusaría a México de estar violando el derecho internacional al intentar tener injerencia en la política peruano al negar el Intento de autogolpe de Estado de Perú de 2022 por parte de Pedro Castillo y negar la legitimidad del gobierno de Dina Boluarte, retirándose la embajada de México en Perú (presidida por Pablo Monroy), y la embajada de Perú en México, por consecuencia. Durante el transcurso de esta crisis entre las Relaciones México-Perú, AMLO le negaría a Perú la presidencia pro tempore de la Alianza del Pacífico a la que ambos forman parte, así como canceló su visita al Perú luego de que Castillo fuera vacado por el Poder Legislativo, acusando a su actual gobierno de "espurio" y títere de una elite de oligarquías antidemocráticas que realizaron un "golpe del conservadurismo". Políticos peruanos como Allan Wagner acusaron al gobierno mexicano, junto al gobierno colombiano, argentino y boliviano, de estar defendiendo una narrativa falsa y antiperuana ante la Crisis política en Perú de 2021-presente. Varias medios peruanos, como el diario La República, han concebido estas acciones como una "Guerra de AMLO contra Perú" y que la defensa de la democracia peruana sería un disfraz perverso para tal intento de aislamiento al Perú. También se ha afirmado que la "perorata antiperuana" de AMLO tendría como objetivo el desviar la atención de las protestas de mexicanos contra las reformas del INE, a su vez que llegó a violar la Doctrina Estrada por motivos ideológicos. Finalmente, AMLO sería declarado como persona non-grata para Perú desde el jueves 25 de mayo del 2023, con base en que se negó a entregar el liderazgo del grupo económico Alianza del Pacífico a Lima y por sus "intromisiones" en la política peruana al no reconocer ni a la Presidenta ni al Congreso legítimo. Sin embargo, AMLO afirmó que no quiere relaciones económicas ni comerciales con los peruanos mientras “no haya normalidad, democracia”, e incluso declaró sentirse orgulloso por ello, a su vez que el partido gobernante, Morena, consideró las medidas peruanas como “un acto de inaceptable hostilidad”. Incluso se ha propuesto en Perú que se demande al Estado mexicano ante la Corte Internacional de Justicia de La Haya por considerar que “viola flagrantemente el Acuerdo Marco de la Alianza del Pacífico” en contra de los derechos del Perú. Políticos peruanos consideraron que El Perú y los peruanos están siendo “literalmente atacado por dos presidentes como Petro y López Obrador” de “manera sistemática".
Por otro lado se ha acusado que hubo una actitud antiperuana por parte de los mexicanos al recibir turistas peruanos en los aeropuertos e incluso tendencias peruanofóbicas de la población durante la Inmigración peruana en México. A su vez, tras la Crisis en las relaciones Perú-México del año 2023, también se ha denunciado amenazas de muerte de parte de mexicanos (que no e consideran simpatizantes de Andrés Manuel López Obrador, pero si opositores a Dina Boluarte) contra diplomáticos del consulado peruano, amenazando con que "Te vamos a reventar… Y te vamos a extraditar en cachitos a tu pinche país" con insultos antiperuanos como "pinches perros peruanos" y declarando que “el embajador regresará a Perú en una bolsa de basura” si no se retira de México en 48 horas. Pese a ello, el acto antiperuano fue condenado por el gobierno de México.
Se ha llegado a recibir quejas por parte de medios peruanos debido a burlas mexicanas con corte antiperuano que decían que «Perú es un chiste y no tiene Internet».

### Panamá
El 28 de noviembre de 1821, durante un cabildo abierto en la Ciudad de Panamá, se proclamó la "Independencia de Panamá". Pero la falta de presupuesto, el poco armamento militar con el que se contaba y la inseguridad de ser reconquistados por España, pone en peligro el seguir con la aventura independentista del istmo, por lo que se propone la unión al Perú, que había sido el principal socio comercial del Istmo en la época colonial y era más fácil y rápido llegar de Panamá al Callao por barco que de Panamá a Bogotá. El obispo José Higinio Durán y Martel lidero este partido peruanista por considerar que Colombia no tenía los recursos suficientes para consolidar la independencia. También hubo delegados del Imperio mexicano sugiriendo la anexión del istmo a México. En la elite mercantil del istmo incluso ponerse bajo la protección de potencias extranjeras europeas, como un Estado hanseático. Pero finalmente, mediante el voto popular y aprobación de toda la población, se decide la unión voluntaria a la Gran Colombia de Simón Bolívar. El historiador panameño Moisés Marín Chong indica que, aunque fue un aspecto olvidado por la historiografía tradicional, en el proceso de ese momento tuvo gran importancia el factor económico, en cuanto los centros de poder militar de México y Perú eran aún más distantes de Panamá que Bogotá y eso generó una aversión antiperuana, antimexicana y antiespañola por cuestiones de seguridad:

Si la cesación de las concesiones mercantiles hechas al Istmo por la Corona española, contribuyeron a crear una mentalidad independentista, esta brusca separación trajo como consecuencia una virtual paralización en las actividades comerciales e industriales y el país se veía ante una situación precaria. En tal situación el anexionismo pareció a los próceres del Istmo como la única salida para detener el descenso económico al cual se abocaba el país. Según este criterio, el Istmo iba a gozar de estabilidad si se cobijaba bajo la protección de una nación poderosa; los comerciantes de las ciudades terminales y los propietarios del agro, viendo en peligro sus fortunas por esta brusca interrupción mercantil, hicieron todo lo posible, a juicio de este autor, para unirse a Colombia, a riesgo de su recién adquirida autonomía.
Moisés Marín Chong

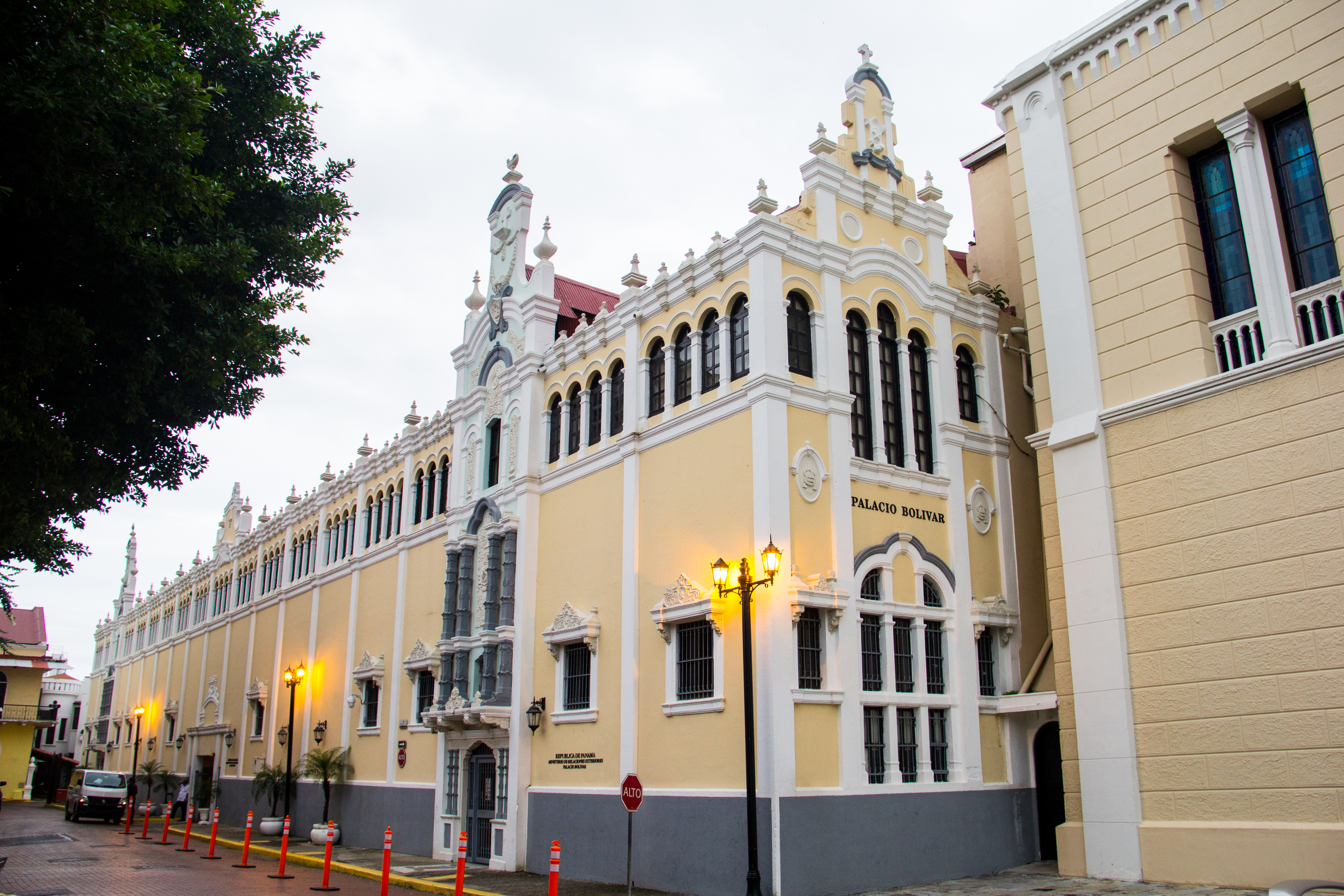
El antiguo convento de San Francisco (actual Palacio Bolívar) en la ciudad de Panamá, lugar de celebración del congreso.

Mientras Panamá era parte de la Gran Colombia, se organizó el Congreso Anfictiónico de Panamá, por el que sectores de varios países hispanoamericanos desconfiaban del proyecto bolivariano de la Patria grande y temían que esto significara el inicio de una "hegemonía" de la Gran Colombia en América del Sur antes que una verdadera unificación hispana en mutua concordia. Entre esas opiniones contra el proyecto bolivariano, se acusó a la federación de repúblicas de ser un afán neonapoleónico. Las acusaciones se reafirmaron ante la fallida experiencia de la “Constitución vitalicia” bolivariana, puesta en vigencia en el Perú en 1826, por el que se acusó de antiperuanismo a los bolivarianos de Panamá y al propio Simón Bolívar de buscar una política imperialista bajo medios republicanos. Dichas acusaciones se reforzarían por las protestas que hizo la legación peruana, en la que no podían expresar sus puntos de vista debido a que el gobierno del Perú (encabezado por Bolívar) se los había expresamente reservado. También se registraron varios insultos y palabras despectivas que bolivarianos, al mando de O'Leary, expresaron hacia el Perú, país que fue visto como ambicioso y prepotente por sus reclamos territoriales que tenía en la frontera con la Gran Colombia. La opinión de los delegados colombianos expresaba el modo de sentir de los nacionalistas bolivarianos, quienes creían que el Perú carecía de todo derecho como nación y que incluso debía dejarse cercenar por Colombia, país que los "había liberado e independizado contra su gusto". Incluso delegados peruanos como Manuel Lorenzo de Vidaurre se sentirían decepcionados por el interés principal de la delegación colombiana de buscar más una integración militar que civil, además del desprecio de algunas propuestas peruanas como la de un Consejo Anfictiónico, o la propuesta de que se prefirieran subsidios de dinero, antes que subsidios de soldados, a países muy distantes geográficamente. También hubo un incidente con Manuel Pérez de Tudela, al que las autoridades colombianas en el Departamento del Istmo le generaron obstáculos para emprender su viaje al traslado del Congreso a Tacubaya por 3 meses, hasta que se retiró al Perú. A partir de diciembre de 1825, Vidaurre empezó a desconfiar de las intenciones de Pedro Gual respecto al Congreso y al Perú, actitud escéptica que se intensificó con el rechazo y burla de los diputados de la Asamblea hacia su arenga publicada de manera unilateral el 22 de junio en la Gaceta del Istmo.
Durante la Guerra del Pacífico, los diplomáticos peruanos y chilenos hicieron una extensa campaña de marketing en múltiples países de la región (como Panamá) para legitimar su causa ante la opinión pública internacional. Ante ello, surgieron diarios en Panamá, como “El Canal” (properuano) que, desde su nacimiento, se enfrentó a otro diario, “La Actualidad” (antiperuano), de propiedad de los hermanos chilenos Castro. El conflicto peruano-chileno comprendía escenarios no solo bélicos, sino también escenarios ideológicos y de propaganda. Y la libertad de prensa existente en el istmo permitió ese duelo intelectual, donde surgieron algunas tendencias prochilenas y antiperuanas, y viceversa, en algunos círculos de lectura de la sociedad panameña. Un incidente notable fue el caso del diario La Estrella de Panamá, donde prensa prochilena publicó un documento, presentándolo como si fuera de autoría peruana, por el cual se solicitaba la anexión del Perú a Chile. Aquello involucró la reacción del gobierno estadounidense.

### Paraguay
Durante la Revolución comunera del Paraguay, hubo ideas antiperuanas debido a que el Paraguay era parte del Virreinato del Perú y se consideraba que había una cooperación entre peruanos y españoles para oprimir las libertades del pueblo paraguayo. Dicha revolución fue un movimiento de encomenderos en Paraguay, que tomó el término comunero a ejemplo de las Comunidades de Castilla. Constituyó la más auténtica manifestación de rebeldía contra las imposiciones del gobierno dependiente del lejano virreinato del Perú, el cual dependía de otro poder mayor, el del Reino de España. La declaración de guerra votada por el Cabildo constituiría una revolución contra el poder real en oposición al Absolutismo español, sostenido en América por el fidelismo de las elites peruanas. La suerte de las armas decidiría su suerte política: de un lado el pueblo paraguayo, alentado por los fueros del municipio español que defendían la autonomía de las costumbres legales americanas; por el otro lado, todas las fuerzas fieles a la monarquía: el virrey del Perú, el gobernador de Buenos Aires, los jesuitas, el ejército real y los indios de las reducciones, todos coaligados para reprimir la acción de un pueblo en rebelión que se apoyaba en la libertad foral de sus antepasados vascos, así como en las comunidades castellanas. "La revolución de los comuneros paraguayos, fué en cierto sentido una protesta más, un lejano eco trágico de la secular cruenta lucha entablada entre el absolutismo monárquico centralista y el antiguo régimen hispano de las autonomías locales".

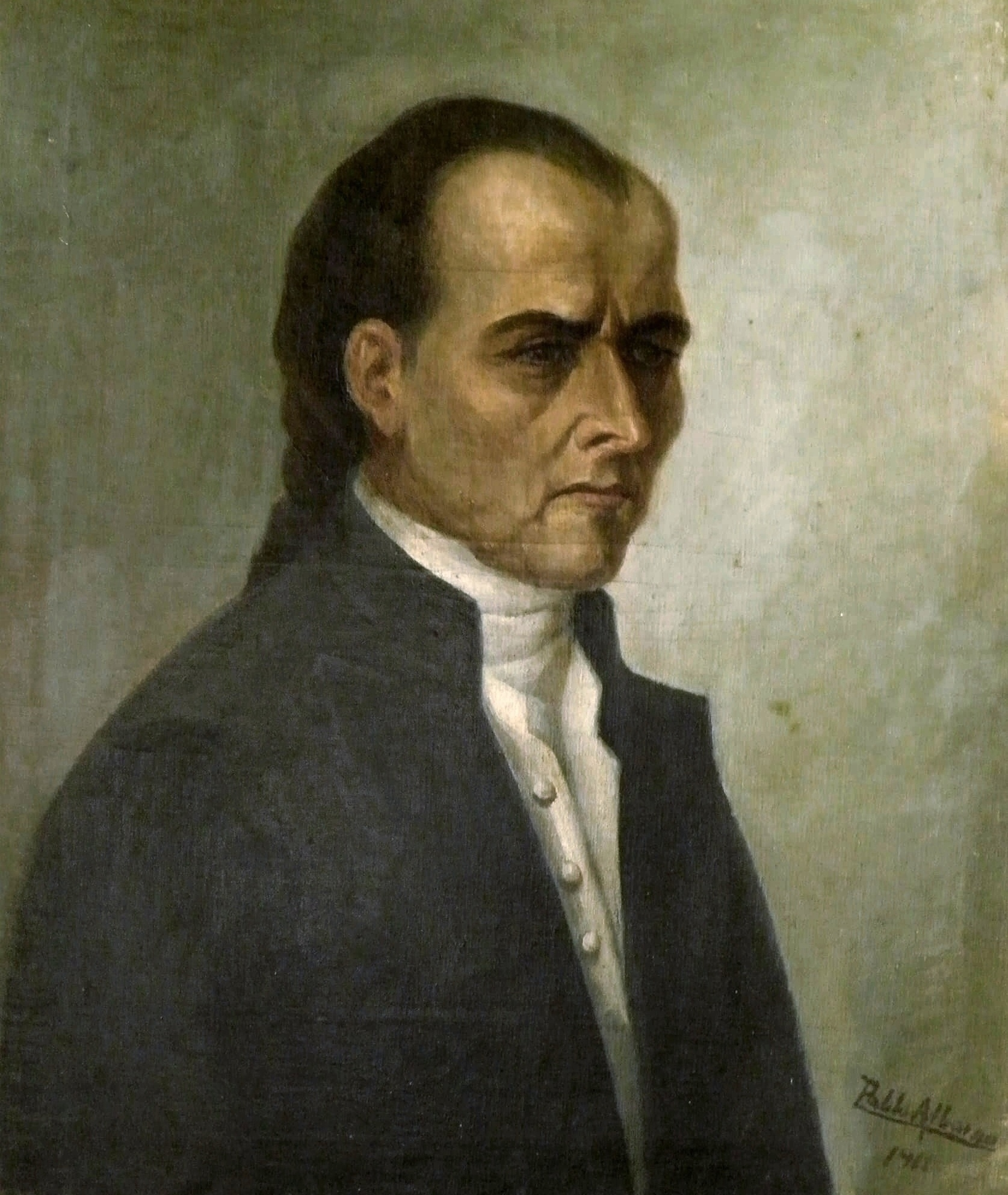
Doctor José Gaspar Rodríguez de Francia, líder de la independencia paraguaya, quien habría hecho proclamas antiperuanas debido al realismo peruano.

Además, durante la Independencia del Paraguay, y debido a la tendencia en El Perú a defender la causa realista contra las independencias sudamericanas, se suscitaron en las primeras muestras de nacionalismo algunas proclamas antiperuanas, así como antiargentinas, antiespañolas y antibrasileñas, en el Paraguay, resaltando una cuando en el 24 de julio se reunió, dentro del Real Colegio de San Carlos, bajo la presidencia de Velasco, gobernador del Paraguay, un congreso de 225 funcionarios y vecinos influyentes de toda la provincia. La Asamblea comenzó con la lectura de una proclama por miembros del Cabildo de Asunción, explicando las razones de la convocatoria, dando a conocer las últimas noticias que se tenían de España y aconsejando las medidas que se deberían tomar. El congreso resolvió por aclamación no adherir a la Junta de Buenos Aires, aunque sí mantener relaciones fraternales con ella, y jurar obediencia al Consejo de Regencia de España e Indias, desechando el parecer del doctor José Gaspar Rodríguez de Francia que expuso (en contra de las tendencias antirrevolucionarias):
"Esta asamblea no perderá su tiempo debatiendo si el cobarde padre o el apocado hijo es el rey de España. Cada uno de ellos ha abdicado dos veces. Los dos han demostrado su débil espíritu y su desleal corazón. Más sea o no sea rey de España uno de ellos, ¿Qué nos importa a nosotros? Ninguno de ellos es ya rey del Paraguay. El Paraguay no es patrimonio de España, ni provincia de Buenos Aires. El Paraguay es Independiente y es República. La única cuestión que debe debatirse en esta asamblea y decidirse por mayoría de votos es cómo debemos defender y mantener nuestra independencia contra España, contra Lima, contra Buenos Aires y contra el Brasil; cómo debemos mantener la paz interna; cómo debemos fomentar la pública prosperidad y el bienestar de todos los habitantes del Paraguay."
- Discurso atribuido al doctor Francia en el Congreso General del 24 de julio de 1810 según relato de fray Francisco Javier Bogarín (Vittone, 1960, p. 13/14)

Se suele abducir que, y en base a la teoría de la Máscara de Fernando VII, que esa intención original de mantenerse el Paraguay fiel a Madrid (por parte de gran parte de sus autoridades) era un reflejo del antiperuanismo y antiargentinismo, en un deseo de autonomía de Asunción frente a Buenos Aires y Lima, mismo que se manifestaría en su expresión más radical con la Revolución de mayo de 1811.
«El juramento [al Consejo de Regencia] no era demasiado sincero; la promesa de lealtad a un gobierno metropolitano encerrado en la remota ciudad de Cádiz y sin mayores posibilidades de transformar esa lealtad en hechos concretos disimulaba mal una fuerte tendencia a la autonomía que había caracterizado a Asunción desde los lejanos años de su dependencia del Virreinato del Perú [...] la adhesión expresada al Consejo gaditano era menos el resultado de la simpatía por el lazo colonial que la manifestación de una resistencia a ser subordinada por Buenos Aires».(Camogli, 2006, p. 149/150)

### Uruguay
Durante la Guerra hispano-sudamericana, Brasil y Uruguay le permitieron a la Armada de España que usaran sus puertos y recibieran servicios que eran criticables, según el derecho internacional, para países neutrales (como brindar aprovisionamiento a la flota española del Pacífico estacionada en Montevideo). Aquello hizo empeorar las ya de por sí tensas relaciones entre Chile y Perú con el Brasil y Uruguay, puesto que para los países miembros de la cuádruple alianza, había un consenso en que la neutralidad conllevaba dar restricciones completas a los marineros y sus oficiales, impidiendo a los buques españoles la posibilidad de anclarse en el puerto de Montevideo. Debido a que el estado de guerra contra España no llegó a cesar (pese al retiro de su armada tras el Combate del Dos de Mayo en 1866), ya que no se había firmado ningún tratado de paz que finalizara el conflicto, esto significaba que para los gobiernos chileno y peruano aún proseguía la guerra. Ante ello, había preocupaciones por la peligrosa posibilidad de que se estuviera planeando más expediciones españolas contra la cuádruple alianza. Según los reportes del Ministro Vigil, la afinidad de Uruguay con la causa de España era muy fácil de probar, usando de ejemplo las tendencias antiperuanas y antichilenas de la prensa uruguaya con respecto a las batallas de la guerra hispano-sudamericana, donde el combate de Abtao y el del 2 de Mayo se narraban como si hubieran sido unas contundentes victorias españolas. También porque el gobierno uruguayo le negó el exequatur al cónsul de Chile, así como suprimirle sus credenciales al ministro plenipotenciario de ese país en lo que duraba la guerra.

Itinerario de la Numancia entre 1864 y 1867, véase los arribos a Montevideo, los cuales fueron vistos como un signo de antiperuanismo, y antichilenismo, de parte del Uruguay.

 En reacción al uso, por parte de los buques españoles, de los puertos de los integrantes de la Triple Alianza, los gobiernos de Perú y Chile actuaron coordinadamente para protestar hacia las cancillerías de Río de Janeiro y de Montevideo, declarando que la supuesta neutralidad de esos países, con el conflicto hispano-sudamericano, no era real, siendo así que las cancillerías peruana y chilena se quejaron y reclamaron, ante representantes de Montevideo, que había una evidente tendencia antiperuana y antichilena en el gobierno uruguayo, de la siguiente manera: 

"La libertad concedida a los buques españoles de permanecer en el puerto neutral implica para ellos el permiso de convertir el puerto en lugar de observación y acecho de los movimientos del otro beligerante, en lugar de espera y reunión de nuevos refuerzos, y en base de próximas operaciones bélicas (...) La neutralidad, es decir, la imparcialidad del gobierno Oriental, se hace ilusoria"
Nota de protesta de las cancillerías del Perú y Chile hacia el Ministerio de Relaciones Exteriores del Uruguay (Enero de 1867)

Incluso, en enero de 1867, se llegaron a formular planes militares para que una flota de la cuádruple alianza fuese a combatir a esos 3 barcos de la armada española, los cuales estaban estacionados por bahía de Montevideo, evidenciando lo grave que era para los peruanos la falsa neutralidad uruguaya. Para Vigil, una declaración de protesta no iba a bastar; los países de la Cuádruple Alianza tenían que exigir a los tres países una neutralidad plena en la práctica, aunque eso involucrase la fuerza de las armas. Por otro lado, la correspondencia diplomática muestra temor ante los sentimientos antiperuanos y antichilenos en la Triple Alianza, por el cual se rumoreaba que Uruguay, Argentina y Brasil permitirían que se use sus territorios para futuros intentos de España de expandirse hacia la costa del Pacífico. De hecho, para Alberto Blest Gana, plenipotenciario de Chile en Estados Unidos, aquellos rumores de que España buscase utilizar a Montevideo como base naval contra los intereses peruanos y chilenos, en realidad era algo que ya se daba en la práctica, impidiendo que los aliados del pacífico puedan aprovechar esa ruta comercial adecuadamente
También se ha registrado ciertas conductas antiperuanas actuales de la sociedad uruguaya durante la inmigración peruana en Uruguay, por tener ciertas características atípicas, muchos de los peruanos son estereotipados y discriminados por parte de algunos miembros de la sociedad uruguaya con apodos como "perucha" o "peruanitas".

(…) Ha habido aquí algunas personas que me han venido a contar, por ejemplo los han golpeado, un niño que un policía le pegó, cosas puntuales digamos y si hay xenofobia, eso sí te lo puedo decir. No sé qué tan común es pero si he recibido casos de personas que lo han sufrido, por parte de policías o de personas o de familiares, eso pasa con las empleadas domésticas. No hay que generalizar, que hay un racismo bárbaro, pero sí existe, nadie lo puede negar que es cierto (...)
Oscar Rocca, Cónsul de Perú en Uruguay en 2013

### Venezuela
El chavismo bolivariano y sus simpatizantes han declarado su desprecio al gobierno peruano por, según la entonces canciller venezolana Delcy Rodriguez en el 2017, apoyar "la intervención de Venezuela por el mundo" debido a la creación del Grupo de Lima. Además ha ido en aumento por las autoridades venezolanas, como por ejemplo el presidente Nicolás Maduro calificando a Perú de "mentalidad imperialista" y "antibolivariana toda la vida" por no ser invitado a las VIII Cumbre de las Américas realizadas en Lima debido a la crisis en Venezuela.
En tiempos contemporáneos, el gobierno de Nicolás Maduro, con apoyo de la Celac, realizó esfuerzos constantes para que se "considere un golpe de Estado” lo ocurrido en Perú contra Pedro Castillo, buscando convencer a Alberto Fernández para que Argentina radicalice su oposición al Perú.
Igualmente, durante la Inmigración peruana en Venezuela, muchos peruanos, así, como ecuatorianos y colombianos, fueron objeto de discriminación y xenofobia por parte del gobierno socialista venezolano, quienes utilizaban los adjetivos de "indio" y "guajiro" para referirse a los inmigrantes de estos países.
El antiperuanismo se ha intensificado también en la población venezolana que tiene una perspectiva negativa contra los peruanos debido a las acusaciones de xenofobia durante la Inmigración venezolana en el Perú, y que ha generado una creencia en que los peruanos han sido malagradecidos con Venezuela tras acogerles durante el éxodo peruano de la época del terrorismo. También se ha mostrado muchos prejuicios y estereotipos antiperuanos en los venezolanos, donde acusan a los peruanos de ser personas feas y cara de indios, afirmando que sus migrantes vienen a "mejorar la raza".

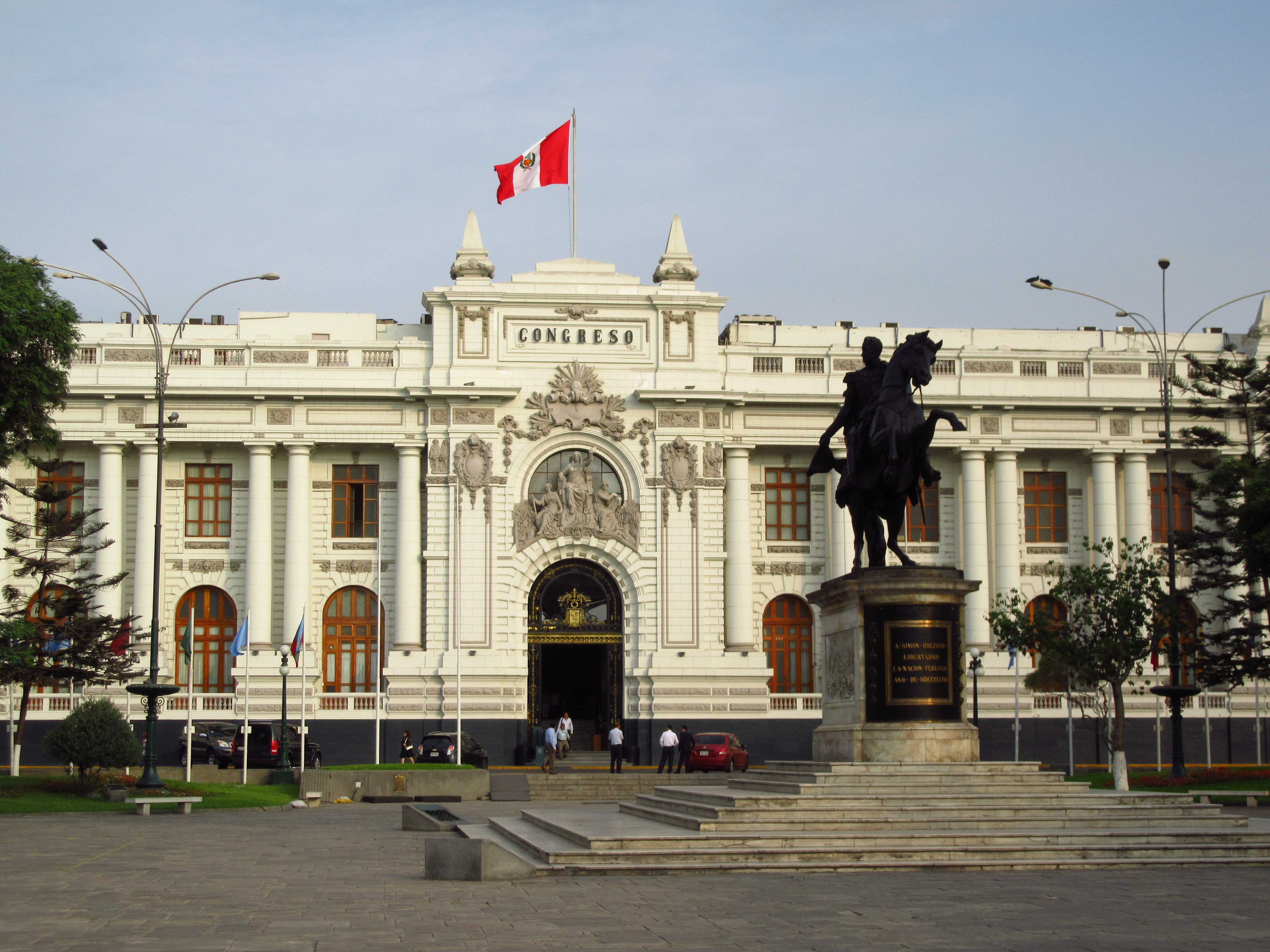
Estatua de Simón Bolívar en frente del Palacio Legislativo del Perú, personaje venezolano muy controvertido por sus acciones en la historia del Perú, acusadas de antiperuanismo idealizado.

También se suele acusar que figuras del gobierno socialista han tenido tendencias antiperuanas, y algunas figuras históricas de la época colonial siendo algunas como:
- Simón Bolívar, quien durante su dictadura en el Perú habría querido perpetuarse en el poder contra la voluntad peruana por medio de la Constitución Vitalicia, a su vez que realizó una represión contra varios políticos peruanos para favorecer su proyecto personal de la Federación de los Andes, además de ser acusado de haber escrito una carta peruanofóbica a Santander el 7 de enero de 1824 (en Pativilca), donde se refería a los peruanos y quiteños como indios (de forma despectiva) e inferiores al lado de los venezolanos.[365][366][367]

"Yo creo que he dicho a Vd., antes de ahora, que los quiteños son los peores colombianos. El hecho es que siempre lo he pensado. Los venezolanos son unos santos en comparación de esos malvados. Los quiteños y los peruanos son la misma cosa: viciosos hasta la infamia y bajos hasta el extremo. Los blancos tienen el carácter de los indios, y los indios son todos truchimanes, todos ladrones, todos embusteros, todos falsos, sin ningún principio moral que los guíe. Los guayaquileños son mil veces mejore"
Simon Bolívar, 7 de enero de 1824.

 También se denuncia que solía insultar constantemente a los peruanos en cartas privadas, acusándolos de gente barbárica por su falta de afecto a las ideas republicanas, además de admitir que solía dar falsos halagos a políticos peruanos, con el fin de manipularlos para que no estorben a su proyecto de Federación Boliviana (en el más grande proyecto de la Patria grande), así como de mostrar indiferencia ante la Corrupción en el Perú, o incluso alentándola entre los caudillos con el fin de debilitar al Perú (buscando incluso su desarme total bajo pretexto de insuficiencia económica):

"(...) El Imperio [Federación de los Andes] se realizara, ó habrá en la América un diluvio de sangre: Por tanto encargo á U. energía y constancia. ¿Qué tiene U. que temer de los imbéciles peruanos? ¿No cuenta U. ya con el asentimiento de Gamarra y de La-Fuente? ¿Nuestros amigos no son los dueños del consejo de ese gabinete; no tienen la mayoría en la logia 5 no están protegidos por nuestra escuadra, y garantidos por mi poder? Déjeme U. á mi solo con el llanero Paez, y con estos doctores de Bogotá; que trabajando U. bien por allá, yo respondo del suceso. Entre tanto, que ese gobierno destruya á los liberales socolor de anarquistas. (...) Cuando á esos pusilánimes de Gamarra y de La-Fuente les vea ü. palidez ante los anarquistas, haga U. que tomen su escarapela, por algunos dias : cuando demasiado teman, autorícelos U. para que tomen divisiblemente sobre los fondos peruanos un millón de pesos que estoy seguro le tomarán haciéndoles U. concebir, que es un buen viático para una fuga. La idea central para amagarlos, es el imperio, y su inamovibilidad. Lisonjee á Gamarra, diciendole que á él le toca el mejor Ducado, por ser el mas rico, el mas civilizado, y el mas extenso desde Santa hasta el Apurimac: no puede darse mejor partición. Aparte, á La-Fuente, le dice U. otro tanto con respecto á su Ducado desde el Apurimac hasta el Desaguadero; y mantenga entre ellos, y Eléspuru celos continuos. Con esa seductora idea de perpetuidad en sus destinos, libres de las oscilaciones de la anarquía, hemos destruido esa arma de integridad de territorio que les haria trabajar con disgusto. Entretenidos de este modo no conocerán la doble intención de hacer la agregación del Ducado del norte del Perú á Colombia; aunque el imperio ha de ser uno é indivisible (...) Sea su principal cuidado de U. el que se desarme a la Fuerza Peruana, ya la cívica, la veterana y la escuadra. Para ejecutarlo hay el pretexto ostensible de la paz celebrada, y de la ruina que experimentaría la hacienda del Perú de la manutención de un ejército innecesario. La necesidad de emplear en los destinos á personas adictas á mí, U. la conoce; así intervenga U. por ellos junto á ese gobierno. Es por demás advertir á U. no permita la accesión de ningún otro, que no sea buen colombiano, cerca de Gamarra y La-Fuente, porque pudiera acontecer que les abriesen los ojos sobre su situación política, y en verdad, que si en ese gabinete hubiese una conversión de ideas políticas ó en la actualidad una mutación de gobierno todo sería perdido. ¿Y cuál sería entonces nuestra suerte?"
Carta de Bolívar enviada al general Tomas C. Mosquera, 1806

Por otro lado, se ha señalado que Bolívar, antes de su arribo al Perú, habría estado conspirando contra el Protectorado de San Martín, por medio de agentes venezolanos como Tomás de Heres (quien participó en un intento de rebelión contra Don José de San Martín en octubre de 1821, siendo deportado a Guayaquil y regresando al Perú como un importante asesor y general de los ejércitos del libertador venezolano), como también solicitando tropas a Santander (vicepresidente de Colombia) para generar levantamientos y protestas peruanas por medio de espías e infiltrados contrarios a San Martín. En ese contexto, tal parecería que Bolívar ambicionaba desplazar a San Martín en el papel de consagrar la Independencia de Sudamérica, y además, sumir al Perú en una anarquía que beneficiara los intereses, tanto personales de Bolívar de querer resaltar como el caudillo más importante para garantizar la ley y el orden del proceso de las independencias a nivel continental, como geopolíticos de la Gran Colombia, para obtener el liderazgo a nivel continental (y así concretar mas fácilmente el futuro proyecto de la Patria grande) a costa de sacrificar los intereses de los peruanos.

"(...) Es preciso trabajar porque no se establezca nada en el país (Perú) y el modo mas seguro es dividirlos a todos. La medida adoptada por Sucre de nombra a Torre Tagle, embarcando a Riva Agüero (...) es excelente. Es preciso que no exista ni simulacro de gobierno y esto se consigue multiplicando mandatarios y ponerlos en oposición. A mi llegada, el Perú debe ser un campo rozado para que Yo pueda hacer en el lo que convenga".
Carta de Simón Bolívar a Joaquín Mosquera (ministro plenipotenciario de Bolívar en el Perú).

"Del Perú nada sé oficialmente, y apenas tengo una idea confusa de su situación actual, que según parece, es la mas lamentable. Su gobierno es tan infame que aún no me ha escrito una palabra; sin duda resuelto a hacer alguna infamia con aquel miserable pueblo (...) y yendo podemos aprovechar todos sus recursos"
Carta de Bolívar a Santander del 12 de Marzo de 1823 (Guayaquil)

Además, se menciona que habló de forma despectiva sobre el Ejército peruano durante la Independencia del Perú, acusándoles, de forma muy prejuiciosa, de ser un estorbo para los altos mandos venezolanos en el Ejército Unido Libertador del Perú, y, por naturaleza, más incompetentes que los soldados colombianos, quienes merecían tener el crédito de toda la campaña por sobre el resto de nacionalidades, mostrándose muy amargado de que los peruanos no mostrasen "gratitud" al ejército colombiano y que estuvieran reacios en mantener tradiciones del antiguo régimen español:

"Estos peruanos no sirven para soldados y huyen como gamos! (...), No de usted un cuarto por todo el Perú, aunque nadie se menea para nada ni parece que se inquietan esos señores del menor peligro. 
Algunas veces no les entiendo su lengua Inca, no se si estan o no tranquilos!"
Simón Bolívar, 8 de Diciembre de 1824.

"Ya no hay que contar con los chilenos y argentinos, y estos peruanos son los hombres mas miserables para la guerra. Desde luego, debemos resolvernos a sostener solos esta lucha."
Simon Bolívar, 21 de Diciembre de 1824.

Hiram Paulding, un marino estadounidense que lo visitó en su campamento en Huaraz, cuenta que Bolívar le dijo que los peruanos “eran unos cobardes y que, como pueblo, no tenían una sola virtud varonil. En suma sus denuestos fueron ásperos y sin reserva… Luego me dijeron que siempre solía hablar así de los peruanos”. Según Jorge Basadre, tales sentimientos antiperuanos de Bolívar explicarían sus proclamas triunfalistas con Colombia, donde declaraba, luego de la Batalla de Ayacucho, que "La lealtad, la constancia y el valor del ejército de Colombia lo ha hecho todo".
Ante ello, se ha denunciado que Bolívar tenía un trato muy antipático con las tropas peruanas a su mando, ejemplo está en un caso que hubo con Ramón Castilla, quien por intentar evitar que un cuerpo peruano de caballería fuese arbitrariamente añadido a una unidad grancolombiana durante la campaña de Junín, el joven militar peruano sufriría una humillante injuria: los venezolanos (al mando de Bolívar) mandarían a ponerle cepos, e incluso quisieron fusilarlo, pese a ser parte del mismo bando y en combate contra los realistas. En el proceso se dio un duelo entre los Coraceros del Perú y los Húsares de Colombia que tuvo lugar el 26 de diciembre de 1823.

“Es tan verdadero que Bolívar ha tratado de perseguir sin causa a todo peruano de aptitudes y que puede figurar, que cuando al general de brigada La Fuente se debió la última transformación de Trujillo [la prisión de Riva-Agüero] y que se titulase a aquél Pacificador del Norte, [Bolívar] trató al instante de derribarlo. La Fuente hizo que se sostuviesen los coraceros peruanos y escarmentasen a los húsares de la guardia de Bolívar, que querían atropellarlos"
Manifiesto de Torre Tagle de 1824

También se le acusó de ser muy cruel contra las tropas del Ejército Real del Perú, donde la represión fue feroz, con ejecuciones de los que no pagaban el diezmo, vejaciones a mujeres, fusilamiento de prisioneros sin juicio, matanzas de ganados, profanación de iglesias, encarcelamiento de mujeres y niños en Huanta y el incendio de los pueblos de Iquicha, Caruahuran y Huayllas (violencia ausente en el bando realista). Los guerrilleros debieron refugiarse en los cerros en la República de Iquicha.

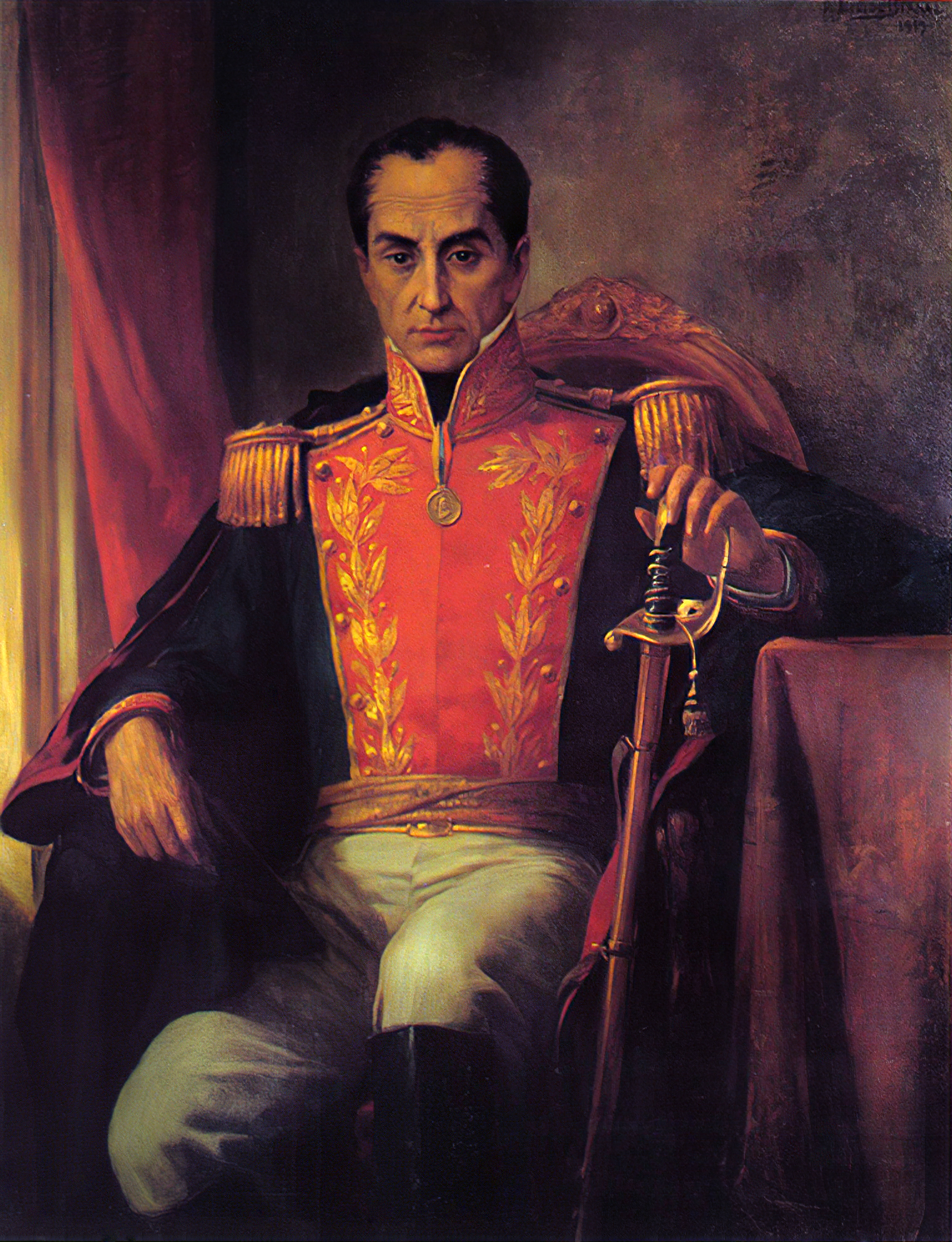
Simón Bolívar de Ricardo Acevedo Bernal

Después de la independencia, los indios realistas de Huanta debieron soportar el castigo por apoyar a los monárquicos: era el pago de un impuesto de 50 000 pesos que todo el partido homónimo debía reunir (excepto los pueblos de Quinua, Guaychán y Acosvinchos), que exigió el mariscal Antonio José de Sucre «por haberse revelado contra el sistema de la Independencia y de la libertad». En dicha imposición se alteró los precios de la coca y causó una crisis económica.

Si los indios de Iquicha se alzaron contra la república de Bolívar, no fue ni porque estuviesen “engañados” ni porque quisiesen perpetuar los rasgos más opresivos del sistema colonial. Todo lo contrario. Se alzaron para defender los derechos y el status que como indios habían recibido del poder colonial, y que la república criolla amenazaba liquidar.

Por otro lado, se ha señalado que dio instrucciones al ejército de la Gran Colombia, durante la Guerra de Independencia del Perú, de realizar saqueos y otra clase de vejaciones hacia la población peruana, bajo la excusa de que en tiempos de guerra era preciso obrar dictatorialmente, dándole facultades extraordinarias de poder a la milicia, y mostrando indiferencia ante graves casos de corrupción, de los cuales Bolívar, en vez de ajusticiarlos, mas bien, se habría encargado de hacer una repartición de dichos botines (para evitar el conflicto entre sus caudillos) de las víctimas peruanas al saqueo de sus propiedades. Tan solo en la provincia de Lambayeque, la cual no era de las más ricas, se extrajeron en 1824, por cupos y confiscaciones, la cantidad de 500 000 pesos. Además de que llegó a destituir a peruanos como Andrés de los Reyes, debido a sus protestas que daba por las órdenes de Bolívar de saquear Iglesias. El malestar por los saqueos de los colombianos hizo que el guerrillero indígena Ninavilca exclamara a los cuatro vientos que los colombianos eran “una chusma de ladrones” que expoliaba los recursos peruanos, y una vez acabado el conflicto no se hicieron más populares, generándose un sentimiento anticolombiano en Perú.

"No sólo a Heres transfirió Bolívar su poder dictatorial. En cada departamento, en cada provincia del Perú ocupado por los colombianos, ejercían sus funciones pequeños dictadores, ampliamente facultados para esquilmar a los pueblos (...) Prototipo de esos dictadorzuelos que en 1824 sembraron el terror en el Perú, es aquel Manterola nombrado gobernador de Huamachuco por Bolívar, que ejercía sus funciones acompañado de su querida, y a la vez que saqueaba a los infortunados pueblos de su jurisdicción y torturaba a sus vecindarios."
Felipe Paz Soldán, Cartas Históricas del Perú

También se acusó a Bolívar de realizar una geopolítica con clara dirección antiperuana en la Gran Colombia, con absoluta oposición a los intereses de dicha sociedad política, tanto en su forma del Virreinato del Perú como de la Republica del Perú, denostándose una mezcla de admiración y envidia a los privilegios económicos del Perú, como recelo por su población, a la que calificaba despectivamente constantemente, incluso antes de intervenir en sus asuntos políticos, pues está antipatía se destilaría con claridad desde los años de la famosa Carta de Jamaica.

(…) El virreinato del Perú, cuya población asciende a millón y medio de habitantes, es sin duda el más sumiso y al que más sacrificios se le han arrancado para la causa del rey, (…) Chile puede ser libre. El Perú, por el contrario, encierra dos elementos enemigos de todo género justo y liberal: oro y esclavos [en referencia a los indios]. El primero lo corrompe todo; el segundo está corrompido por sí mismo. El alma de un siervo [en referencia al pueblo llano del Perú] rara vez alcanza a apreciar la sana libertad; se enfurece en los tumultos o se humilla en las cadenas. (…)
Simon Bolívar, Carta de Jamaica.

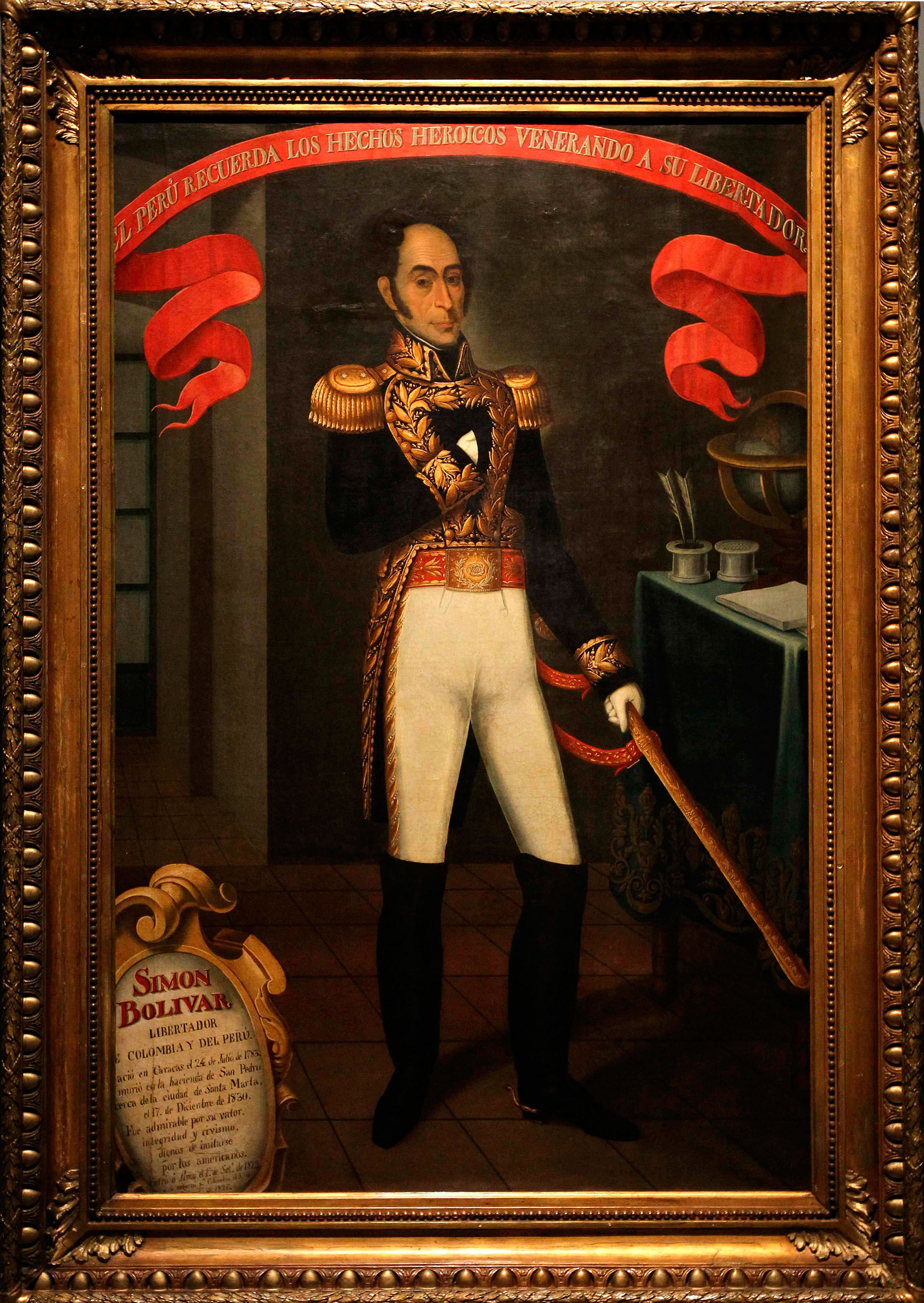
Retrato de Simón Bolívar por el pintor peruano José Gil de Castro durante su dictadura.

Dice John Fisher, en base al estudio detallado de la correspondencia del Libertador: “En cierta medida su decisión de ir personalmente al Perú en agosto de 1823 significaba el deseo de proteger a Colombia de los peruanos”. Ante ello, intentaría arrebatarle territorios a los peruanos en el norte, aprovechándose de que el Perú independentista aún estaba en proceso de constituirse como país soberano, pese a tener consciencia de que provincias como Maynas o Guayaquil eran más cercanas legalmente a Perú que a Colombia según el principio de Uti possidetis iuris que defendía, lo cual sería evidencia de una total deshonestidad de su parte con tal de imponer los intereses expansionistas de Colombia frente a los peruanos.

"Tenga V. entendido que el Corregimiento de Jaén lo han ocupado los del Perú; y que Maynas pertenece al Perú por una Real Orden muy moderna [Real Cedula de 1802]: que también está ocupada por fuerzas del Perú. Siempre tendremos que dejar á Jaén por Maynas y adelantar si es posible nuestros límites de la costa más allá de Tumbes."
Carta de Bolívar a Santander del 3 de agosto de 1822

Luego de notar, con disgusto, la buena imagen que el Perú tenía (por sobre Colombia y Venezuela) en las poblaciones de Guayaquil, Cuenca y Loja del actual Ecuador, sea porque la mayoría de sus habitantes eran quechua parlantes, o por la proximidad que tenían con los departamentos de Piura y Cajamarca, con los que ejercían mayor comercio e intercambio que con Nueva Granada, la cual estaba desconectada de la zona por barreras naturales en los andes y el océano pacífico (argumentos dados por el peruanofilo de Francisco María Roca); perjudicando aplicar la Libre determinación de los pueblos a su favor (de hecho, la anexión de ess territorios a la Gran Colombia habría sido hecho de formas autoritarias), lo cual se agravaría con las políticas centralistas y autoritarias del gobierno bolivariano, cuyas leyes generaron descontentos en el Distrito del Sur. Ante ello, la misión de debilitar al Perú fue tomando fuerza en él, hasta llegar a ser una obsesión con rasgos de paranoia y arrogancia, que lo empujó a declarar frases como:

"Los pueblos del sur de Colombia tienen a su espalda al Perú, que los pretende ganar por seducción si triunfa San Martín, como puede suceder, o al ejército real que pretende conquistarlos por la fuerza."
Simon Bolívar, luego de la Conferencia de Guayaquil.

"San Martín se fue para Chile y ha dejado el Perú a todos los horrores de la guerra civil y de la anarquía: yo preferiría que los peruanos se despedazasen vencedores a que sean subyugados por los españoles; porque aquel caso nos haría menos daño que el último."
Simon Bolívar a Rafael Urdante, 27 de Octubre de 1822.

"Las tropas de Colombia han tenido la dicha de quedarse en
Lima: todo esto me agrada infinito y Vd. sabrá más por el correo que espero mañana. Mientras tanto, yo creo que puedo ir sin peligro a Bogotá, para volver luego a entender los límites con el Perú, que es de mucha trascendencia, porque la provincia de Maynas dada por el rey al Perú envuelve por nuestra espalda todo el Sur de Colombia. (…) El Perú con todo lo que nos debe sólo piensa en nuestra ruina. Sus diarios nos consumen; San Martín y otros de sus jefes han ido despedazándome por las cosas de Guayaquil. En fin, todo esto después de haber sido tratados con una generosidad sin límites. ¿Qué será luego que entremos a disputar intereses de todo género?"
Simon Bolívar a Santander, 27 de Octubre de 1822.

"Los peruanos son muy graciosos, nos tienen usurpadas dos provincias (en referencia a Jaén y Maynas); a Buenos Aires cuatro (se refiere a las provincias del Alto Perú) y disputan a Chile a Chiloé, y despues tienen miedo que los conquisten, porque siempre el ladrón tiene miedo de la justicia."
Simon Bolívar a Santander, 14 de Febrero de 1823. (donde llama a los peruanos
"Graciosos y ladrones")

En este momento acabo de saber que en el Congreso [de Colombia] hay buenas opiniones con respecto al Alto Perú. Llamo buenas las que se inclinan a no entregarlo al Perú, porque esa es la base de nuestro derecho publico
Simon Bolívar a Sucre, luego de la Asamblea del Alto Perú en 1825

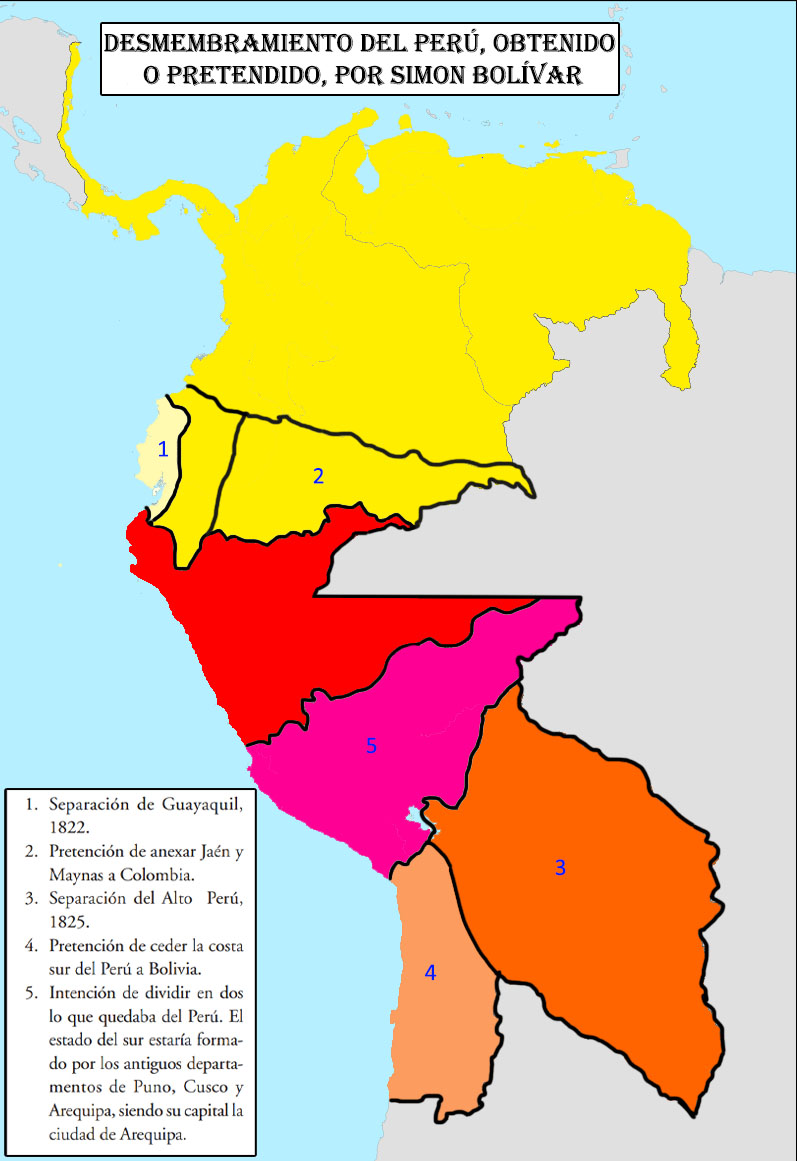
Pretendido proyecto de Simón Bolívar de desmembrar territorialmente al Perú y así facilitar su sometimiento al proyecto de la Federación de los Andes

Incluso se llegó a denunciar que Bolivar tenía un proyecto final de provocar un Desmembramiento Total del Perú, debido a que la oposición de los peruanos a sus proyectos políticos era latente y exageradamente temida por Bolívar, por lo tanto, para dominar las Américas, tenía un deber en debilitar más al Perú, siendo necesario quitarle su posibilidad hegemónica frente a las repúblicas vecinas en Sudamérica, para que él, como Presidente Vitalicio (con derecho a nombrar heredero), mandase sobre todos y así empezar el Proyecto de una Confederación Hispanoamericana (liderada por la Gran Colombia tras convocar el Congreso de Panamá), por medio del debilitamiento de la institucionalidad peruana para tales fines. Entonces, quería una Federación de los Andes, que unificase Venezuela, Colombia, y Quito (llamado después Ecuador) con Perú y Bolivia, quedando Bolívar como presidente vitalicio. Pero creía que esa Federación no se podía hacer sin dividir nuevamente al Perú, ya que los otros países corrían el riesgo de ser más fácilmente dominados por Perú al ser más débiles económicamente en la época. Fue así como decidió separar nuevamente al Perú en dos, segregando los departamentos del sur para formar otra república. El marco legal que uniría a los países de la Federación sería la Constitución Vitalicia que redactó Bolívar para Bolivia, y que enviaría al Congreso del Perú para su aprobación y posteriormente a la de la Gran Colombia. En Lima había un fuerte rechazo a esta pretendida manera de reunificar ambas sociedades en una federación de 3 estados (conformado por Bolivia y un Perú fraccionado en norte y sur), y se predecía que el país sería dominado posteriormente por la dirección de Bogotá con el proyecto de confederación de Bolívar. Para lograr la separación del sur del Perú, Bolívar contaba con el apoyo de los prefectos (gobernadores regionales) de esos departamentos, en especial con el de Arequipa, el militar y político Antonio Gutiérrez de La Fuente, dejando las bases para el futuro separatismo arequipeño en el Perú. Así Santa Cruz le envió una carta a La Fuente en el que le comunicaba que, según un confiable testimonio anónimo proveniente de la República de Bolívar, estaba consciente de que Puno, Arequipa y Cuzco buscaban independizar el sur del Perú y así separarse "de la respetable nación peruana". Sin embargo, este plan final fue impedido por la caída de la Dictadura peruana de Bolívar en 1827, la Intervención peruana en Bolivia de 1828 para la caída de Sucre, y posteriormente la Disolución de la Gran Colombia luego de la Guerra grancolombo-peruana. No sin previamente Bolívar acusar a las poblaciones del Perú y Bolivia como "los desgraciados pueblos del Sur que se dejaron arrastrar a la guerra civil o fueron seducidos por los enemigos".

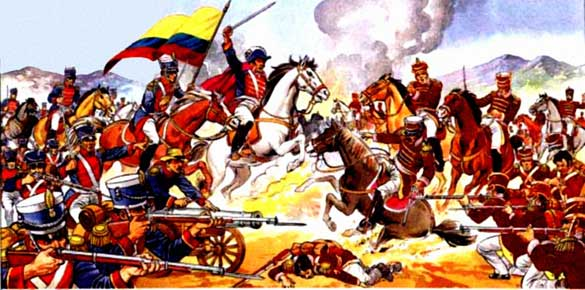
Batalla del Portete de Tarqui, un enfrentamiento entre el ejercito de la Gran Colombia (mayormente venezolano), contra el ejercito del Perú.

Finalmente, los antecedentes de la Guerra grancolombo-peruana son considerados por muchos historiadores como la evidencia máxima del antiperuanismo de Bolívar. Se relata que sus actos de gobierno dejaron mucho que desear y hasta fueron lesivos a la población indígena peruana, por el cual encarceló o fusiló a guerrilleros que lo habían ayudado en las campañas de la sierra. A los indígenas, a quienes dedicó sus peores insultos, les reimpuso el tributo indígena (que había sido abolida en el virreinato con la constitución de Cádiz) y debilitó a sus comunidades campesinas con la abolición de los Cacicazgos en la joven República del Perú, rompiendo así de manera definitiva un sistema jerárquico de la Nobleza incaica que había estado presente, por más de 3 siglos en el Perú, para la protección de los intereses económicos del indio frente a un naciente Gamonalismo. Otra medida que lo hizo detestado por los indígenas fueron las tasaciones hechas en pleno caos bélico, sin control y muchas veces por funcionarios miembros de la aristocracia criolla o comprados por ella, que permitieron la división individual de sus tierras comunales y su compra por los hacendados, además de restituir tributos, mitas y pongüeajes indígenas para ayudar a las finanzas peruanas. Así mismo, restableció la esclavitud a los negros y pardos (que había sido abolida por San Martín) en beneficio de las plantaciones de azúcar en la costa. Por último, los antiguos cabildos coloniales quedaban abolidos. También se puede evidenciar que habría hecho represiones masivas a opositores que tuviera su dictadura en el Perú, como Juan de Berindoaga y Palomares (quien fue fusilado) o Francisco Xavier de Luna Pizarro (quien sería deportado). Sucre le habría comentado en varias oportunidades al Libertador que tantos homenajes eran engañosos, y que muchos de la élite peruana deseaban el fracaso de Bolívar para correr a negociar con los realistas. El régimen bolivariano rápidamente se ganó la animadversión de los peruanos: Bolívar creó una Corte Suprema que encarceló o desterró a varios opositores políticos, y fusilar a militares o guerrilleros patriotas que discreparon públicamente. Se impidió el ejercicio de la libertad de prensa y se retiró a los cabildos el derecho de elegir sus autoridades municipales (26 de mayo de 1826). Con el tiempo el ejército colombiano fue visto como las guardias pretorianas de sus gobiernos títeres. Además, un asunto muy espinoso fue el de los «reemplazos», una compensación que haría el Perú a las tropas colombianas por las bajas sufridas por estas durante la guerra, por medio de intercambiar a ciudadanos peruanos y expatriarlos a la Gran Colombia, exigencia desorbitada e inhumana, habida cuenta que ya había finalizado dicha guerra. Ante ello, Bolívar desmoviliza a la mayoría de las unidades peruanas (unos cinco mil que reemplazaron las bajas grancolombianas) y después de la capitulación del Callao, presenta el 10 de febrero de 1826 la exigencia de enviar a 6.000 reclutas peruanos a servir a Venezuela, enviándose los primeros contingentes en julio, probablemente no más de 3.000, oficialmente para reforzar las defensas ante una posible invasión francesa (Cien Mil Hijos de San Luis) pero en realidad era para enfrentar al general Páez, quien había iniciado La Cosiata (movimiento separatista en Venezuela) y también desmilitarizar al Perú para que no sea una amenaza futura a sus proyectos continentales de la Patria Grande. Las tropas allí enviadas, por la lejanía y desconocimiento del idioma (la mayoría eran indígenas que apenas sabían español) dificultaban la deserción o el amotinamiento, muriendo muchos de los enviados por el clima y enfermedades tropicales. Se sabe que algunos sobrevivientes fueron repatriados de Nueva Granada y Venezuela en 1852 y 1857 respectivamente. Por las constituciones vitalicias y autoritarias promulgadas para Perú y Bolivia se acusaría al Libertador de usar a sus ejércitos para imponer sistemas políticos, en un imperialismo republicano, más que independizar países.
Incluso los gobiernos chileno y porteño desconfiaban de Bolívar, acusándolo de no dejar a cada pueblo decidir su futuro. La actitud de Bolívar contribuía a acentuar este clima negativo. Se mostraba irritable y reaccionaba violentamente ante la menor contradicción. Su egolatría, de por sí grande, aumentó por esos días hasta niveles inimaginables cuando tuvo bajo su control territorios desde el caribe venezolano hasta el altiplano boliviano. Según una fuente diplomática de los Estados Unidos, en 1826, durante la celebración de su cumpleaños, Bolívar manifestó en un banquete en su honor que era “el hombre más grande de todos los que habían sido registrados por la Historia, y que no sólo los héroes de la Antigüedad eran inferiores a él en ideas liberales, sino que también Washington y Napoleón se habían quedado rezagados”. Solía también hacer excentricidades diversas, tales como pararse súbitamente sobre la mesa y patear botellas y vasos, como indicando que él podía hacer en el Perú lo que se le viniera en gana. Además, en 1828, cuando los peruanos entrasen en Bolivia y depongan a Sucre, Bolívar buscó crear un «eje Bogotá-Río de Janeiro» abandonando sus anteriores intentos de aislar a la monarquía brasileña con tal de lograr una coalición antiperuana. Fue un fracaso por inestabilidad política colombiana y las distancias geográficas entre sus centros de poder.
Incluso luego de ser expulsado del gobierno del Perú y terminada la guerra grancolombo-peruana, seguiría despotricando contra el Perú y su gente en múltiples cartas, considerándolos como la mayor desgracia del continente americano y con un pueblo cómplice de la tiranía, viendo al país como epítome de todos los defectos anárquicos que asolaban en Hispanoamérica tras las independencias:

"¡Qué hombres, o qué demonios son éstos! De un cabo a otro, el Nuevo Mundo parece un abismo de abominación; y si faltara algo para completar este espantoso caos, el Perú, con demasía, sería bastante para llenarlo. Cómplice de sus tiranos durante la guerra de la Independencia, sin conseguir todavía bien la libertad, el Perú se anticipa a rasgar su propio seno en los primeros días de su existencia. El bizarro General San Martín, a la cabeza de los chilenos y de los argentinos, expulsa a los españoles desde Trujillo hasta Ica. Para Lima, no había más Perú que libertad, y al punto se empeñan algunos en deshacerse de San Martín, cuyos servicios necesitaban con mayor urgencia. Este acto de ingratitud rompe la carrera política del Perú y sigue al galope hasta Girón, donde viene a consumarse la obra más execrable..."
Simon Bolívar, Decreto orgánico expedido el 27 de agosto de 1828 en Bogotá

También se sabe que, durante la Intentona monárquica en la Gran Colombia, Bolívar veía como países envidiosos e ilusos a los nuevos Estados americanos que no aceptaban la dirección de otros (por ejemplo, Francia y Reino Unido), como Perú y República Dominicana, en tanto que Bolívar creía que los nuevos estados independientes debían aceptar la protección y sumisión a una Potencia mundial para protegerse de la anarquía interna y el aislamiento internacional. Perú en estas cartas es considerado como "la llama de la discordia" en el Continente Sudamericano.

Lo que Vd. se sirve decirme con respecto al nuevo proyecto de nombrar un sucesor de mi autoridad que sea príncipe europeo, no me coge de nuevo, porque algo se me había comunicado con no poco misterio y algo de timidez, pues conocen mi modo de pensar.

No sé qué decir a Vd. sobre esta Idea, que encierra en sí mil inconvenientes. Vd. debe conocer que, por mi parte, no habría ninguno, determinado como estoy a dejar el mando en este próximo Congreso, mas ¿quién podrá mitigar la ambición de nuestros jefes y el temor de la desigualdad en el bajo pueblo? ¿No cree Vd. que la Inglaterra sentiría celos por la elección que se hiciera en un Borbón? ¿Cuánto no se opondrían todos los nuevos estados americanos, y los Estados Unidos que parecen destinados por la Providencia para plagar la América de miserias a nombre de la Libertad? Me parece que ya veo una conjuración general contra esta pobre Colombia, ya demasiado envidiada de cuantas Repúblicas tiene la América. Todas las prensas se pondrían en movimiento llamando a una nueva cruzada contra los cómplices de traición a la libertad, de adictos a los Borbones y de violadores del sistema americano. Por el Sur encenderían los peruanos la llama de la discordia; por el Istmo los de Guatemala y Méjico, y por las Antillas los americanos y los liberales de todas partes. No se quedaría Santo Domingo en inacción y llamaría a sus hermanos para hacer causa común contra un príncipe de Francia. Todos se convertirían en enemigos sin que la Europa hiciera nada por sostenernos, porque no merece el Nuevo Mundo los gastos de una Santa Alianza; a lo menos, tenemos motivo para juzgar así, por la indiferencia con que se nos ha visto emprender y luchar por la emancipación de la mitad del mundo, que bien pronto será la fuente más productiva de las prosperidades europeas.

En fin, estoy muy lejos de oponerme a la reorganización de Colombia conforme a las instituciones experimentadas de la sabia Europa. Por el contrario, me alegraría infinito y reanimarla mis fuerzas para ayudar en una obra, que se podrá llamar de salvación y que se conseguirla no sin dificultad sostenidos nosotros de la Inglaterra y de la Francia. Con estos poderosos auxilios seríamos capaces de todo, sin ellos, no. Por lo mismo, yo me reservo para dar mi dictamen definitivo cuando sepamos que piensan los gobiernos de Inglaterra y de Francia sobre el mencionado cambio de sistema y elección de dinastía.
Carta de Bolívar a Patricio Campbell, Guayaquil, 5 de Agosto de 1829

Algunos historiadores, como Rubén Vargas Ugarte, afirman que la ausencia de buena fe en sus acciones y su falta de aprecio a los jefes y oficiales peruanos (que lo convierten en un personaje poco ideal desde el punto de vista moral), junto al conjunto de denuestos antiperuanos de Bolívar, serían producto de sus “crisis nerviosas”.

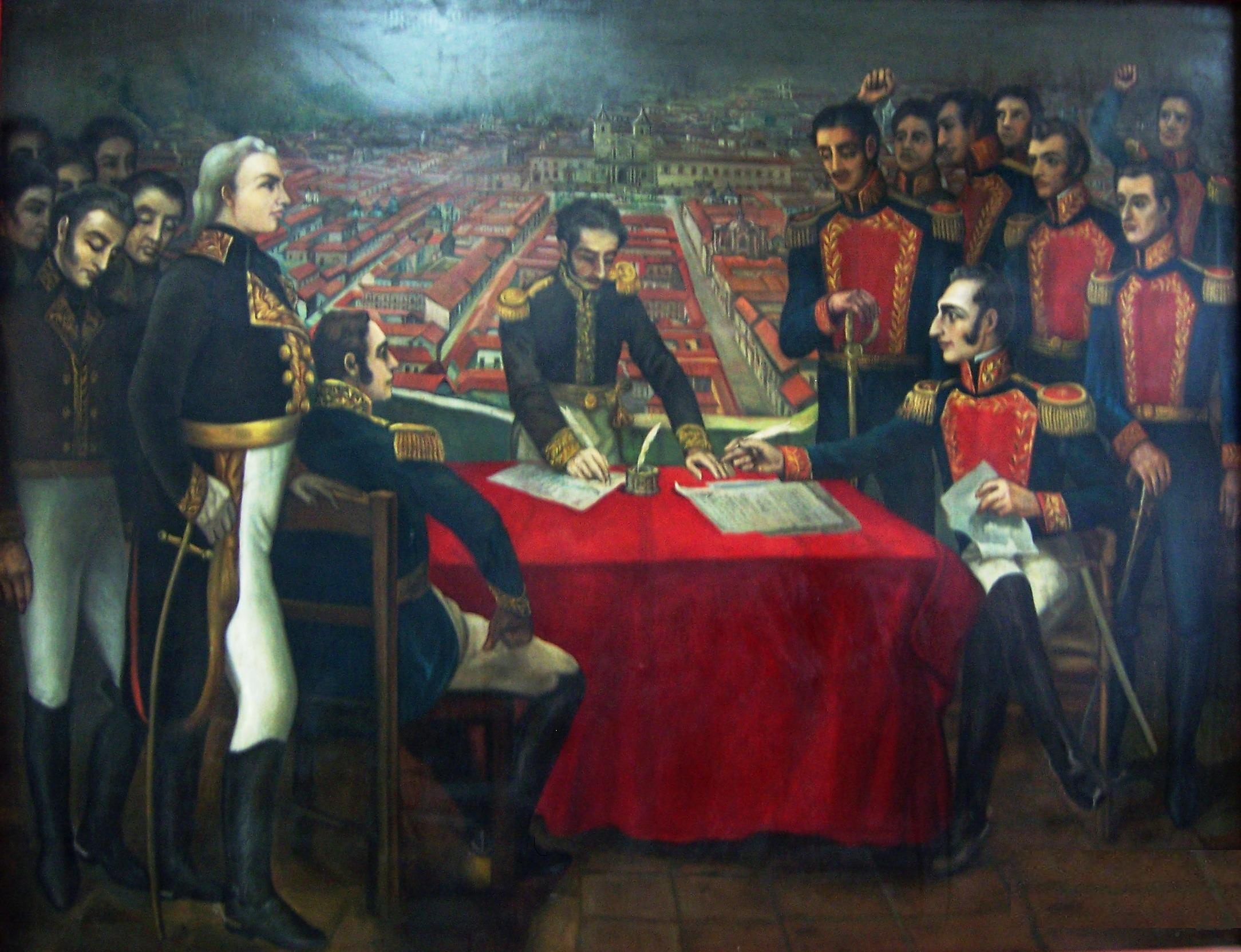
La Capitulación de Ayacucho. Muchos historiadores consideran que sus condiciones perjudiciales a los intereses económicos del naciente Perú independiente son una evidencia del antiperuanismo de Bolívar y Sucre.

- Antonio José de Sucre, durante su actuar en la Secesión del Alto Perú (donde la independencia del Alto Perú no era previsible por “las personas de juicio”, si no por una oligarquía regionalista) o en la Guerra grancolombo-peruana (del que se le acusa de ser excesivamente triunfalista y generar desagravios), además de proponer la fragmentación del Perú en una República del norte y sur mientras cedía Arica a la República de Bolívar.[223] También se le acuso de haber vuelto a la Capitulación de Ayacucho un acuerdo con condiciones humillantes para los peruanos, que no se sentiría como una victoria.

"Me ha dicho el doctor Olañeta que él cree no sólo difícil sino imposible reunir las provincias altas á Buenos Aires: que hay una enemistad irreconciliable: que se quedan independientes ó agregadas al Perú; porque el voto de los hombres de juicio está por pertenecer al Perú en cuyo caso quieren la capital en Cuzco, ó más cerca de ellos. Sirva de gobierno esta noticia que está corroborada por otras muchas más, para que U. me diga bajo estos datos qué es lo que haga ó se adelante en estos negocios. Mi posición me puede dar el caso de dar alguna marcha a la opinión de esos pueblos y U. me dirá cuál sea lo que convenga más a la causa pública."
Antonio José de Sucre, 5 de febrero, 1825.

Antonio José de Sucre en el palacio legislativo de La Paz, desde donde habría realizado acciones antiperuanas.

Las consideraciones del decreto de Sucre serían contradictorios y débiles para camuflar un sentimiento antiperuano. Por un lado diría que “no corresponde al ejército libertador intervenir en los negocios de estos pueblos”, y sin embargo convocó una asamblea política con auspicio del Presidente de Colombia (Bolívar). También diría que Argentina, heredera de los derechos virreinales sobre el Alto Perú, “carece de un Gobierno General” y que “no hay por consiguiente con quien entenderse”, pero no menciona que el Perú también tenía derechos, así como que su gobierno estaba establecido y funcionando. Pero lo más absurdo de todo, y también lo más importante, es que en su último considerando, Sucre dice que convoca la asamblea, porque tiene ese derecho al ser “la mayor parte del ejército libertador compuesto por colombianos”.
Ello indicaría la total falta de respeto que tenía Sucre, tanto al gobierno del Perú como a los peruanos. Además, Sucre no tendría ninguna autoridad para convocar asamblea alguna (ni por Bolívar ni por el Congreso del Perú), y sin embargo la convocó. Posteriormente Simón Bolívar anularía el derecho a veto que había otorgado al congreso peruano para refrendar los actos de la asamblea de 1825. También se debe agregar que, en la Independencia del Alto Peru no participaron las masas indígenas, sólo los estratos altos de la población, es decir, criollos de la elite. Sin embargo, por su control del ejército y los congresos de Lima y Chuquisaca la última palabra del destino altoperuano lo tenían Sucre y especialmente Bolívar. A los limeños les molestaba que según el principio de Uti possidetis iuris, el virreinato de Nueva Granada se había independizado intacto, mientras que el suyo no.
Posteriormente llegaría a ofrecer los territorios de la entonces costa sur del Perú (Tacna, Arica y Tapaca) a Bolivia, pero dichos trámites serían impedidos por la caída de la dictadura de Bolívar y Sucre en Perú y Bolivia. Además, en una carta a la cancillería del Perú, Ortiz de Zevallos revela la decisiva oposición de Sucre al proyecto de Federación de Bolívar hasta que el Perú no se dividiera en dos Estados. Sucre deseaba retrasar todo lo posible cualquier unión de Bolivia con Perú (sabiendo que caería bajo su hegemonía del último cuando pasara, debilitando su gobierno), anexarse todos los territorios ofrecidos por Ortiz, enfrentar a Colombia con Perú, asegurar su espalda pactando con Chile y Buenos Aires, y separar Arequipa, Cuzco y Puno del Perú. Todo esto se demuestra cuando Sucre le indicó a Ortiz de Zevallos que: “solo bajo aquel plan podría Bolivia no temer que el Perú se la absorbiese, como sucede cuando un Estado pequeño se liga con otro mayor y más fuerte”, así como cuando en 1827, Sucre nombró al deán Gregorio Funes, un argentino bolivariano, que andaba realizando las funciones de ministro de Colombia en Buenos Aires, para recibir el cargo de ministro de Bolivia en la misma capital argentina. A través de Funes, Sucre abordó el tema de una alianza de Bolivia, Argentina y Chile, el cual supuestamente era para detener al expansionismo brasileño, pero en la práctica buscaba apoyo contra Perú pues sabía su debilidad frente a este, y sugirió que la participación de la Gran Colombia en la guerra contra Brasil podría darse mediante un tratado. Desde Santiago de Chile, Andrés Santa Cruz interpretó la apertura de Sucre a Buenos Aires como un intento de formar “un pacto antipopular y muy particularmente antiperuano”.  Las negociaciones no prosperaron porque los peruanos también enviaron agentes que aseguraban que Bolívar pretendía dividir el continente entre dos grandes imperios: uno colombiano y otro brasileño. En la práctica, Sucre dependía tanto de las órdenes de Bolívar que rápidamente fue visto por peruanos y rioplatenses como un títere o cabeza de puente del Libertador en el sur continental, un «procónsul del imperio boliviano».

"No puede Ud. pensar la caterva de papeles que vienen del Perú para trastornar a Bolivia. Hasta hoy nada han influido, pero quizá a la larga harán algo. En lo que nada ganan es en partido; más bien se va pronunciando algún afecto a los argentinos. De esto me alegro porque podré llevar a cabo el proyecto de la federación de Chile, Bolivia y Buenos Aires."

Carta de Sucre a Bolívar, Potosí, 4 de junio de 1827.

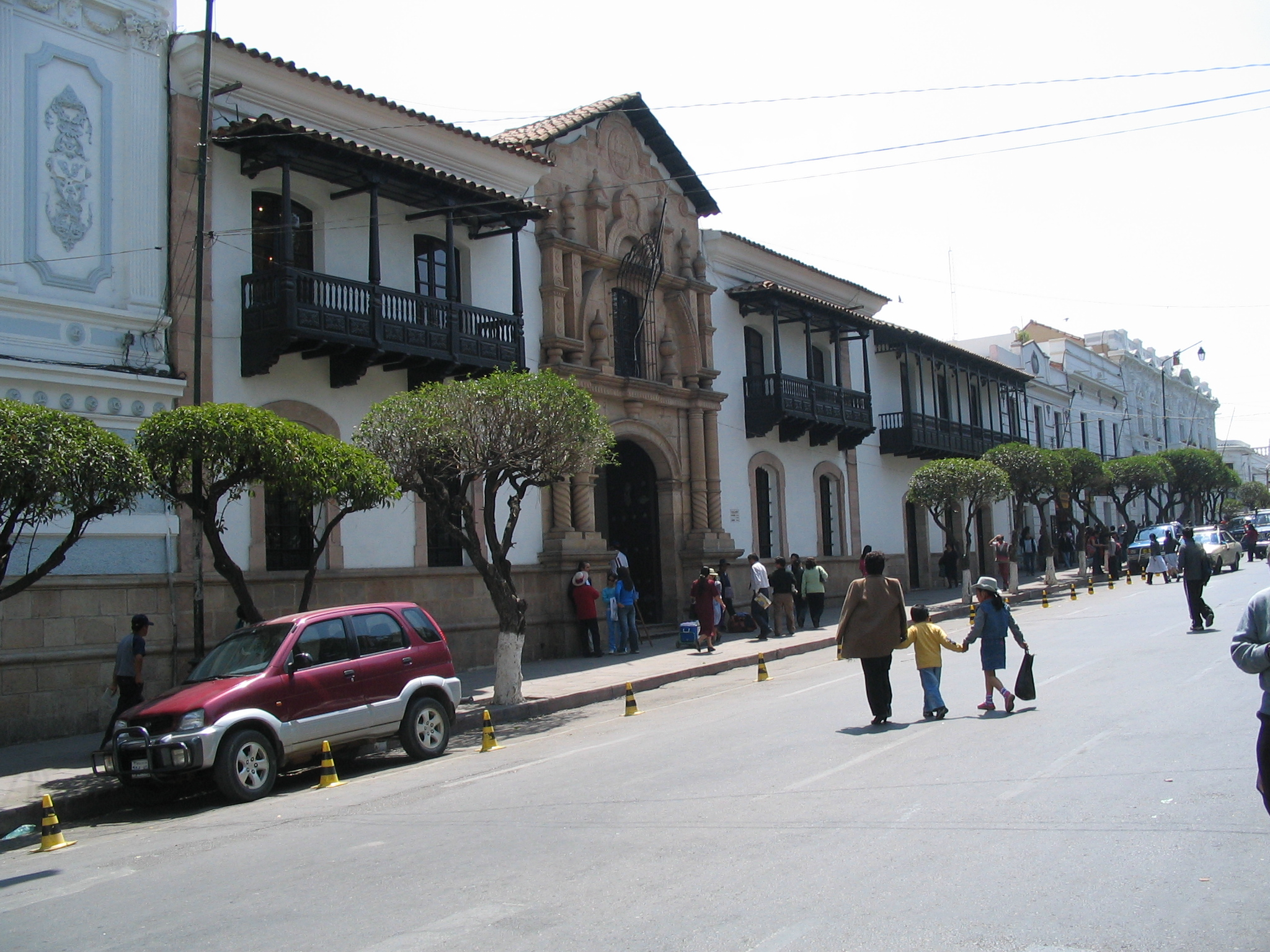
Fachada de la Casa de la Libertad en Sucre, donde se reunió en 1825 la asamblea de diputados de las cinco provincias altoperuanas convocadas por el mariscal Antonio José de Sucre, para deliberar sobre el destino del Alto Perú.

A su vez, Sucre habría hecho una intensa campaña para arrebatarle Arica al Perú y dársela a Bolivia para su anexión a una salida natural al mar, proponiéndolo en octubre de 1826, también le advirtió a Bolívar, durante una de sus cartas del año 1828, sobre el peligro que sería el Perú para la Gran Colombia:

"Si el Perú conquista a Bolivia y la conserva, el Sur de Colombia (el actual Ecuador) corre mil y mil riesgos."
Carta de Sucre a Bolívar, 1828

 Incluso Sucre llegó a amenazar de ocupar violentamente el puerto de Arica luego de que algunos vecindarios de Tacna y Arica propusieran su anexión a la República de Bolívar, rogando a Bolívar para que use sus poderes de Dictador para forzar al Congreso del Perú a que cedan las provincias, consideradas como parte de las fronteras naturales de Bolivia:

"Sería bueno que usted mostrase algo al Congreso Peruano de la pretensión de esta República para que se le ceda Arica...demostrando que Arica es un puerto que solo da introducciones a Bolivia, y que si se le niega, este país tomará el partido de recargar los derechos a la introducción del Perú y..declarar franco el puerto de La Mar (Cobija), sería arruinado Arica (...) La adquisición de Arica para esta República es de lo más importante de que ella pueda tratar. Arica será un puerto magnífico para Bolivia, y que mucho más por el buen camino de allí a Cochabamba; es al mismo tiempo que para el Perú será nada"
Carta de Sucre a Bolívar, Febrero de 1826

A esto se suma el testimonio del ministro argentino M. Bustos, quien el 27 de octubre de 1828 dijo en el diario “El Tiempo” de Buenos Aires que Sucre y Gamarra habían armado un plan para hacer de Bolívar el Emperador de la América Meridional, separando Puno, Arequipa y Cuzco de la República del Perú, algo de lo que Bolívar estaba al tanto pero que no quería dar un paso en falso. El centralismo de la capital sólo producía nuevos partidarios del federalismo y, en algunos casos, de la secesión, en Arequipa. El prefecto de Puno, Benito Laso de la Vega, intento convencer en Lampa a sus colegas, Agustín Gamarra de Cuzco y Antonio Gutiérrez de la Fuente de Arequipa, de un proyecto de «microfederalismo» o «federación provincial» para separar al sur y forzar a todo el país a unirse a la federación andina de Bolívar. Santa Cruz hizo todo lo que podía para impedir una mayor autonomía en las regiones y perseguir todo movimiento separatista. Separó de sus funciones a Laso y advirtió a los otros dos. 

Mas adelante, durante la Guerra grancolombo-peruana, se denunciaron actitudes antiperuanas de Sucre, quien, para conmemorar el triunfo del ejército grancolombino sobre la avanzada peruana, ordenó la construcción de un obelisco conmemorativo en el sitio donde ocurrió la batalla, con una inscripción aumentando el número de soldados peruanos que intervinieron en acción y disminuyendo los propios, en los términos siguientes:
El ejército peruano de 8000 soldados que invadieron la tierra de sus libertadores, fue vencido por 4000 bravos de Colombia el 27 de febrero de 1829.
José de La Mar protestó por las palabras del monumento, que consideraba triunfalistas y erróneas. Además, reclamó por los tratos recibidos por los muertos y prisioneros peruanos tras la batalla, con énfasis en la decapitación del cadáver de Pedro Raulet, uno de los oficiales caídos en Tarqui, cuya cabeza fue clavada en una pica y paseada por las calles de Cuenca. Sostuvo que solo había sido destruida en Tarqui la vanguardia compuesta de cerca de mil hombres, después de haber resistido vigorosamente a todo el ejército grancolombiano; y agregó que en vano fue esperado el ataque de este en el llano más inmediato después de haber sido rechazada por los Húsares de Junín la carga del escuadrón Cedeño. Enfatizó que todo el ejército peruano no había reunido más de cuatro mil quinientos hombres y que al mencionar su número elevándolo a ocho mil, Sucre había cometido una equivocación voluntaria por motivos antiperuanos. Por todo ello declaró suspendido el Convenio de Girón: «mientras [...] se dan satisfacciones capaces de indemnizar las injurias recibidas, y se destruyan los depresivos documentos, cuya existencia alejaría hasta la esperanza de la reconciliación». Por ello, procedió a denunciar el convenio de Girón, preparándose nuevamente a emprender las hostilidades.
- Luis Urdaneta, quien ordenó incendiar el pueblo de Saraguro, como represalia por la simpatía demostrada de esa población al Perú durante la guerra grancolombo-peruana.[419]
- Tomás de Heres, político venezolano y ministro de Bolívar en el Perú, quien se sospecha que intento conspirar contra el protectorado peruano de San Martín, y posteriormente fue colaborador en las ambiciones territoriales de Bolívar, en perjuicio de los intereses peruanos.
- Andrés Bello, un político, diplomático y humanista venezolano, nacionalizado chileno, quien habría tenido participación en la formulación de la Doctrina Portales de Chile y su dirección antiperuana.[32]
- Rufino Blanco Fombona, quien habría sido acusado, por parte de Antonio Sagarna, de antiperuanismo y antiargentinismo en su análisis hispanista de la Conquista.[420]
- Juan José Flores, militar venezolano y bolivariano, vuelto líder político ecuatoriano a partir de 1830, quien participó en el conflicto grancolombo-peruano y planeó expandirse a costa del Perú en 1832 y especialmente en 1842. En la primera oportunidad estuvo muy ocupado con la guerra contra Bogotá; en la segunda quería aprovechar el caos que vivía Perú.[421] El inicio de sus políticas antiperuanas se dieron cuando llegó a Ecuador en 1823 y participó de la defensa del régimen bolivariano y la represión del Distrito del Sur de la Gran Colombia frente a movimientos federalistas, separatistas y/o peruanófilos. Tras la caída de Bolívar en Perú, junto a la expulsión de las tropas grancolombianas del país en marzo de 1827, Flores llegó a hacer proclamas antiperuanas con amenaza de guerra ante cualquier incidente en la frontera.[388] En reacción a estas acciones, en Perú se dieron expresiones donde se hacía mofa contra Flores, como la obra El fusilico del general Flores (1828), de José Joaquín de Larriva, donde, mediante una serie de conversaciones burlescas, arremete contra el general grancolombiano Juan José Flores por su autoría en sus amenazantes proclamas contra el Perú.[422]

"Si las tropas peruanas traspasan una sola línea del territorio colombiano, ellas serán batidas sin que proceda acto alguno por el cual entre yo en comunicaciones con el jefe que la manda. Entonces marcharé yo en triunfo hasta donde me lleve la vindicta del honor nacional"
Juan José Flores al Prefecto de Piura, 15 de octubre de 1827

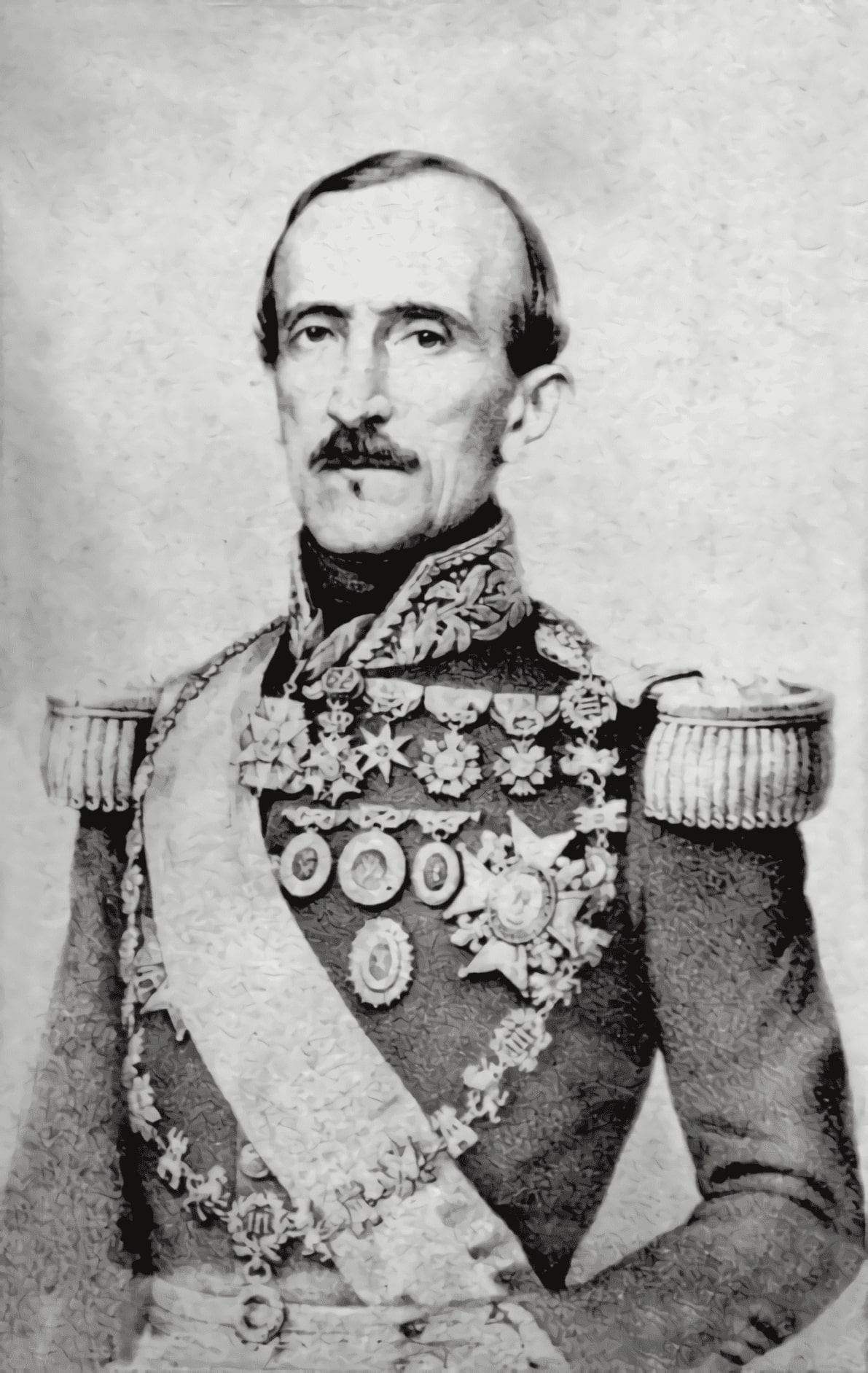
Juan Jose Flores, caudillo venezolano que gobernó Ecuador múltiples veces, país desde el cual desarrollo varios proyectos antiperuanos

Durante la Sublevación de Guayaquil de 1827, sofocó con dureza al cabildo abierto de Guayaquil, que había elegido como gobernante a José de La Mar (futuro presidente del Perú), el grupo de los “peruanistas”, entre los cuales estaban Juan Francisco Elizalde y José de Bustamante, dejó la ciudad y el intendente Novoa dimitió. Las tropas de Flores entraron en la ciudad, reestablecieron el orden y nombraron nuevas autoridades políticas y militares, en antesala a la Guerra grancolombo-peruana, de la cual Flores sería un oficial importante. Posteriormente, como presidente de Ecuador, Flores pretendió alterar la verdad histórica en una óptica antiperuana, al impugnar el Tratado de Comercio, firmado el mismo día del Tratado Amistad y Alianza de 1832, debido a que estos tratados no eran bien visto por los ecuatorianos, incluso llegó a tener la osadía de negar que el tratado se hubiese canjeado alguna vez, arguyendo que supuestamente no existía el correspondiente ejemplar en el Ecuador. Su siguiente plan en 1842 era ayudar a Santa Cruz, y otros bolivianos exiliados en su territorio, para volver al poder en su país (por medio de una invasión al Perú), o negociar con José Ballivián (con su propia política antiperuana), todo con tal de provocar rebeliones en Perú y conseguir el apoyo o neutralidad de Chile para invadir a su vecino sureño, dividirlo en dos y anexarse los territorios en disputa. En reacción, el Perú de Gamarra y la Nueva Granada de Tomas C. Mosquera consideraron un pacto colombo-peruano para repartirse el Ecuador de Flores. Flores no solo aspiraba para el Ecuador los territorios peruanos de Jaén y Maynas, sino algunas porciones más al sur (ambicionando parte de Piura y La Libertad). Sus razones eran las siguientes: hacer una distribución territorial más equitativa en el continente (Ecuador era más pequeño comparado con sus vecinos), la situación de pobreza del Ecuador y prevenir un supuesto avance peruano hacia Cuenca y Guayaquil. El Tratado de Puno, la negativa chilena y la derrota de las rebeliones internas en Perú llevaron a la cancelación del plan. Más adelante, Flores, ya desde el exilio, tramó una invasión a Ecuador para la que obtuvo apoyo y financiamiento de María Cristina de Borbón-Dos Sicilias, Reina regente de España, con el fin de colocar en el trono ecuatoriano a su hijo Agustín Muñoz y Borbón. También se habla de las negociaciones con el rey francés Luis Felipe I, para nombrar Reyes de Ecuador a su décimo hijo, Antonio de Orleans, Duque de Montpensier y su esposa, la infanta española Luisa Fernanda de Borbón, hija también de la mencionada reina María Cristina. Los periódicos en Madrid aseguraban que la expedición enunciada también iba a amenazar al Perú y a Bolivia, ya que procedería de un acuerdo entre el Gobierno Español y dicho caudillo conservador para invadir dichas Repúblicas, y formar así una monarquía. Se sospechaba que también estaban involucrados Andrés de Santa Cruz y José Joaquín de Mora en está empresa, la cual el nacionalismo liberal acuso de antiperuana y antiamericanista. Flores era monárquico por convicción, y apoyo tres expediciones de Santa Cruz, entre 1839 y 1842, para desestabilizar al Perú. Su arresto y destierro a Chile en 1843 significaron el fin de todo proyecto de unificación andina. Flores reclamó territorios neogranadinos en 1840 y peruanos en 1841 sin éxito. Finalmente, en 1860, Flores, durante la Primera guerra peruano-ecuatoriana, comandó el ejército del presidente Gabriel García Moreno, a pesar de que había sido un firme opositor suyo, dentro del bando quiteño en la guerra civil de 1859-60, enfrentando al gobierno de facto de Guayaquil, que pretendía la secesión de la ciudad, encabezado por el general Guillermo Franco Herrera a quien derrotó en el combate de Mapasingue. La secesión de la provincia de Guayaquil y su posterior anexión al Perú fue evitada por la declaratoria de independencia de Loja como República Federal en 1859.
- Vicente Lecuna, quien habría sido acusado, por parte de Raúl Porras Barrenechea, de caer en sesgos antiperuanos con tal de defender corrientes historiograficas bolivaristas en sus obras Crónica razonada de las guerras de Bolívar (3 vols)[430] y Catálogo de errores y calumnias en la historia de Bolívar.[431] Esto sería fundamentado en tender a subrayar los intereses y esfuerzos extranjeros, menospreciando la perspectiva de los peruanos (incluida las críticas a Simón Bolívar).[202] En general, los trabajos más importantes sobre Bolívar estarían en este grupo considerado antiperuano, como por ejemplo, la obra Simón Bolívar de Gerhard Masur, la obra Bolívar y la emancipación de Sud-América: Memorias del General O'Leary.[432] Las alegaciones de "antiperuanismo" y "excesivo nacionalismo" de parte de la historiografía venezolana se han mezclado con la crítica histórica al período de la Independencia del Perú y la Dictadura de Bolívar.
- Hugo Chávez durante el caso Vladimiro Montesinos y la amenaza de ruptura de relaciones diplomáticas entre Venezuela y Perú luego de la victoria de Alan García (favorable a aprobar un TLC con EE. UU.) en las elecciones peruanas del 2006[433][434] que se relacionó con la salida de Venezuela de la Comunidad Andina de Naciones, a la cual Perú forma parte.[435] En simultáneo se le acusó de hacer injerencia dentro de la política peruana por su apoyo a Ollanta Humala en las mismas elecciones del 2006, además de que el funcionamiento en el Perú de las Casas del Alba, organización dedicada al apoyo humanitario, fueron acusadas de constituir en una injerencia e infiltración del «chavismo».[436] También se le acusó de no tratar con el debido respeto a reliquias entregadas por el gobierno peruano a Simón Bolívar, como la Espada del Perú.[437]